# James Joyce
James Augustine Aloysius Joyce (n. 2 februarie 1882, Rathgar⁠(d), Irlanda⁠(d), Regatul Unit al Marii Britanii și Irlandei – d. 13 ianuarie 1941, Zürich, cantonul Zürich, Elveția) a fost un prozator și poet irlandez, considerat unul dintre cei mai importanți scriitori ai secolului al XX-lea. Este cunoscut îndeosebi pentru romanele Portret al artistului în tinerețe (1916), Ulise (1922) și Veghea lui Finnegan (1939). A mai scris nuvele (Oameni din Dublin, 1914), poezii (Muzică de cameră, 1907, și Poezii de doi bani fiecare, 1927) și o piesă de teatru (Exilați, 1918). Criticii îl așează astăzi în fruntea modernismului anglo-saxon, alături de T. S. Eliot, Virginia Woolf și Ezra Pound.
Primul copil al lui John Stanislaus Joyce și al lui Mary Jane Murray, Joyce a fost educat în spiritul religiei catolice la colegiile iezuite Clongowes Wood (Comitatul Kildare) și Belvedere (Dublin), unde a deprins latina și catehismul. La University College Dublin, a studiat limba și literatura engleză precum și limbi străine ca franceza, italiana și, individual, norvegiana. James Joyce a devenit încă din tinerețe un apostat al Bisericii. S-a mutat la Paris în 1902 pentru a studia medicina, dar a renunțat în scurt timp și a revenit în Dublin. În 1904 a cunoscut-o pe Nora Barnacle, cu care a trăit în concubinaj și care i-a dăruit doi copii: Giorgio (1905-1976) și Lucia (1907-1982). Cuplul, unit prin căsătorie abia în 1931, a trăit departe de Irlanda pentru aproape treizeci și cinci de ani, în orașele Triest, Zürich și Paris. Joyce a lucrat ca profesor de limba engleză, a dat lecții în particular și a publicat articole culturale sau politice în diverse ziare și reviste. Cariera lui literară a fost stingherită în mod constant de lipsurile materiale, deficiențele de vedere tot mai supărătoare sau de boala mintală a fiicei sale, Lucia.
Cu un pronunțat caracter autobiografic, proza lui Joyce revine obsesiv asupra lumii irlandeze, mai ales a Dublinului, în care scriitorul și-a petrecut primii ani de viață. Portret al artistului în tinerețe surprinde conflictele interioare ale unui alter-ego al scriitorului, Stephen Dedalus, distanțarea lui de religie și descoperirea vocației literare. Romanul Ulise, considerat o capodoperă a literaturii engleze, prezintă o zi din viața evreului Leopold Bloom, pe măsură ce acesta își croiește drumul printr-un Dublin arhetipal, labirintic, haotic și eterogen, care se identifică cu propria conștiință a autorului. Joyce afirma: „[...] scriu mereu despre Dublin, pentru că dacă pătrund în inima Dublinului, pătrund în inima tuturor orașelor lumii. În particularități stă universalitatea”. James Joyce a fost un maestru al tehnicilor literare și a perfecționat mai ales monologul interior (fluxul conștiinței) și muzicalitatea prozei. În romanul Veghea lui Finnegan, scriitorul și-a împins experimentul artistic la extrem și a creat astfel una din cele mai încifrate creații literare scrise vreodată, unde sensul se ascunde cu obstinație în spatele cuvintelor portmanteau, al importurilor lingvistice din zeci de limbi străine și al unei idioglosii simulate. Întrebat de Max Eastman, un combatant vehement al Cultului Artei Neinteligibile (the Cult of Unintelligibility), de ce a ales un stil atât de anevoios, Joyce ar fi răspuns: „Ca să le dau de lucru criticilor pentru următorii trei sute de ani”. Vladimir Nabokov spunea: „Joyce a creat modernismul, și tot Joyce l-a distrus”, iar Edmund Wilson îl numea „marele poet al unei noi etape a conștiinței umane”.
James Joyce este comemorat de comunitatea anglofonă în fiecare an la 16 iunie (Bloomsday), ziua în care a fost plasată acțiunea romanului Ulise. Opera lui a influențat autori ca Samuel Beckett (care i-a fost discipol), William Faulkner, Eugene O'Neill, Djuna Barnes, Jorge Luis Borges sau Umberto Eco.

## Contextul și formarea

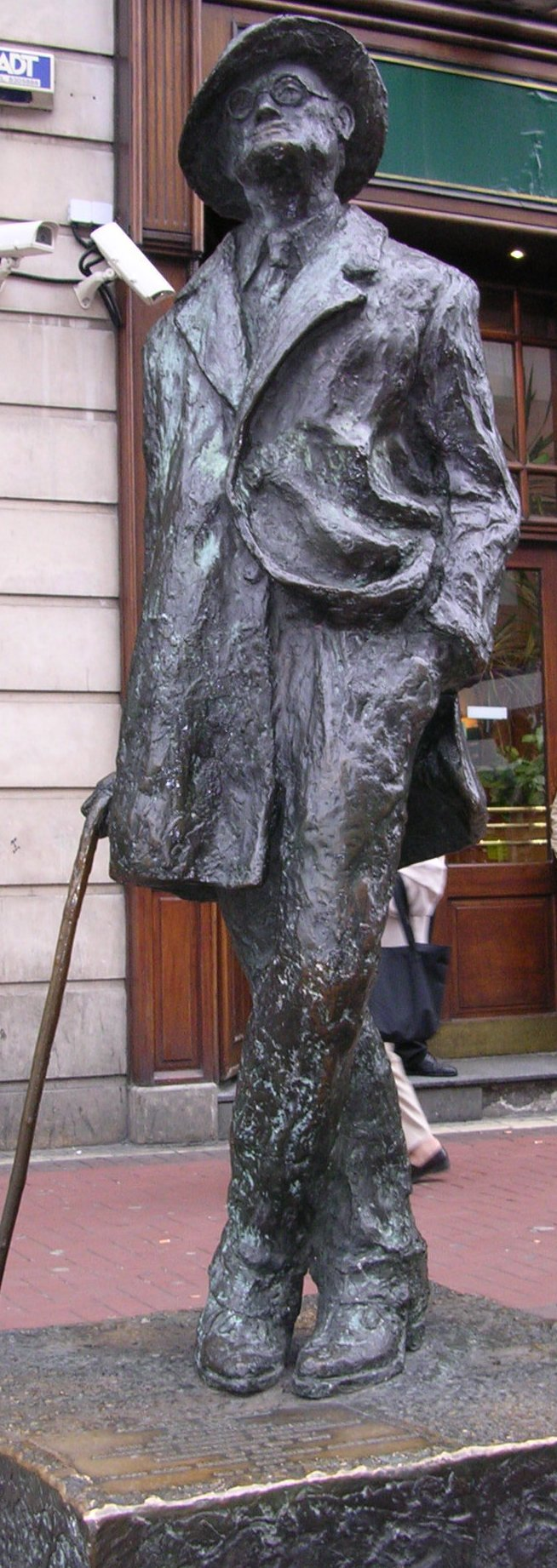
Statuia lui Joyce din Dublin

### Cadrul politic și social
James Joyce s-a născut la aproape treizeci de ani de la Marea Foamete Irlandeză, care a decimat populația Irlandei (se estimează o scădere demografică de 20-25%), modificându-i iremediabil traseul cultural și politic. Irlanda era, încă din anul 1801, anexată Marii Britanii într-un stat ce s-a numit Regatul Unit al Marii Britanii și al Irlandei (sau, neoficial, Imperiul Britanic) și care, ca putere colonială, a atins apogeul în timpul Reginei Victoria (1837 – 1901), contemporană lui Joyce. Supuși proastei administrații a britanicilor, exploatați și dezrădăcinați în mod forțat de propria cultură, irlandezii au început să nutrească sentimente anti-engleze și s-au dedicat unei forme de naționalism inaugurate în 1858, fenianismul. Sub influența ideilor romantice, fenienii visau la o republică irlandeză independentă și acceptau chiar violența ca mod de acțiune. Climatul politic tensionat al țării a degenerat în acte de terorism înspăimântătoare: de exemplu, în 1882, noul secretar-șef al Irlandei a fost înjunghiat, iar o familie întreagă a fost măcelărită. Un altfel de naționalism, mai puțin radical, dar nu neapărat antagonic, s-a cristalizat în jurul lui Charles Stewart Parnell, o figură politică remarcabilă, pe care însuși primul-ministru al Marii Britanii, William Gladstone, l-a descris în termeni superlativi. Primii ani din viața lui James Joyce s-au desfășurat astfel într-o societate dominată de discuții politice și adeziuni la fenianism, parnellism sau, uneori chiar, la ambele curente simultan. Tatăl lui Joyce a fost atras în tinerețe de cercurile conspirative de rebeli fenieni, iar mai târziu l-a divinizat pe Parnell. Conversațiile omniprezente ale tatălui cu prietenii săi despre acest om politic și destinul Irlandei împânzesc prima parte a romanului Portret al artistului în tinerețe, ca niște ecouri sublimate de conștiința fluidă a copilului Stephen. Când protagonistul este bolnav, temerile sale legate de moarte se juxtapun peste imaginea sfâșietoare a înmormântării lui Parnell, un vis sau poate chiar o amintire a copilului. Când, la masa de Crăciun, discuțiile sunt acaparate, spre disperarea lui Stephen, de spectrul turbulent al politicii, eroul trăiește o primă decepție care îl propulsează în lumea lipsită de candoare a maturității. Figura mitică a lui Parnell rămâne însă pentru Joyce un simbol strâns legat de perioada idealizată a copilăriei, de „zilele auguste”, așa cum le va numi în Veghea lui Finnegan. Conform lui William Butler Yeats, literatura modernă a Irlandei începea chiar atunci, cu decăderea politică a lui Parnell, când o societate „deziluzionată și mâhnită” a întors spatele politicii și s-a dedicat în întregime culturii.

### Părinții
Tatăl lui James Joyce, John Stanislaus Joyce (1849–1931), s-a născut în Cork, fiind înrudit, se spune, pe linie maternă, cu Daniel O'Connell, un important politician irlandez din prima jumătate a secolului al XIX-lea, cunoscut în folclor ca „Eliberatorul”. Cuvântul „Joyce” ar proveni, conform lui Richard Ellmann din franțuzescul „joyeux” (fericit) sau latinescul „jocax”, un nume predestinat pentru un scriitor ce va considera literatura „duhul sfânt al bucuriei”. Fire expansivă, veselă și aventurieră, John Stanislaus Joyce a avut o viață foarte diversă. În 1859, a fost înscris de părinți la colegiul catolic St. Colman din Fermoy, dar a părăsit instituția după aproape un an, din cauza unei sănătăți precare ce l-a determinat să se dedice exercițiilor fizice și unui stil de viață spartan. Pasiunea lui pentru atletism și crichet vor fi moștenite de fiul său, James. A lucrat în adolescență pe o barcă-pilot (pilotină) din portul Cork, unde a deprins argoul marinăresc cu care își delecta adesea amicii de pahar. A studiat medicina timp de trei ani (1867-1870) la Queen's College, Cork, dar nu a reușit să absolvească, din cauza stilului de viață dezorganizat și hedonist, dar și a interesului crescând pentru actorie și sport. S-a mutat în Dublin în 1874 sau 1875 și a lucrat ca secretar la o companie de distilerie, dar a avut și numeroase alte activități, precum vânătoarea și opera. Un cunoscut cântăreț al epocii, Barton McGuckin, l-ar fi numit pe John Stanislaus „cel mai bun tenor al Irlandei”. Personaj cu multiple talente, dar inconsecvent, mereu convins că este o victimă a circumstanțelor, mereu absorbit de idealuri politice, conversații interminabile și activități frivole ca băutura sau cântatul, tatăl lui James Joyce l-a fascinat mereu pe scriitor, identificându-se, conform lui Richard Ellmann, cu însăși forța vieții. Expresii ale tatălui, precum „like a shot off a shovel” („ca zvârlit de lopată” adică „foarte rapid”) sau „Twixt you and me, Caddereesh” („Rămâne între noi, Caddereesh”) au fost integrate în capitolul Ciclopii al romanului Ulise; în Veghea lui Finnegan este menționată o anecdotă a lui despre soldatul irlandez Buckley, care în Războiul Crimeii ezită să împuște un general rus aflat pe câmp cu pantalonii în vine, arătând astfel compasiune pentru țintele vulnerabile. O serie de personaje importante au fost modelate după John Stanislaus Joyce: Simon Dedalus (Portret al artistului în tinerețe, Ulise), Humphrey Chimpden Earwicker (Veghea lui Finnegan) sau chiar Leopold Bloom (Ulise). În Portret al artistului în tinerețe, Stephen Dedalus, alter-egoul lui James Joyce, îl descrie pe tată astfel:
„Student în medicină, as în canotaj, tenor, actor amator, politician zgomotos, mic proprietar, mic rentier, băutor, băiat bun, povestitor de anecdote, secretarul nu știu cui, nu știu ce într-o distilerie, perceptor de impozite, falit și în prezent apologet al trecutului său.”—James Joyce, Portret al artistului în tinerețe, traducere de Frida Papadache
La 5 mai 1880, John Stanislaus Joyce se căsătorește cu cea care avea să devină mama lui James Joyce, Mary Jane („May”) Murray. Născută în 1859 la Longford, May este crescută și educată în Dublin, la „Școala domnișoarelor Flynn”, condusă de două din surorile mamei. Aici, este instruită în tainele pianului, ale dansului și muzicii vocale, precum și în arta bunelor maniere. Având doi părinți cu sensibilități muzicale atât de profunde, James Joyce se va dezvolta încă din copilărie într-o atmosferă a cântecelor și armoniilor tonale, dezvoltând în mod spontan o pasiune pentru muzicalitatea limbajului. Mama sa era și o catolică evlavioasă, astfel încât simboluri ale devoțiunii precum crucifixele, lumânările sfințite, rozariile și scapularele au populat de timpuriu lumea scriitorului. Tatăl, în schimb, avea o atitudine anticatolică și anticlericală, la fel ca o bună parte din populația Irlandei, care considera Biserica Catolică a fi în stare să facă compromisuri dezavantajoase cu Anglia protestantă.

### Primii ani (1882-1888)

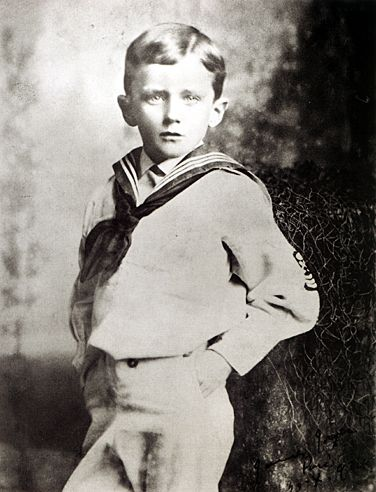
James Joyce în 1888, la vârsta de 6 ani.

James Joyce s-a născut la 2 februarie 1882, o zi care coincide cu sărbătoarea creștină a Întâmpinării Domnului la Templu. Este al doilea copil al lui John Stanislaus Joyce și al lui Mary Jane Murray. Primul lor prunc, John Augustine, născut prematur la 23 noiembrie 1880, nu supraviețuise decât opt săptămâni. Numărul sarcinilor lui Mary Jane este impresionant, șaptesprezece (deși unele surse zic cincisprezece), din care doar zece îi vor aduce copii sănătoși, supraviețuitori. Suita acestora este deschisă de James, urmat de Margaret Alice (ian. 1884), John Stanislaus („Stannie”, dec. 1884), Charles Patrick (iun. 1885), George Alfred (iul. 1887), Eileen (ian. 1889), Mary Cathleen (ian. 1890), Eva (nov. 1891), Florence Elizabeth (nov. 1892) și Mabel (nov. 1893). Pentru a putea satisface nevoile unei familii atât de numeroase, părinții lui Joyce o angajează ca guvernantă pe doamna Elizabeth Conway (născută Hearn), o rudă îndepărtată a lui John Stanislaus Joyce.
Joyce este botezat la 5 februarie 1882 la biserica St. Joseph's Chapel of Ease din Roundtown (astăzi Terenure, un cartier rezidențial al Dublinului). Numele întreg al copilului, James Augustine Joyce, este trecut greșit în certificatul de naștere: „Augusta” în loc de „Augustine”. Părinți îl alintă „Sunny Jim”, pentru seninătatea care îi era specifică. În primii lui ani de viață, familia Joyce trăia în cartierul dublinez Rathgar, la 41 Brighton Square West. Datorită avansării rapide a tatălui pe scara socială, ei se vor muta în 1884 la 23 Castlewood Avenue și apoi în 1887 în orașul Bray, la 20 km de Dublin, într-o casă aflată pe malul mării. John Stanislaus primea deseori vizite la sfârșitul săptămânii, de la prietenii săi din Dublin, niște oameni fascinanți care au inspirat multe personaje joyciene. De exemplu, musafirul William O'Connell, o rudă în linie paternă, va constitui material pentru unchiul Charles din Portret al artistului în tinerețe. Cea mai mare influență însă, omițându-i pe părinți, a exercitat-o cu siguranță guvernanta Elizabeth Conway, intitulată în același roman „Dante”.

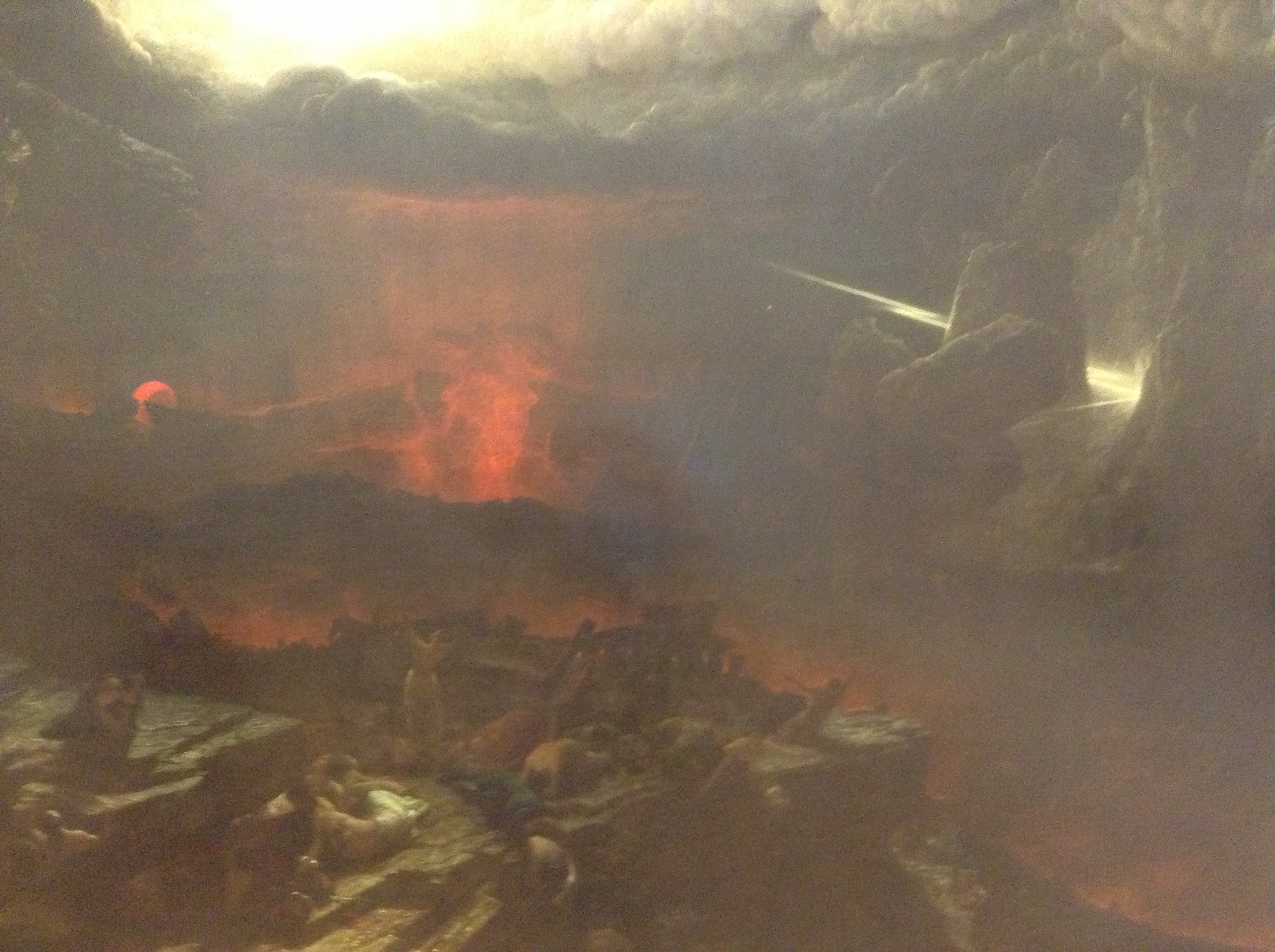
Ruperea celei de-a șasea peceți, tablou de Francis Danby. Joyce a văzut acest tablou în copilărie, când guvernanta sa, doamna Dante, l-a dus la Galeria Națională din Dublin. Imaginea terifiantă a Apocalipsei l-a marcat pe viață pe viitorul scriitor.

Doamna Dante s-a ocupat serios de educația lui James Joyce, l-a învățat să scrie, să citească și i-a dat lecții de aritmetică și geografie. A încercat cu insistență să îi insufle ideile ei naționaliste și religioase, însă exigența ei a acționat într-un mod distructiv asupra personalității lui maleabile. Conform Portretului, doamna Dante îl amenința pe copil că dacă nu își cere iertare „vine vulturul mare și-i scoate ochii”, o ironie crudă a sorții, pentru că Joyce va suferi la maturitate de serioase probleme de vedere. Lecțiile ei de religie erau dominate de imagistica apocaliptică și au imprimat scriitorului o teamă copleșitoare și irațională față de trăsnete, văzute ca agenți ai mâniei divine. Joyce nu a reușit să scape niciodată de astrafobia dobândită în copilărie; când un prieten l-a întrebat mai târziu de ce se teme atât de mult de trăsnete scriitorul a explicat „Nu ai fost crescut în Irlanda catolică”. În Veghea lui Finnegan, Joyce îl numește pe Dumnezeu „Cel Ce Trăsnește Din Tării” („Him Which Thundereth From On High”), iar în Portret al artistului în tinerețe, protagonistul se simte devorat de remușcări în fața divinității și se întreabă „Cum se face că nu-l trăsnise Dumnezeu?”. O altă fobie permanentă, cea față de câini, s-a instaurat când copilul Joyce a fost atacat pe plaja din Bray de un terrier irlandez.
James Joyce își începe educația la o grădiniță din Bray, condusă de o anume domnișoară Raynor și de mama ei. Aici, băiatul leagă o strânsă prietenie cu Eleanor („Eileen”) Vance, fetița unor vecini. Fiindcă Eileen era protestantă, doamna Dante încerca să distrugă relația dintre cei doi copii, spunându-i lui Joyce că oricine se întovărășește cu non-catolicii ajunge în Iad. Cuvintele ei au însă efect invers și, poate pentru a submina autoritatea guvernantei, Joyce se joacă cu prietenii lui de-a Iadul, unde el ia rolul diavolului și își așează „victimele” sub o roabă răsturnată, scoțând sunete menite să înfricoșeze. Copilul regizează de asemenea o mică piesă de teatru despre păcatul originar, unde el este șarpele, iar frații săi Stannie și Margaret Alice sunt Adam și Eva. Ca o coincidență, mulți ani mai târziu, scriitorul va fi poreclit de o proprietăreasă din Zürich „Herr Satan”, pentru barba ascuțită, mersul viguros și hainele sobre.

### Clongowes Wood (1888-1891)

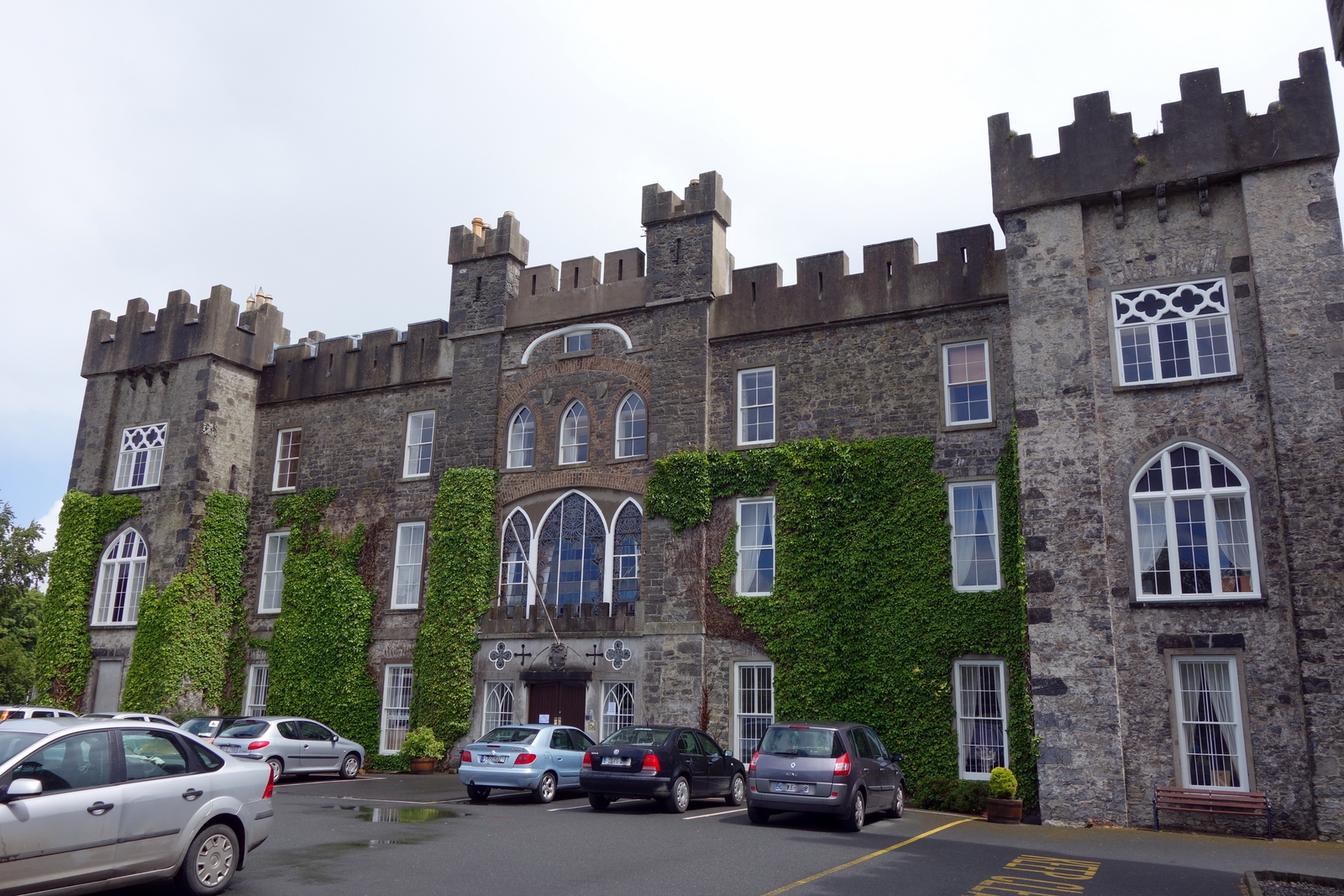
Colegiul Clongowes Wood din Sallins, Comitatul Kildare

În septembrie 1888, James Joyce începe școala la șase ani și jumătate, la Colegiul Clongowes Wood din localitatea Sallins (aproape de orașul Clane), Comitatul Kildare. Școală catolică de tip internat, înființată de iezuiți în 1814, Clongowes Wood se bucura de o reputație excelentă în Irlanda și părea alegerea perfectă pentru John Stanislaus și Mary Jane care voiau să facă din fiul lor un adevărat gentleman. Taxa școlară, 25 de lire pe an, era o sumă pe care familia Joyce și-o putea permite atunci cu ușurință. La Clongowes Wood, James Joyce învață engleza, matematica, latina și religia, metoda pedagogică predilectă fiind memorizarea prin catehism, adică prin structurarea informației în întrebări și răspunsuri. Catehismul este cel care va constitui scheletul capitolului Itaca din romanul Ulise. Având o memorie prodigioasă, Joyce devine în scurt timp fruntașul clasei, impresionându-l cu precocitatea sa pe părintele Conmee, rectorul școlii. Colegii lui îl percep ca pe un băiat firav, taciturn și nu îi intuiesc inteligența. De altfel, Joyce se simțea intimidat de snobismul colegilor de la Clongowes Wood, majoritatea fiii unor domni din înalta societate. Pentru a nu fi disprețuit, Stephan Dedalus minte în Portret al artistului în tinerețe că tatăl său este un gentleman și că unchii săi sunt judecător, respectiv general în armată. La 21 aprilie 1889, Joyce ia parte la ritualul primei comuniuni sau împărtășanii, un eveniment crucial pentru viața spirituală a unui catolic. Educația lui religioasă este consolidată de participarea regulată la slujbe sau de respectarea codurilor stricte de disciplină ale școlii. Singurele abateri ale copilului, consemnate în „Cartea pedepselor” de la școală au avut loc când a uitat să își aducă manualul, când a umblat cu ghetele murdare sau când a rostit cuvinte vulgare, o îndeletnicire care, se pare, îi făcea lui Joyce o deosebită plăcere. La vârsta de zece ani, Joyce a adoptat numele sfântului Aloysius Gonzaga (patronul tinerilor și al nobililor) ca pe un nume adițional, dar nu s-a folosit de el niciodată.
La Colegiul Clongowes Wood, James Joyce s-a simțit străin și singur, așa cum descrie în primele pagini din Portretul său autobiografic: 
„Toți țipau și prefecții îi îndemnau cu strigăte puternice. [...] El se ținea la marginea terenului, ferindu-se să nu-l vadă prefectul, ferindu-se din calea picioarelor brutale, prefăcându-se din când în când că aleargă. Își simțea trupul mic și neputincios în îmbulzeala jucătorilor și ochii îi erau neputincioși și-i lăcrimau.”—James Joyce, Portret al artistului în tinerețe, cap. I, traducere de Frida Papadache
Dintre sporturi, doar alergatul și crichetul îl pasionau, ultimul rămânând printre ocupațiile lui chiar și în timpul maturității; la serbările școlare juca în diverse piese de teatru. În rest, citea manuale despre istoria antică și miturile greco-romane (de aici a aflat prima oară de Ulise) sau cărți precum Contele de Monte-Cristo și poemele lui Byron. Când severul părinte Daly l-a acuzat pe nedrept în fața clasei că și-a spart intenționat ochelarii, ca să nu învețe, iar Joyce a avut curaj să îi comunice totul părintelui Conmee, băiatul s-a transformat într-un mic erou în ochii camarazilor săi. Nu a reușit să se bucure prea mult de acest statut, pentru că în toamna anului 1891 a trebuit să abandoneze pentru totdeauna Clongowes Wood. Aflați în plin regres financiar, părinții lui Joyce nu mai reușeau să plătească taxa de școlarizare, deși un alt motiv a fost probabil și sănătatea slăbită a copilului.

### În umbra lui Parnell (1891-1893)

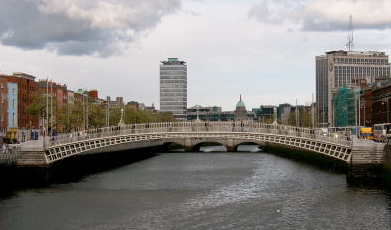
Râul Liffey, Dublin

Implicat într-un scandal de adulter și ostracizat de Biserica Catolică și de societatea pudibondă a Irlandei, Charles Stewart Parnell  se stinge la 6 octombrie 1891. Puțin timp după aceea, James Joyce, în vârstă de doar nouă ani, compune un poem intitulat Et Tu, Healy în care îl denunță pe Timothy Healy, un trădător al lui Parnell. John Stanislaus a rămas impresionat de poemul fiului său, l-a tipărit, l-a distribuit prietenilor și chiar l-a trimis, se spune, Bibliotecii din Vatican, însă nicio copie a acestei prime creații joyciene nu supraviețuit până astăzi. Pentru tatăl lui Joyce, decăderea politică a lui Parnell nu a însemnat doar o dezamăgire profundă, ci și o stagnare a succeselor sale profesionale. John Stanislaus apare în ziarele Stubbs Weekly Gazette și Perry's Gazette, în listele cu faliți și datornici, ba mai mult, este suspendat din funcție, iar apoi este forțat de împrejurări să iasă la pensie. Neîmpăcat cu propria soartă, el se se afundă tot mai mult în viciul alcoolismului și are izbunciri violente în fața soției (pe care ar fi încercat chiar să o stranguleze) și a copiilor. Familia Joyce este nevoită să se mute în Blackrock (o suburbie a Dublinului) și, schimbând mai multe domicilii într-un timp foarte scurt, se restabilește în cele din urmă în capitală.
Această perioadă din viața lui Joyce este oarecum ambiguă. În timp ce frații săi continuă să meargă la școală, lui James i se permite să se educe singur, acasă. Băiatul scrie poezii și începe un roman cu un prieten din vecini. Plimbându-se des pe străzile din Dublin, memorând întreaga arhitectură a orașului, observând diversitatea oamenilor, Joyce se aprovizionează cu o sursă de inspirație inepuizabilă, la care a apelat pentru numeroase creații viitoare. Cel mai important „monument” al orașului, râul Liffey, este adesea imortalizat în proza joyciană și devine laitmotivul romanului Veghea lui Finnegan. Timp de două luni (ianuarie-martie 1893), James și Stannie frecventează o școală dublineză pentru familii dezavantajate (O'Connell School pe strada North Richmond), dar scriitorul va încerca mai târziu să șteargă acest detaliu din biografia sa. O întâlnire neașteptată a tatălui său cu părintele Conmee, transferat între timp în Dublin de la Clongowes Wood, îi oferă lui James Joyce oportunitatea de a învăța gratis la o nouă școală iezuită, Colegiul Belvedere.

### Colegiul Belvedere (1893-1898)
Nefiind o școală-internat, Colegiul Belvedere din Dublin era diferit față de Clongowes Wood, prin faptul că le acorda elevilor libertate totală după-amiaza și seara. În rest, programa era una specifică unei instituții de învățământ catolice. Pe lângă religie, matematică și trei limbi străine (latina, franceza și italiana), Joyce studiază cu pasiune limba și literatura engleză, avându-l ca profesor pe George Dempsey, cel care în puțin timp avea să observe că elevul lui este „un băiat cu o pletoră de idei în minte”. Studiul filologic de la Colegiul Belvedere presupunea o atenție sporită acordată etimologiei sau gramaticii, dar și tehnicilor de traducere, care trebuia să apropie textul transpus într-o limbă străină de spiritul originalului. Kevin Sullivan evidențiază rolul disciplinei iezuite în formarea lui Joyce ca artist al cuvintelor, fascinat, chiar obsedat de posibilitățile și transformările verbului.
Elev eminent, cu un comportament exemplar, James Joyce primește burse școlare și este ales prefect al Reuniunii Mariane (Sodality of the Blessed Virgin Mary) din cadrul Colegiului. Influențat mai ales de poeți ca Byron, Ferguson și Yeats, scrie o serie de schițe intitulate Siluete (Silhouettes) și o colecție de poeme cu titlul Stări (Moods). Lectura Istoriei Florenței de Machiavelli l-ar fi determinat, conform lui Peter Costello, să vadă în propriul oraș, Dublin, esența identității și culturii irlandeze. În secret însă, adolescentul este devorat de pofte carnale tot mai apăsătoare. Flirtează cu o tânără servitoare și este atras de lumea promiscuă a prostituatelor. Fanteziile sale vinovate se transformă în adevărate escapade nocturne în romanul Portret al artistului în tinerețe. Tânărul este cuprins de remușcări și simte că a trădat idealurile catolice. O predică înflăcărată, înfricoșătoare a rectorului școlii despre viața sfântului Francisco de Xavier, trezește din nou teama de judecata nemiloasă a lui Dumnezeu. Timp de câteva luni, James Joyce încearcă, habotnic și virtuos, să regăsească devotamentul de altădată pentru religia creștină. Mai târziu își va aminti cu umor de modul cum fiecare act de devoțiune i se părea o tranzacție cu divinitatea:
„Viața lui părea să se fi apropiat de veșnicie; din fiece gând, cuvânt sau faptă, din fiece manifestare a conștiinței sale, știa că putea emana un vibrant ecou luminos în cer; și uneori percepea atât de viu această repercusiune imediată, încât i se părea că-și simte sufletul în rugăciune apăsând ca niște degete pe clapele unei mașini de înregistrare și că vede suma obținută ivindu-se în aceeași clipă în cer, nu sub formă de cifră, ci de fragilă coloană de tămâie sau de zveltă floare.”—James Joyce, Portret al artistului în tinerețe, traducere de Frida Papadache

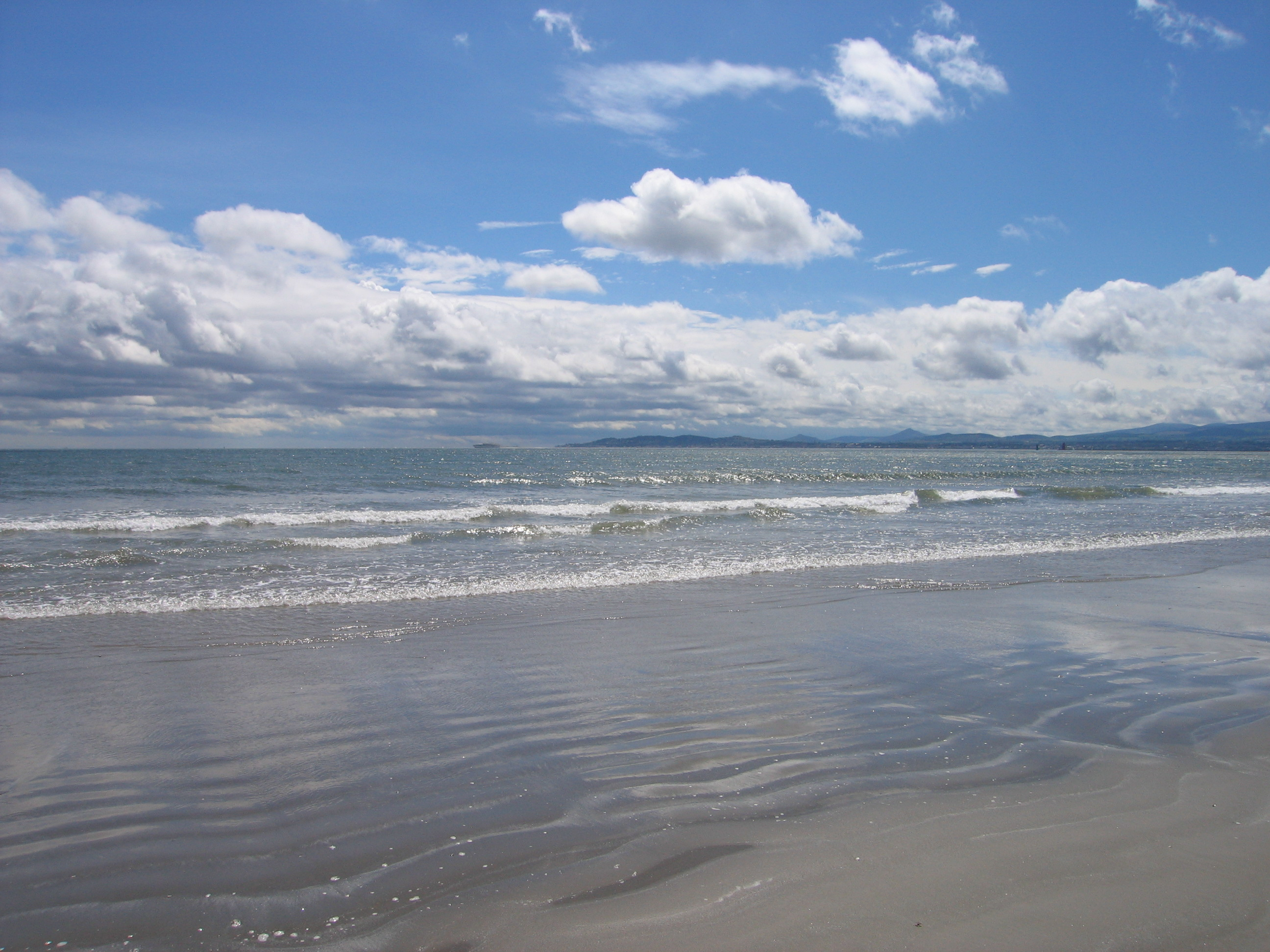
Dollymount Strand, locul unei epifanii estetice în romanul autobiografic Portret al artistului în tinerețe

În ciuda strădaniilor pioase, desprinderea de catolicism este ireversibilă, Joyce găsind refugiu într-un alt sistem de credințe, arta, căreia i se va dedica pentru tot restul vieții. În Portret al artistului în tinerețe, Stephen Dedalus are o revelație (o epifanie, cum va prefera să o numească scriitorul) pe plaja Dollymount Strand, când vede o fată cu părul bălai cum se joacă, cu veșmintele suflecate, în apa mării. Imaginea jovială, în antiteză parcă cu sobrietatea Sfintei Fecioare, devine un simbol al chemării artistice, care se manifestă prin joc, experimentare, nonconformism, neorânduială. Cuvintele lui Stephen Dedalus, „Să trăiești, să greșești, să cazi, să izbândești, să creezi iar viață din viață!” par să fi devenit dictonul lui James Joyce în timpul maturității.

### Anii universității (1898-1902)

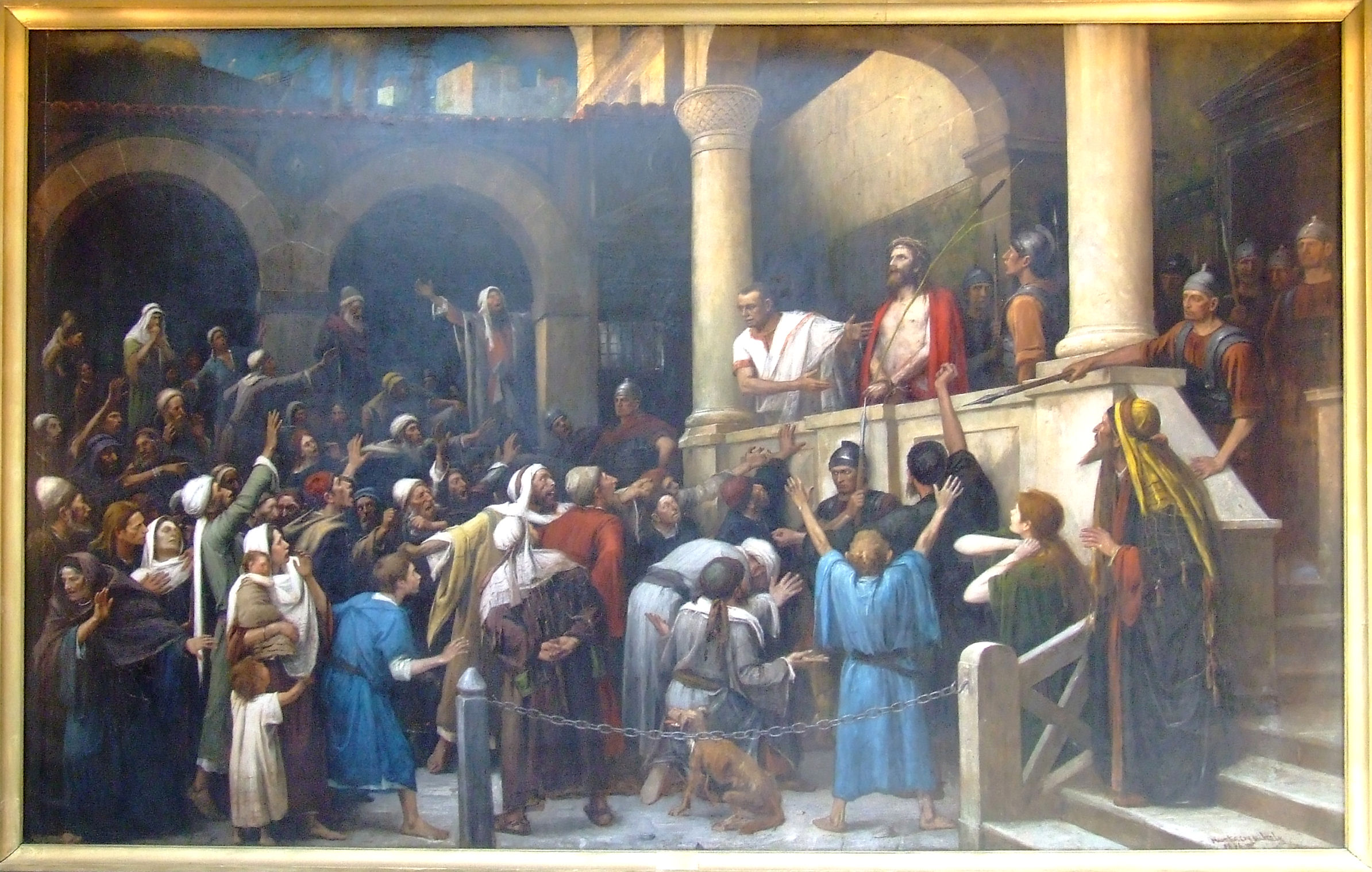
Ecce Homo, Mihály Munkácsy. Pornind de la acest tablou maghiar, James Joyce face o analiză critică a societății irlandeze din peroada studenției sale.

James Joyce își continuă studiile în toamna anului 1898 la University College Dublin, unde se concentrează mai ales pe limbile moderne (engleza, franceza, italiana). În primul an universitar, citește autori precum Carlyle, Macaulay, Ruskin, d'Annunzio, Sudermann, Dante, Zola, Blake și Turgheniev. Pasionat de teatru, scrie câteva piese (astăzi pierdute), printre care și Cariera mea strălucită (My Brilliant Career), pe care o consideră „prima lucrare adevărată a vieții mele”. Cu toate acestea, respectiva piesă, precum și niște poeme joyciene adunate sub titlul Lumină și întuneric (Shine and Dark) au ratat publicarea, fiind respinse cu multă diplomație de criticul William Archer. Deși vede în tânărul student un mare talent, Archer îl sfătuiește să nu debuteze încă. O influență remarcabilă asupra lui Joyce o exercită dramaturgul norvegian Henrik Ibsen, care reușește prin creațiile sale să reconcilieze realismul și simbolismul, principalele curente literare ale epocii. În 1900, Joyce publică în revista The Fortnightly Review  o recenzie elogioasă despre piesa ibseniană Când noi, morții, vom învia, apoi, aflând că dramaturgul este plăcut impresionat de articolul său, îi trimite o scrisoare de admirație chiar în limba norvegiană, pe care o învață singur la 19 ani. I se răspunde cu mulțumiri. Joyce scrie numeroase articole de critică literar-artistică, exprimându-și adesea prin ele disidența politică. Pornind de la tabloul Ecce Homo de Mihály Munkácsy, Joyce denunță societatea ipocrită care, mimând religiozitatea și pudoarea, l-a ostracizat pe Parnell într-o manieră similară cu respingerea lui Isus de propriul popor. Tot el îl susține pe Yeats, când lumea îl acuză de erezie pentru piesa Contesa Cathleen. Printre prietenii lui Joyce din perioada studenției (mulți dintre ei viitori intelectuali de seamă ai Irandei) se numără John Francis Byrne, Thomas Kettle, Constantine Curran, Francis Sheehy-Skeffington și Oliver St. John Gogarty. Ei vor deveni modele pentru personajele joyciene de mai târziu. Joyce a fost de asemenea membru al Societății Literare și Istorice (Literary and Historical Society) din Dublin, în cadrul căreia a citit la 20 ianuarie 1900 un tratat despre Teatru și viață (Drama and Life), bucurându-se de un succes imens. Pasiunea lui tot mai arzătoare pentru artă și pentru scris nu i-au permis să se concentreze pe cerințele universității și a obținut astfel note dezamăgitoare la examene. În acest timp, familia lui se confrunta cu lipsuri materiale serioase, singura sursă de venit fiind pensia lui John Stanislaus. James Joyce venea acasă doar noaptea, în rest rămânea la Biblioteca Națională până la 10 p.m. Thomas Kettle și-l amintește astfel: „încăpățânat, meticulos, un elf iubitor de paradoxuri ... întruparea însăși a spiritului literar”

## Maturitatea și cariera

### Începutul exilului (1902-1904)
După absolvirea universității cu o notă mediocră care nu îi permite să lucreze în mediul academic, Joyce decide să urmeze o nouă facultate, medicina, dar nu în Dublin, ci la Paris. Aventura este finanțată de Lady Gregory, dramaturgă, specialistă în folclor și o ocrotitoare zeloasă a culturii irlandeze. Tot în 1902, Joyce întâlnește alte două personalități literare importante: pe misticul George Russell și pe poetul William Butler Yeats (pe care îl vizitează la Londra). Fascinați de geniul lui Joyce, atât Lady Gregory, cât și Russell sau Yeats, încearcă să ignore comportamentul mai degrabă necioplit al acestuia și desele lui excese de aroganță. Russell spune despre Joyce că ar fi „mândru ca Lucifer”, iar un prieten al lui Yeats, poetul Arthur Symons, îl caracterizează prin cuvintele: „un amestec curios de geniu sinistru și talent incert”.
În Paris, Joyce îndură grele privațiuni materiale, fiind adesea forțat să flămânzească, să suporte frigul și să se îmbrace sărăcăcios. Abandonează cursurile în foarte scurt timp și începe să dea lecții de engleză în particular, pentru a se întreține. Vizitează frecvent Bibliothèque Nationale și Bibliothèque Sainte-Geneviève. Lectura romanului Dafinii au fost tăiați (Les Lauriers sont coupés) de Édouard Dujardin îl ajută să descopere posibilitățile unei noi tehnici literare, monologul interior, pe care îl va perfecționa ulterior în creațiile sale prin acel flux al conștiinței (stream of consciousness) care l-a consacrat. Concomitent, scrie povestiri, numite de el epifanii, concentrate pe o anumită revelație trăită de personajul principal, care îl face să se vadă pe sine și lumea înconjurătoare într-o lumină complet nouă. Aceste povestiri constituie stadiul incipient al volumului Oameni din Dublin. O telegramă primită în Vinerea Mare (10 aprilie 1903) de la tatăl său, cu textul „Mama moare vino acasă tata.” îl determină să se întoarcă în Dublin.
Mary Jane Joyce, grav bolnavă de ciroză (deși unii biografi cred că era vorba de cancer), își așteaptă fiul imobilizată la pat. Joyce nu se lasă înduplecat de rugămințile mamei de a se întoarce în sânul Bisericii printr-o spovedanie și împătășanie. La 13 august 1903, când femeia moare după o comă de câteva ore, întreaga familie îngenunchează în jurul ei pentru a se ruga, mai puțin James Joyce și fratele lui, Stannie, cei doi fii care au abjurat catolicismul. În ciuda stoicismului pe care îl afișa, scriitorul este foarte afectat de moartea mamei. Rămas în Dublin în perioada imediat următoare, Joyce aprofundează un viciu moștenit de la John Stanislaus: băutul. Prăbușirea lui Joyce în lumea imundă a barurilor dublineze este secundată de prietenul Oliver Gogarty, un amator al exceselor, al bacanalelor nocturne. Într-o noapte de beție, Joyce este bătut cu temeinicie, din cauza unei neînțelegeri, de un soldat în Parcul St Stephen's Green și recuperat de un anume domn Alfred H. Hunter, o cunoștință a tatălui, care îl duce la el acasă pentru a-i îngriji rănile. Hunter, despre care Dublinul zvonea că ar fi evreu și că ar avea o soție adulteră, va servi ca model principal pentru personajul Leopold Bloom din Ulise. Gogarty însuși devine Buck Mulligan în același roman și, prin vocea lui fictivă, amintește stânjenitorul episod: 
„—  O,  noaptea aceea la teatrul Camden,  când fiicele Erinului au trebuit să-și sumetice fustele să calce peste tine cum zăceai acolo în dudcolorata, multicolorata, multi-dudinoasa ta borâtură!
—  Cel mai nevinovat dintre fiii Erinului, spuse Stephen, pentru care și le-au sumes ele vreodată.”—James Joyce, Ulise, Scila și Caribda, traducere de Mircea Ivănescu 

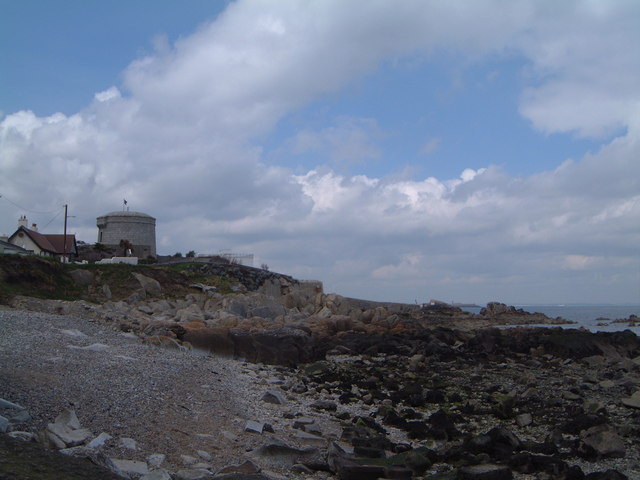
Turnul Martello, Dublin. Joyce locuiește aici șase zile, în septembrie 1904, cu prietenul său, Gogarty.

În ianuarie 1904, Joyce încearcă să publice în revista Dana un scurt eseu autobiografic, intitulat, la sugestia lui Stannie, Portret al artistului (A Portrait of the Artist). Opera, care marchează începutul maturității literare a scriitorului, este respinsă, dar Joyce hotărăște să o transforme într-un roman amplu, Stephen erou. Publicat abia postum, Stephen erou atinge, în manuscris, aproape o mie de pagini, material ce va fi comprimat de autor sub titlul unui nou roman, Portret al artistului în tinerețe (A Portrait of the Artist as a Young Man), apărut în 1916. La 10 iunie 1904, Joyce o cunoaște pe Nora Barnacle, viitoarea lui soție, o cameristă de la Finn's Hotel, născută în Galway în 1884. Îndrăgostit, scriitorul reușește printr-o scrisoare să stabilească primul rendez-vous: 16 iunie, o dată ce va intra în istoria literaturii, fiind chiar ziua în care se va desfășura acțiunea romanului Ulise. Coincidența nu este întâmplătoare - 16 iunie îi unește, atât la nivel biografic cât și literar, pe Stephen Dedalus, tânărul rebel, și pe Leopold Bloom, soțul complezant, cele două avataruri ale scriitorului. Ultimele luni petrecute de Joyce în Dublin sunt tot mai dificile. Se întreține cu ajutorul împrumuturilor de la prieteni și lucrează cu jumătate de normă ca profesor la o școală privată. Fiind un talentat tenor, se înscrie chiar, la un festival de muzică irlandez, Feis Ceoil, unde nu câștigă însă decât o dezamăgitoare medalie de bronz, din cauza neputinței (și a refuzului) de a face față la proba de „cântat pe note”. Haosul de acasă creat de un tată declasat, abrutizat de sărăcie, îl determină pe Joyce să se mute cu chirie la doamna Elizabeth McKernan. Începând cu 9 septembrie, Joyce locuiește cu Oliver Gogarty și Samuel Chenevix Trench în Turnul Martello, aflat în Sandycove, o zonă riverană a Dublinului. Șase zile mai târziu, din motive nu foarte clare, scriitorul părăsește brusc turnul, în mijlocul nopții, iar prietenia lui cu Gogarty este pentru totdeauna prejudiciată. Gogarty și Trench i-ar fi înscenat, pretinde Joyce, o farsă în cadrul căreia, pretinzând că sunt atacați de o panteră imaginară, ar fi început să tragă focuri de revolver la întâmplare prin cameră. Imatura scenetă s-a încheiat când un raft cu tigăi și oale s-a prăbușit peste buimacul James, bulversat de un asemenea tapaj impresionant la o oră atât de târzie. La 8 octombrie, Joyce părăsește Irlanda pentru a doua oară, fiind însoțit de iubita lui, Nora. De pe cheiul North Wall, tânărul scriitor își ia la revedere de la tatăl său și de la frați, în timp ce domnișoara Barnacle, despre care familia lui Joyce nu știa nimic, urcă la bord separat, pentru a nu stârni atenția lui John Stanislaus.

### Pe țărmul Adriaticii (1904-1909)
James Joyce ajunge la 11 octombrie 1904 în Zürich, unde i se confirmase printr-o scrisoare oficială că poate prelua un post de profesor la o școală Berlitz, specializată în predarea limbilor străine. În scurt timp, află că este vorba de o confuzie, dar directorul din Zürich îl direcționează spre o instituție similară aflată în Triest, unde s-ar putea găsi un loc vacant. Refuzat și acolo, reușește să se angajeze, în cele din urmă, la nou-înființata școală Berlitz, din orașul istrian Pula. Atât Triest, cât și Pula, făceau parte atunci din statul austro-ungar, deși erau locuite în principal de italieni, croați și sloveni (primul oraș se află astăzi în Italia, iar al doilea în Croația). Zilele petrecute de Joyce în Pula au fost stagnante și plicticoase, orașul fiind, conform scriitorului, o adevărată „Siberie navală [...] roind de uniforme decolorate”, plină de „slavi ignoranți, ce poartă tichii mici, roșii și nădragi colosali”. Dialectul italian al regiunii îi punea mari dificultăți romancierului, vorbitor al unei versiuni foarte livrești și arhaice a limbii lui Dante. Pentru Nora, separată complet de propria cultură și neadaptată unui stil de viață mediteranean, șocul cultural a fost chiar mai puternic. În martie 1905, un scandal de spionaj determină autoritățile să îi expulzeze din oraș pe toți locuitorii cu cetățenie stăină; Joyce se stabilește în Triest, unde își continuă cariera de profesor al limbii engleze. Dacă până atunci era nevoit să predea în special ofițerilor din armata austro-ungară, noua poziție îi permite să se orienteze spre elevi particulari și companii. Un elev faimos al său a fost evreul Ettore Schmitz (cunoscut în lumea literară sub pseudonimul Italo Svevo), un scriitor modern de limbă italiană pe care l-a cunoscut în 1907 și cu care a legat o strânsă prietenie. Svevo l-a inițiat pe Joyce în universul cultural al evreilor, iar soția lui, Livia, o femeie ce își purta părul excesiv de lung, a inspirat personajul Anna Livia Plurabelle. Philippe Soupault definește „perioada triestină”, ca fiind cea mai marcantă pentru viața lui Joyce, iar irlandezul însuși își va alinta, nu fără ironie, noua cetate-gazdă „la nostra bella Trieste”. În acei ani, Triest avea multe trăsături comune cu Dublinul: amândouă erau orașe-port aflate sub dominație străină, orașe vii, efervescente cultural, bogate în muzică, teatru și umor. Joyce vizitează frecvent Teatro Verdi și urmărește din lojă opere precum cele de Verdi, Bellini, Donizetti sau piese de Sudermann, Roberto Bracco, Strindberg și Ibsen. Noaptea frecventează barurile orașului, unde intră în contact cu ideile socialiste legate de libertatea economică, pacifism și evitarea conflictelor cu caracter naționalist, idei pe care și le va însuși cu lejeritate. Deși agnostic, James Joyce asistă adesea la slujbele oficiate în bisericile ortodoxe și catolice din Triest. Așa cum afirmă Umberto Eco în Poeticile lui Joyce:
„Joyce abandonează credința, dar nu și obsesia religioasă. Prezența trecutul său ortodox iese la suprafață mereu în toate lucrările sale, sub forma unei mitologii personale și cu o furie blasfematoare care trădează, în felul lor, permanența afectivă.”—Umberto Eco, Poeticile lui Joyce, cap. Catolicismul lui Joyce

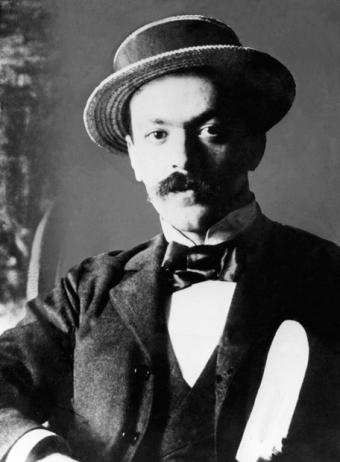
Italo Svevo, un pionier al modernismului literar și un bun prieten al lui James Joyce, în timpul șederii acestuia în Triest.

Mediul cosmopolit al orașului va influența mult formarea lui Joyce ca scriitor. Atracția lui pentru exotic și oriental, pentru regiuni ca Grecia, Palestina, Arabia sau Spania, a fost intensificată de șederea lui în portul mediteranean și și-a găsit ecoul în personaje ca Molly Bloom din Ulise, cea care își amintește cu nostalgie de copilăria petrecută în Gibraltar :
„[...] și fetele spanioloaice care râdeau sub șalurile lor și pieptenii lor înalți și licitațiile dimineața grecii și ovreii și arabii și [...] strada Ducelui și piața de păsări toate cârâind în față la Larby Sharon și măgărușii săracii alunecând pe jumătate adormiți și [...] roțile mari de la căruțele cu boi și castelul vechi de mii de ani da și maurii ăia așa frumoși numai în alb și cu turbane ca niște regi care te invitau să iei loc în prăvălioarele lor mititele și [...] smochinii în grădinile Alamedei da și toate străduțele alea sucite și casele roze și albastre și galbene și grădinile de trandafiri și iasomia”—James Joyce, Ulise, Penelopa, traducere de Mircea Ivănescu
Concomitent, Joyce deprinde dialectul indigen, triestino, o formă a limbii italiene pe care o va vorbi inclusiv acasă, cu familia. Având funcția de lingua franca, triestino încorpora numeroase elemente din limbile minorităților: armeană, engleză, spaniolă, turcă, siciliană, germană, croată, slovenă, cehă și greacă. O asemenea eterogenitate l-a încurajat pe Joyce să supună engleza unui experiment similar în romanul Veghea lui Finnegan, pe care John McCourt îl consideră o versiune îngroșată, exagerată până la refuz a dialectului vorbit în Triest. De exemplu, Joyce descrie violența vântului bora într-un mod inedit:
| "the Boraborayellers, blohablasting tegolhuts up to tetties and ruching sleets off the coppeehouses, playing ragnowrock rignewreck, with an irritant, penetrant, siphonopterous spuk" | „zbieretele borabora, blohasuflând peste căsuțele tegola, smulgând teticeb și table de pe cafenele, cântând ragnarokc rignerek, cu un spukd iritant, penetrant, sifonoptere”                                                              |
| Finnegans Wake | Veghea lui Finnegan (traducere aproximativă) |
| | a din tegola = (it.) țiglă b două cuvinte se contopesc aici, tetti = (it.) acoperișuri și tatter = (en.) zdreanță, petic c Ragnarök = (mit. nord.) eveniment apocaliptic d Spuk = (de.) stafie e sífon (gr.) = tub + pterón (gr.) = aripă |

unde casele, neputincioase în fața rafalelor apocaliptice, sunt înfățișate printr-un amestec de referințe lingvistice, literare sau mitologice.
În acest timp, Nora, rămasă însărcinată, suferă enorm din cauza climei toride, suportă cu greu mâncarea italiană și își petrece adesea ziua, întinsă pe pat, toropită de oboseală. Certurile „de familie” nu zăbovesc să apară; de altfel, John McCourt observă că în Oameni din Dublin, niciun cuplu nu este fericit, eșecul comunicării și trădarea fiind teme care unesc numeroasele povestiri ale volumului. La 27 iulie 1905 se naște primul copil al lui Joyce, Giorgio, iar părinții lui pretind că sunt căsătoriți pentru a-l declara legitim. Joyce reușește să îl convingă pe fratele său, Stannie, să se mute cu ei în Triest, ademenindu-l cu promisiunea unei vieți îmbelșugate ca profesor la școala Berlitz. În realitate, scriitorul voia doar să-și suplimenteze în continuare fondurile atât de necesare unei vieți boeme de artist, folosindu-se mai ușor de salariul și bunăvoința fratelui. Relațiile dintre James și Stannie din perioada triestină vor deveni tot mai tensionate, mai ales din cauza stilului de viață risipitor și frivol al lui Joyce. La 30 iulie 1906, James și Nora părăsesc Triest și se stabilesc în Roma, unde Joyce lucrează la o bancă. Noua slujbă este obositoare și neprofitabilă, motiv pentru care cei doi revin pe țărmul Adriaticii în martie 1907, arătând „aproape la fel de slabi și loviți de sărăcie ca niște imigranți italieni”, așa îi va descrie Stanislaus, cel care i-a întâmpinat la gară. În vara anului 1907, Joyce suferă de febră reumatică, este internat la spital pentru o lună și petrece alte trei luni acasă, în convalescență. Al doilea copil al său, Lucia, se naște la 27 iulie 1907, în salonul pentru săraci, „aproape pe stradă”, conform lui Ellmann.
Abandonând treptat socialismul, Joyce îmbrățișează idei naționaliste și iredentiste, își investighează atent fibra națională și publică articole despre Irlanda în ziarul Il Piccolo della Sera. Debutează literar în luna mai cu volumul de poezii Muzică de cameră (Chamber Music), publicat de Elkin Mathews. Conform unei anecdote celebre, Joyce s-ar fi decis asupra acestui titlu după ce a auzit o femeie urinând zgomotos într-o oală de noapte (chamber pot). Celălalt volum la care scriitorul a lucrat în acei ani, cel de proză, intitulat Oameni din Dublin (Dubliners), trebuie să aștepte lumina tiparului până în 1914, fiind refuzat de douăzeci și două de ori (de cincisprezece edituri). În noiembrie 1907, Stanislaus consemnează intenția fratelui său de a extinde o povestire scrisă în Roma, care se petrece în intervalul unei zile, Ulise, într-o lucrare de mare anvergură, un fel de „Peer Gynt dublinez” în care se vor regăsi și influențe din Hamlet și Faust.

### Între Triest și Dublin (1909-1915)

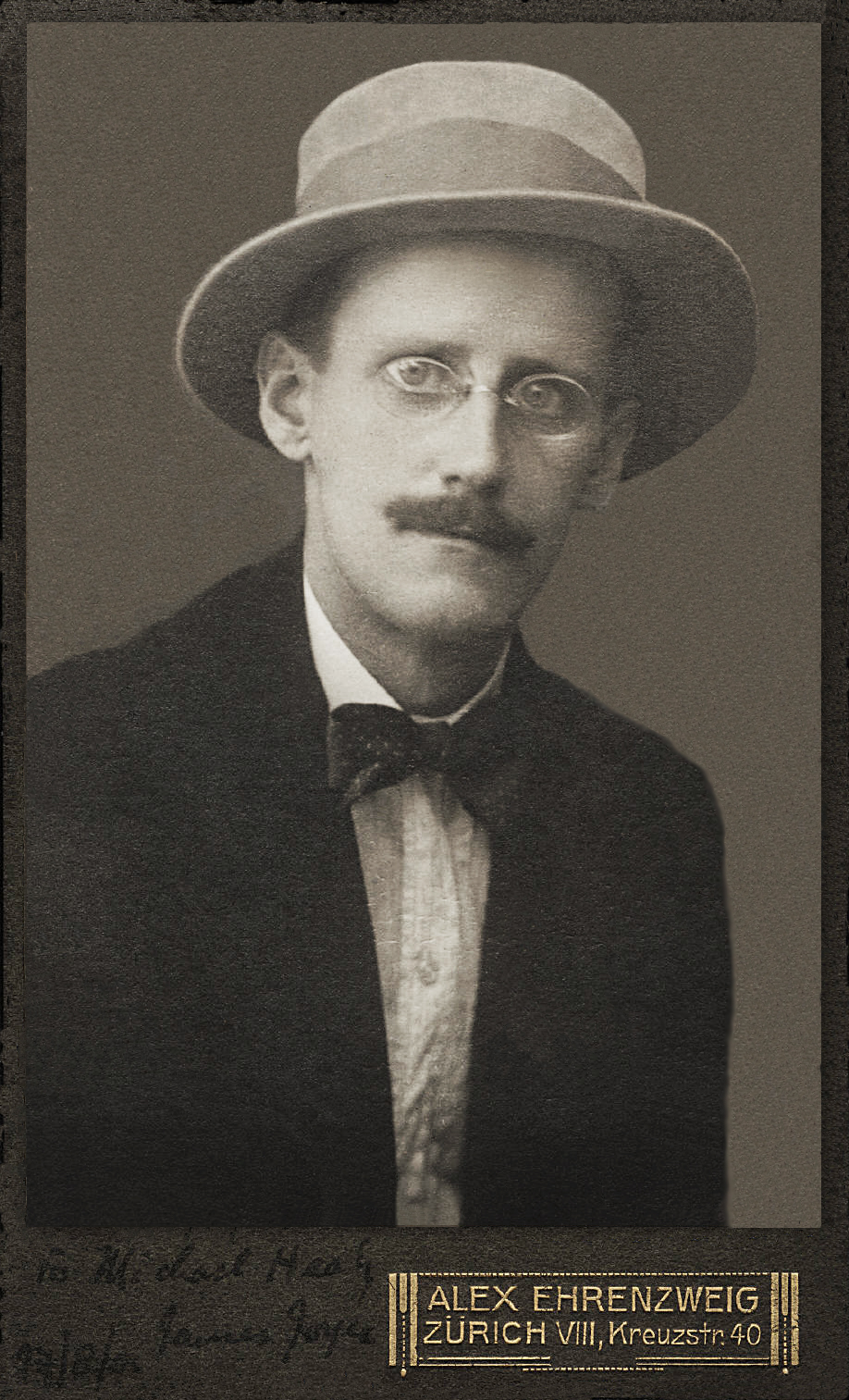
James Joyce în 1915

În august 1909, Joyce se întoarce în orașul natal pentru a discuta o posibilă publicare a volumului de povestiri Oameni din Dublin. Nora rămâne în Triest, însă băiatul lor, Giorgio, este adus în Irlanda să-și vadă bunicul, pe John Stanislaus. În Dublin, scriitorul devine din nou victima unei glume de prost gust, puse la cale de prietenii săi, Cosgrave și Gogarty: de această dată i se sugerează că Nora i-ar fi fost infidelă, iar Joyce ajunge să creadă această aberație într-o asemenea măsură încât se îndoiește chiar de paterninatea sa asupra lui Giorgio. Farsa amicilor săi îl afectează mult și doar dezmințirile insistente ale prietenului John Francis Byrne, ale fratelui Stannie și ale Norei îi readuc încrederea în fidelitatea consoartei. Joyce revine în Triest împreună cu sora sa, Eva, pe care dorește să o sustragă din mediul deprimant al familiei rămase în Irlanda Îndrăgostindu-se de cinematografele orașului italian, Eva este cea care îi inspiră scriitorului ideea de a deschide primul cinematograf din Dublin. „Cinematograph Volta”, cum se va numi, înființat de Joyce și partenerii săi italieni la 20 decembrie 1909, pare la început un succes, însă instaurarea unei afecțiuni oculare manifestate prin inflamarea irisului (irită) îl determină pe scriitor să părăsească din nou Dublinul, la 2 ianuarie 1910, împreună cu Eileen, o altă soră a sa. Rămasă în mâna partenerilor, afacerea „Volta” înregistrează pierderi imense și este vândută la 14 iunie 1910. James Joyce nu câștigă niciun ban din cei 10% promiși, motiv pentru care se simte frustrat de vechii săi parteneri. Este de notorietate faptul că irlandezului îi lipsea abilitatea de a mânui și de a atrage banii, un defect moștenit de la tatăl său. Din această aventură antreprenorială, romancierul a păstrat însă interesul pentru imaginea cinematografică: capitolul Eol din Ulise este segmentat în secțiuni scurte cu titluri care amintesc de afișele filmelor, iar în Stâncile  rătăcitoare, scriitorul folosește tehnica „unghiurilor de filmare”, care se mută progresiv de la un centru de interes la altul.
Eșecul afacerii „Volta” a curmat și alte ambiții antreprenoriale pe care le avea scriitorul, spre exemplu intenția de a extrage venit din importul de tweed irlandez în Triest. Situația sa materială rămâne la fel de incertă, fiind sporadic consolidată de unele prelegeri susținute la Università Popolare: „Irlanda, insula sfinților și a înțelepților” ("Ireland, Island of Saints and Sages", 27 aprilie 1907) și „Realism și idealism în literatura engleză” (două prelegeri, martie 1912). Pentru cea de-a doua temă, Joyce se concentrează în special asupra scriitorilor Daniel Defoe și William Blake, creatorii celor două personaje pe care irlandezul le consideră chintesențe ale spiritului englez (Robinson Crusoe) sau ale umanității în genere (Albion). La sfârșitul lunii august a anului 1910, Joyce, Nora, Giorgio, Lucia, Eva și Eileen se mută într-un nou apartament pe via della Barriera Vecchia, unde vor locui până în septembrie 1912. În scurt timp li se alătură și o menajeră, Maria Kirn. Eileen Joyce își amintește un eveniment care ar fi putut schimba într-un mod catastrofal cariera literară a lui Joyce. Într-o zi când Nora i-a imputat faptul că își pierde timpul cu scrisul, Joyce s-a înfuriat atât de tare încât a aruncat în flăcări manuscrisul romanului la care lucra (Portret al artistului în tinerețe). Din fericire, Eileen și Maria Kirn s-au repezit imediat spre sobă și au salvat prețiosul document. Joyce i-a mulțumit a doua zi surorii sale, spunându-i că manuscrisul conținea fraze pe care cu siguranță nu le-ar mai fi putut rescrie. În aprilie 1912, Joyce călătorește la Padova pentru a da niște examene necesare calificării sale ca profesor în Italia. Deși obține un scor excelent (421 de puncte din 450), șansele lui de a se angaja sunt barate de o birocrație rigidă, care refuză să îi echivaleze diploma obținută în Irlanda.
În vara anului 1912, Nora și fiica ei, Lucia, călătoresc singure la rudele lor din Galway, lăsându-l în Triest pe James Joyce. Măcinat de dor și gelozie, scriitorul decide să le viziteze și se îndreaptă, la 12 iulie, împreună cu Giorgio, spre Dublin. Aflând că micul Giorgio este încă nebotezat deși are vârsta de șapte ani, rudele dinspre mamă ale lui Joyce improvizează în secret, în sala de baie, o ceremonie de botez. Joyce profită de vizita sa în Irlanda pentru a negocia din nou publicarea volumului Oameni din Dublin. Este dispus să cedeze dorinței editorului George Roberts de a elimina povestirea O întâlnire (An Encounter), care portretizează un personaj homosexual. Când i se solitică însă asumarea obligațiilor financiare în cazul unui potențial proces de calomnie generat de publicarea volumului, Joyce se vede nevoit să renunțe încă o dată la a-și vedea creația tipărită. Cum ghinionul nu vine niciodată singur, spre sfârșitul lunii iulie scriitorul este înștiințat în scris de Stanislaus că proprietarul apartamentului lor a decis să îi evacueze din cauza datoriilor. În lipsa lui Joyce, Stannie îi găsește o nouă adresă: 4 via Donato Bramante. Vizita scriitorului în Dublin, ultima pe care a efectuat-o pe pământ irlandez, se încheie în septembrie când, însoțit de Nora și de copii, revine în Triest. Nici măcar invitațiile ulterioare ale tatălui sau ale lui William Butler Yeats nu l-au mai determinat să se întoarcă în „insula sfinților și a înțelepților”.

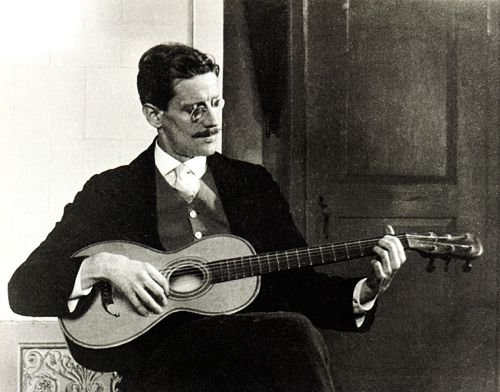
James Joyce în 1915

Începând cu 1913, Joyce lucrează ca profesor la un liceu numit Scuola Superiore di Commercio Revoltella, dar predă și lecții în particular. O elevă a sa, Amalia Popper, pe care a iubit-o platonic în ultimii ani petrecuți în Triest, a fost principala sursă de inspirație pentru Giacomo Joyce, un „poem de dragoste” autobiografic, în proză, în care naratorul creează tablouri sinestezice în jurul figurii misterioase a unei domnișoare adorate. Amalia Popper reprezintă pentru unii biografi și geneza personajului joycian Molly Bloom. Orientarea literară a lui Joyce spre fluxul conștiinței, semnalată încă din paginile romanului Portret al artistului în tinerețe, este accentuată de Giacomo Joyce și își va atinge desăvârșirea prin Ulise, romanul început în 1915. Între 1914 și 1915, autorul mai scrie o piesă de teatru, Exilați (Exiles), bazată pe un triunghi amoros și inspirată din relația sa cu Nora Barnacle. Destinul literar al lui James Joyce avea să se schimbe la sfârșitul anului 1913, când, printr-o scrisoare neașteptată, poetul american Ezra Pound l-a invitat să publice în două reviste cu care întreținea „conexiuni informale”: The Egoist și The Cerebralist. Bazându-se la început doar pe informații primite de la William Butler Yeats, Pound a consimțit în scurt timp, după ce a primit manuscrisele Portretului și ale Oamenilor din Dublin, că Joyce este un prozator modern comparabil unor Henry James, William Henry Hudson sau Joseph Conrad. Sub auspiciile lui Ezra Pound, romanul Portret al artistului în tinerețe apare într-o formă serializată în The Egoist începând cu 2 februarie 1914. În același an, Oameni din Dublin este tipărit de Grant Richards Ltd. Cele două publicații îl aduc pe Joyce în centrul scenei literare: Arthur Symons îi admiră realismul francez, implementat într-un mod original, tipic Irlandei, iar Gerald Gould îl consideră „un geniu”. O parte a presei, spre exemplu The Times Literary Supplement, este scandalizată de temele abordate în Oameni din Dublin, însă majoritatea recenziilor este pozitivă. Aceste succese de început ale scriitorului sunt umbrite însă în scurt timp de izbucnirea Primului Război Mondial (28 iulie 1914). Rutele dintre Londra și Triest sunt blocate, iar publicarea ultimelor capitole ale  Portretului este tărăgănată până la 1 septembrie 1915. Fratele romancierului, Stanislaus Joyce, este arestat la 9 ianuarie 1915 și încarcerat de autoritățile austro-ungare pe toată durata războiului, din cauza opiniilor sale iredentiste. Filat de poliția secretă la rândul său, James Joyce este suspendat la 15 septembrie 1914 de la Scuola Revoltella și hotărăște să se exileze din nou, de această dată în Elveția.

### În Zürich (1915-1920)

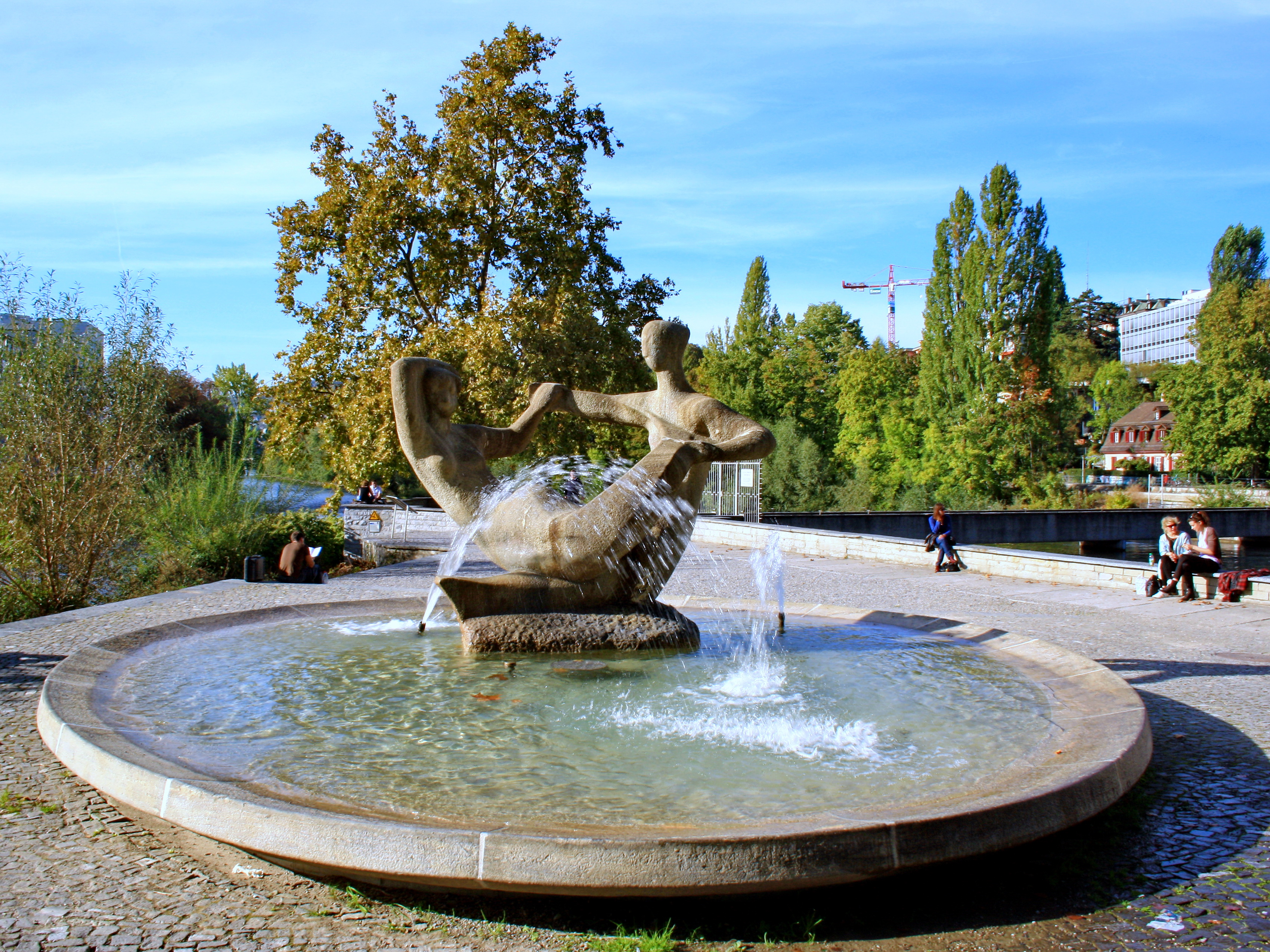
Fântâna James-Joyce-Kanzel, din Parcul Platzspitz, Zürich. James Joyce venea adesea în acest loc, aflat la confluența râurilor Limmat și Sihl, pentru a se relaxa.

Împreună cu Nora și copiii, James Joyce se mută la 30 iunie 1915 în Zürich, unde locuiește timp de patru ani, schimbând pe parcurs șapte adrese. În timpul Primului Război Mondial, orașul elvețian se afla în plină efervescență culturală și politică, găzduind numeroși refugiați și figuri revoluționare precum Tristan Tzara, Marcel Iancu, Carl Gustav Jung sau Vladimir Lenin. În Zürich, James Joyce se împrietenește cu Ottocaro Weiss, Frank Budgen și Rudolf
Goldschmidt. Continuă să se bucure de notorietatea câștigată de ultimele publicații, dar situația sa materială rămâne neschimbată. Predă lecții particulare de engleză și este susținut, moral și financiar, de Pound, Yeats, H. G. Wells și Harriet Shaw Weaver, editorul revistei The Egoist și cea care avea să îi livreze mai mult de 23 000 de lire până în 1930. Mai mult, Joyce primește regulat, de la admiratori anonimi, sume ce se pot ridica și până la 1500 de franci pe lună. Între timp, Portret al artistului în tinerețe apare pentru prima oară în volum la 29 decembrie 1916, în Statele Unite, sub îngrijirea lui B. W. Huebsch. Abia mai apoi, o ediție paralelă este tipărită și în Marea Britanie, la o editură (Egoist Press) înființată de Weaver special pentru această carte, pe care toți ceilalți editori păreau să o respingă. La începutul anului 1917, Joyce suferă un puternic atac de glaucom, care îl lasă fără vedere chiar în mijlocul străzii, obligându-l să se întoarcă, cu mare dificultate, acasă. Feluritele diagnostice prin care problemele lui oculare au fost înțelese (irită, glaucom, cataractă sau sinechie) s-au concretizat în nu mai puțin de douăzeci și cinci de operații între anii 1917 și 1930. Scriitorul purta adesea ochelari cu lentile fumurii pentru a-și proteja ochii de lumina puternică și a avut chiar momente când a suferit de orbire totală. La îndemnul medicilor, Joyce petrece sfârșitul anului 1917 în orașul Locarno, unde se îndrăgostește de o doctoriță de douăzeci și șase de ani din Prusia de Est, Gertrude Kaempffer, căreia îi face avansuri insistente, relatându-i prima sa experiență sexuală. Gertrude rupe scrisorile scriitorului și îl respinge cu o intransigență dezarmantă. Devenind personajul Gerty MacDowell din Ulise, tânăra va ocupa un loc central în capitolul Nausicaa, în care pornirile sexuale ale protagonistului se reduc la stadiul de voyeurism. Corespondența din 1917 a lui Joyce cu Nora, trădează de asemenea interesul celor doi concubini pentru proza lui Sacher-Masoch. De altfel, niște scrisori impudice trimise Norei la sfârșitul anului 1909 constituie astăzi deliciul cititorilor indiscreți.
Prea puțin receptiv la evenimentele războiului, Joyce se concentrează pe noul său roman, Ulise, un melanj al tehnicilor literare existente în epocă. Intenția lui, destăinuită prietenului și biografului său de mai târziu, Frank Budgen, era următoarea:
„Voiam să creez un portret al Dublinului atât de complet, încât dacă orașul ar dispărea de pe Pământ într-o zi, să poată fi reconstruit pe baza cărții mele.”—Frank Budgen, James Joyce și Facerea lui „Ulise”
Romanul se dorea a fi revoluționar și la nivel de limbaj, autorul încercând să submineze și să reinventeze în mod sistematic lexicul și sintaxa limbii engleze. Așa cum îi mărturisește lui Stefan Zweig:
„Nu mă pot exprima în engleză, fără să mă înscriu într-o anumită tradiție. Mi-ar plăcea să vorbesc o limbă care e deasupra tuturor limbilor, o limbă care le va fi folositoare tuturor.”—Stefan Zweig, Lumea de ieri

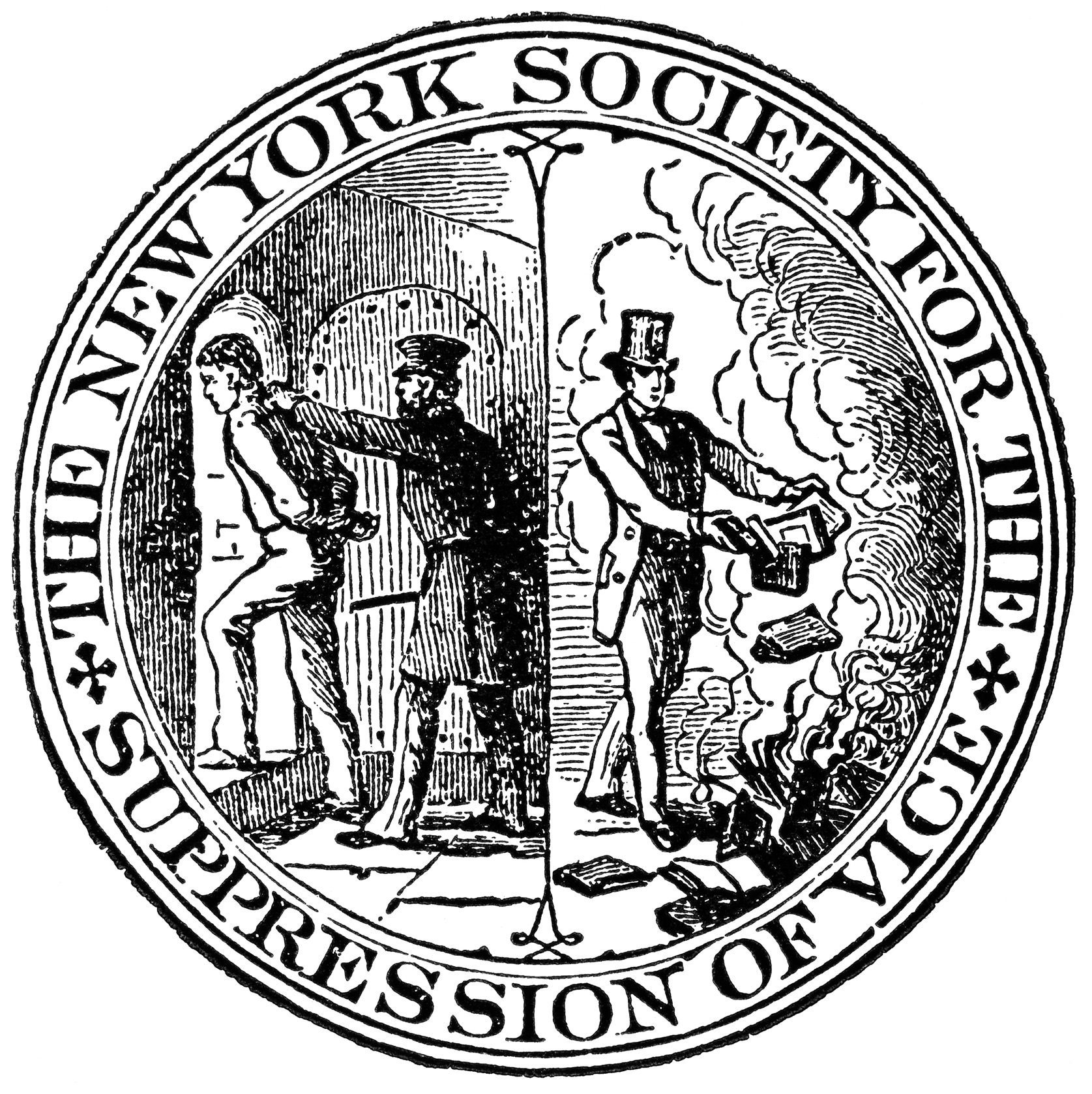
Sigla Societății newyorkeze pentru suprimarea viciului, care a decis interzicerea romanului Ulise în Statele Unite.

Această întreprindere curajoasă, de a construi o limbă universală, a fost inițiată de Joyce în Ulise și prelungită până la exagerare în romanul intraductibil Veghea lui Finnegan. Nici opțiunea scriitorului pentru figura legendarului Ulise nu este întâmplătoare. Ca fiu al lui Laertes, tată al lui Telemah, soț al Penelopei și amant al nimfei Calypso, regele Itacăi întrupa, în viziunea lui Joyce, toate ipostazele umanității, fiind astfel un „om complet”, mai reprezentativ decât Hamlet sau Faust. De asemenea, Ulise i se asemăna scriitorului irlandez prin destinul itinerant, interesul pentru muzică (Ulise este singurul care vrea să asculte cântecul ispititor al sirenelor și se leagă de catarg) și umorul sfidător, exprimat prin acea replică, „Numele meu e Outis (Nimeni)”, rostită Ciclopului. Conform manuscriselor existente, Joyce termină Telemahiada (primele trei capitole), la sfârșitul anului 1917, în Locarno; capitolele IV-XII (de la Calypso la Ciclopii) sunt scrise în Zürich în 1918 și 1919; Nausicaa și Boii Soarelui sunt terminate în Triest, între noiembrie 1919 și iunie 1920; ultimele patru capitole au fost scrise în principal la Paris, până în decembrie 1921. Publicarea romanului, în formă serializată (la fel ca în cazul Portretului), a fost începută, cu sprijinul lui Ezra Pound, de revista newyorkeză The Little Review în martie 1918. Când a citit primele fraze din capitolul Proteu, editorul publicației, Margaret Anderson, ar fi strigat: „Acesta este cel mai frumos lucru pe care-l vom avea vreodată. Îl vom tipări, chiar de ar fi ultimul efort al vieții noastre.” Unii cititori, adepți ai unui conservatorism rigid, au considerat însă romanul vulgar și subversiv. Din acest motiv, The Little Review este atent supravegheat de Societatea newyorkeză pentru suprimarea viciului (New York Society for the Suppression of Vice), cea care a încurajat US Post Office să confiște și să ardă unele numere ale revistei: numărul din ianuarie 1919 care conținea prima parte din Lestrigonii și numărul din mai 1919, în care era expus finalul capitolului Scila și Caribda. În vara aceluiași an, o parte a scandalosului capitol Nausicaa este trimisă, printr-o eroare, fetei unui avocat din New York, oferind astfel pretextul unei confruntări fățișe între convenționalismul puritan și modernismul inovator. Victime colaterale, Margaret Anderson și colega ei, Jane Heap, sunt aduse în fața instanței pentru propagarea textului imund al romanului Ulise. În Anglia, unde publicul era chiar mai puțin tolerant ca în America, domnișoara Weaver și The Egoist nu reușesc să publice, între ianuarie și decembrie 1919, decât fragmentele unor capitole care nu aveau prin ce să scandalizeze: II, III, VI și X (Nestor, Proteu, Hades și Stâncile rătăcitoare). Exilat din spațiul anglofon, Ulise va vedea așadar lumina tiparului la Paris abia în 1922.

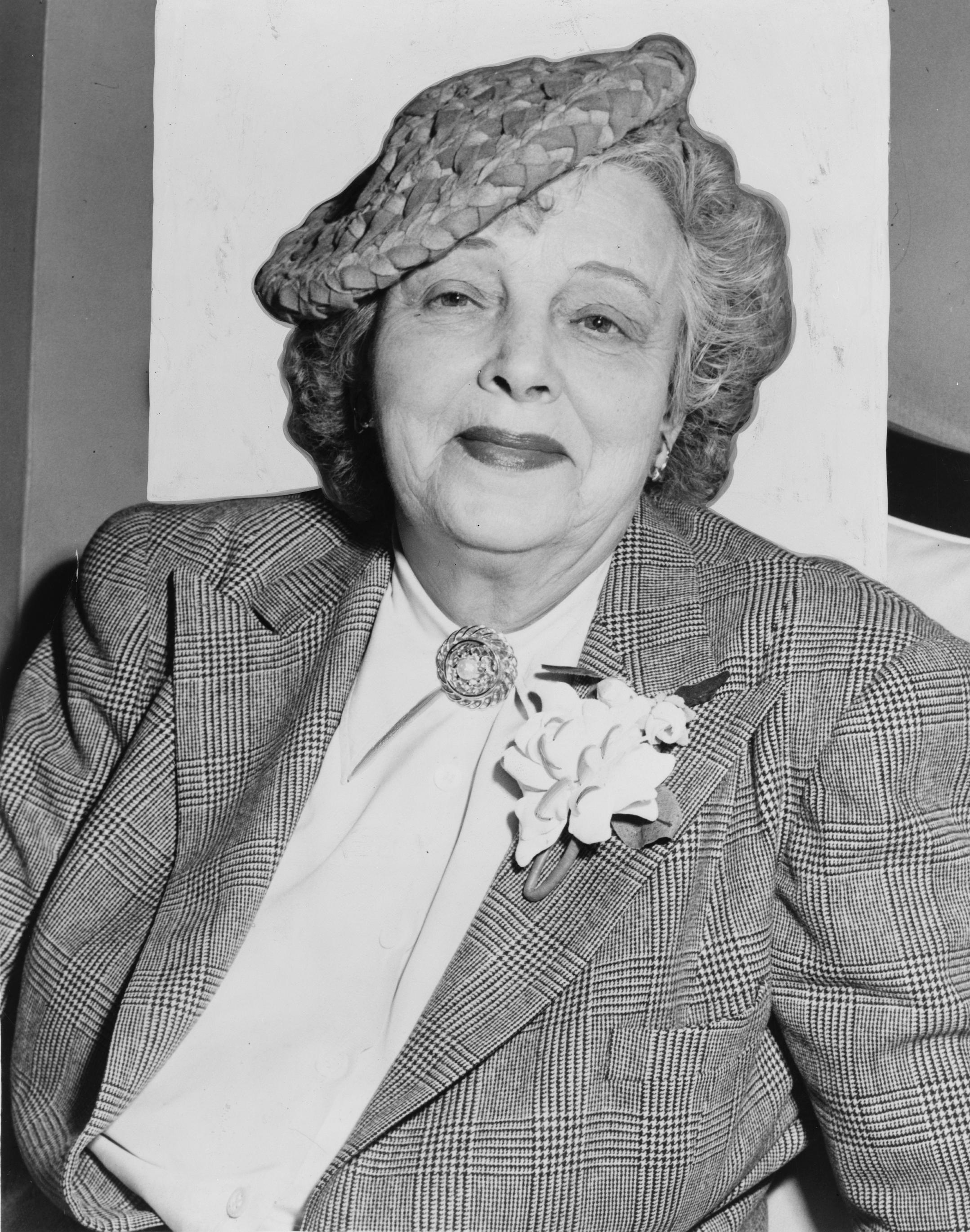
Margaret Anderson, fondator și editor al revistei literare The Little Review, a publicat primele treisprezece capitole ale romanului Ulise în Statele Unite, până când i s-a interzis prin lege să continue.

Interesul lui Joyce pentru teatru este sporit de mediul cultural al Zürichului, un oraș care, printr-un complex de împrejurări, devenise în 1917 principalul centru al artei dramatice. Alături de actorul englez Claud Sykes, scriitorul înființează în Zürich o companie de teatru, The English Players, al cărei scop era promovarea dramaturgiei britanice în Elveția. În mai 1918, piesa Exilați este în sfârșit publicată de Grant Richards (în Londra) și de Huebsch (în New York). Va fi pusă în scenă pentru prima dată în München, în 1919, la recomandarea lui Stefan Zweig. În 1918, un litigiu izbucnește între Joyce și Henry Carr, fost soldat și actor amator, care pretindea că i s-ar fi cuvenit o sumă de bani mai mare decât cea pe care a primit-o pentru prestația scenică de la  The English Players; Carr l-a amenințat pe Joyce că îi „sucește gâtul” și l-a târât în două procese. Un alt puseu de infidelitate al scriitorului îl aruncă în mrejele tinerei Marthe Fleischmann, care locuiește într-un apartament aflat de cealaltă parte a străzii. Relația celor doi se limitează la o scurtă corespondență sentimentală în anul 1918 (o carte poștală, către „Nausicaa”, este semnată de romancier „Odiseu”), dar imaginea Marthei se va proiecta asupra personajelor feminine joyciene, împărtășind soarta Norei, a Amaliei Popper sau a Gertrudei Kaempffer. Sfârșitul Războiului Mondial (11 noiembrie 1918) surprinde Irlanda în pragul unor noi convulsii politico-sociale (Războiul Irlandez de Independență începe două luni mai târziu); întrebat de Budgen de ce nu se întoarce în patria mamă, Joyce motivează: „Pentru că sunt un laș și îmi este frică să nu fiu împușcat”, o teamă destul de justificată, întrucât scriitorul era perceput atunci ca un partizan al politicilor britanice. Joyce revine pentru câteva luni în Triest, dar găsește un frate dominat de animozități și un oraș pustiit, fantomatic, care nu îi mai trezește entuziasmul de odinioară. Ezra Pound îi propune să locuiască în Paris, iar Joyce, care întrevedea posibilitatea traducerii în franceză a unor opere ca Portret al artistului în tinerețe și Oameni din Dublin, acceptă. Schimbarea, hotărâtoare pentru următorii douăzeci de ani din viața scriitorului, este precedată însă de o vizită simbolică: în iunie 1920, James Joyce și Ezra Pound, cei doi titani ai modernismului englez, se întâlnesc în Sirmione, pentru prima oară.

### Paris și impactul romanuluiUlise(1920-1924)
Sosirea familiei Joyce la Paris în anul 1920 (8 iulie, Gare de Lyon) marchează un regres în evoluția firească a copiilor Giorgio și Lucia, care, necunoscători ai limbii franceze, au avut numeroase probleme în a se adapta. Giorgio, care avea atunci cincisprezece ani și dorea să studieze medicina, este nevoit, din cauza barierelor lingvistice, să aleagă o carieră de funcționar la bancă. Lucia, care avea treisprezece ani în 1920, este atrasă de dansul modern și se antrenează asiduu, având ca instructori personalități faimoase ca Raymond Duncan (fratele Isadorei Duncan) și Lubov Egorova; problemele psihice, care s-au agravat începând cu 1930, îi vor hotărî însă declinul.
În Paris, Joyce a adoptat un stil de viață mult mai sobru, mai temperat, renunțând la vechile escapade boeme. Și-a schimbat adresa de 19 ori, perioadele de rezidență cele mai lungi fiind la 2 Square Robiac (iunie 1925 - martie 1931) și la 7, strada Edmond Valentin (iulie 1934 - aprilie 1939). Integrarea lui în lumea literară pariziană a fost facilitată de prietenia cu două personalități culturale importante, Sylvia Beach și Adrienne Monnier. Adrienne Monnier îl prezintă pe Joyce unor scriitori ca André Gide și Paul Valéry. Irlandezul îl cunoaște de asemenea și pe Valery Larbaud, cel ce în scurt timp avea să se declare un admirator pătimaș al lui Ulise, roman pe care îl considera la fel de „mare, cuprinzător și uman ca Rabelais”. Prietenia de câțiva ani cu Arthur Power, un scriitor și critic de artă originar din Dublin, a fost descrisă de acesta într-o carte intitulată Conversații cu James Joyce (Conversations With James Joyce). Dintre americanii stabiliți în Paris, Joyce intră în contact cu poeții E. E. Cummings și William Carlos Williams, compozitorul avangardist George Antheil sau scriitoarea Gertrude Stein, care l-a urât și invidiat cu ardoare, fiindcă i-a luat locul ce i s-ar fi cuvenit, în fruntea modernismului. La 15 august 1920, Joyce, însoțit de Giorgio, ia cina împreună cu T. S. Eliot și pictorul englez Wyndham Lewis. Cel din urmă își amintește, cu o tentă ironică: „Mi s-a părut ciudat, avea pantofi de lac, ochelari mari, puternici, o barbă mică precum o turtă dulce; îi vorbea, pe jumătate într-o italiană volubilă, unui elev încruntat; se juca de-a irlandezul un pic prea mult poate, dar într-un mod amuzant de manierat”. Joyce l-a întâlnit chiar și pe Marcel Proust în 1922, când Sydney Schiff i-a invitat pe amândoi la o serată. Ciocnirea celor doi maeștri ai prozei moderniste nu a fost însă foarte relevantă din punct de vedere literar: conform anecdotelor, cei doi ar fi discutat despre trufe, ducese sau cameriste. În același an, Joyce este intervievat de scriitoarea Djuna Barnes, care îi dedică un articol în revista Vanity Fair. Atât ea, cât și prietena ei, Mina Loy, au schițat portretul irlandezului (vezi desenul Minei Loy aici Arhivat în 5 iunie 2013, la Wayback Machine.; desenul Djunei Barnes se află mai jos sau aici Arhivat în 21 februarie 2014, la Wayback Machine.). Alte două schițe faimoase au fost realizate de Constantin Brâncuși în 1929, pentru cartea Povești despre Shem și Shaun (Tales Told of Shem and Shaun, un fragment din Veghea lui Finnegan): prima schiță a fost respinsă de editori, fiind considerată banală, iar a doua, mult mai stilizată, reprezintă „simbolul lui Joyce”, o spirală și un grup de linii, expresia sentimentului zvâncirii (sens du pousser) care i-ar fi fost caracteristic romancierului. James Joyce a realizat la rându-i un mic desen în 1926, când, încercând să îi demonstreze prietenului său Myron C. Nutting că nu a orbit, a schițat pe o foaie trăsăturile chaplinești ale lui Leopold Bloom.

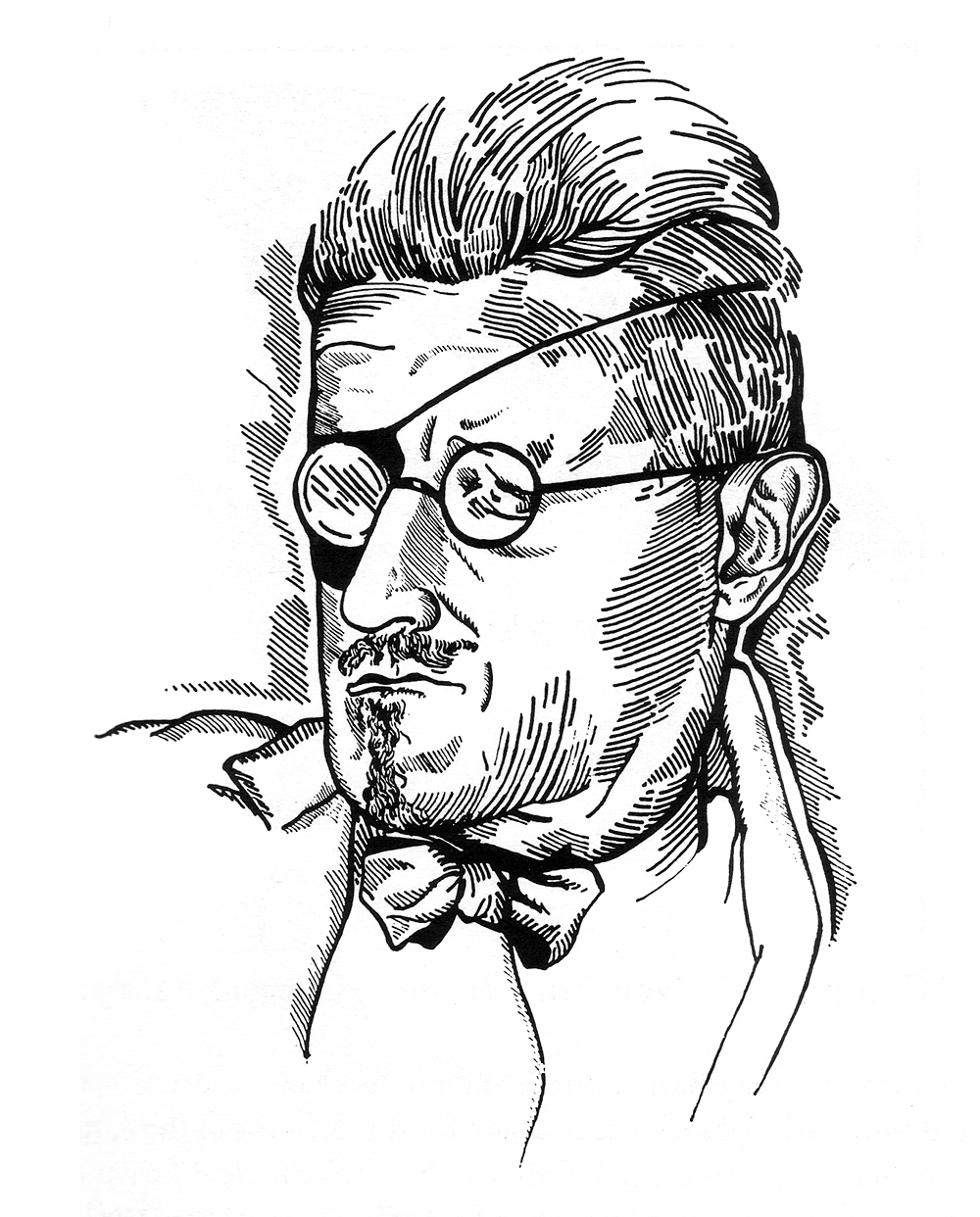
Desen executat de scriitoarea Djuna Barnes, reprezentându-l pe James Joyce în 1922, cu un ochi acoperit din cauza problemelor de vedere.

În ciuda sprijinului acordat de avocatul newyorkez John Quinn, aprig susținător al cauzei moderniste, procesul intentat revistei The Little Review este pierdut, iar Anderson și Heap sunt amendate și li se ia dreptul de a mai publica Ulise în Statele Unite. În acest context, Sylvia Beach, fondatorul librăriei Shakespeare and Company se oferă să tipărească romanul la Paris, cu toate că, până atunci, nu mai publicase cărți niciodată. În 1921, Joyce termină ultimele capitole, dar procesul publicării nu este lipsit de peripeții: la 8 aprilie 1921, doamna Harrison, o dactilografă angajată de Sylvia Beach, dezvăluie într-o stare de nervozitate extremă că soțul ei a descoperit pagini din manuscrisul capitolului Circe și, dezgustat, le-a nimicit în flăcări. Joyce este nevoit să rescrie finalul capitolului, pe baza unui manuscris anterior, aflat în posesia lui John Quinn. Epuizarea și vidul interior se instaurează pe măsură ce scriitorul grăbește terminarea romanului:
„Capul meu e plin de pietriș și gunoi și chibrituri rupte și bucăți de sticlă culese din te miri unde. Sarcina pe care mi-am impus-o, aceea de a scrie o carte din optsprezece unghiuri de vedere diferite și în tot atâtea stiluri (toate, se pare, necunoscute sau nedescoperite de colegii mei de breaslă), sarcina aceasta precum și natura legendei alese ar fi îndeajuns pentru a deranja oricui echilibrul mental.”—James Joyce, scrisoare domnișoarei Weaver, 24 iunie 1921
Cu toate acestea, ultimul cuvânt al romanului, atribuit lui Molly Bloom, constituie o afirmație triumfală: „Da”. Joyce îi dezvăluie lui Frank Budgen sensul acestei monosilabe criptice: în timp ce Mefistofel din Faust proclamă „Sunt spiritul ce-ntotdeauna neagă” (»Ich bin der Geist der stets verneint«), Molly Bloom, femeia arhetipală, poate răspunde „Sunt carnea ce-ntotdeauna afirmă” (»Ich bin der [sic] Fleisch der stets bejaht.«). De altfel și piesa Faust se încheie cu aceeași concluzie ca și Ulise:  eternul feminin (das Ewig-Weibliche) reabsoarbe și regenerează totul.

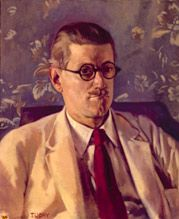
James Joyce, portret de Patrick Tuohy, 1924. Fiindcă lui Joyce îi lipsea răbdarea, Tuohy l-a rugat să stea nemișcat ca să îi picteze sufletul. Scriitorul i-ar fi răspuns atunci: „Nu te preocupa de sufletul meu, fă-mi doar cravata dreaptă.”

Sub îngrijirea Sylviei Beach, Ulise apare la 2 februarie 1922 în Paris. Cu doar câteva săptămâni înainte Beach pregătea abonamentele potențialilor cititori: pe lângă scriitorii Léon-Paul Fargue, Hemingway, Ezra Pound, Robert McAlmon, Yeats și André Gide, oameni într-atât de diferiți precum Winston Churchill, nepotul lui Bela Kun, un episcop anglican și liderul unei mișcări revoluționare irlandeze, se arată interesați de acest roman prin care Valery Larbaud profețea „reîntoarcerea senzațională a Irlandei la înalta literatură europeană”. George Bernard Shaw refuză să se aboneze, calificând romanul prin cuvintele: „o consemnare revoltătoare a unei etape dezgustătoare a civilizației; o consemnare revoltătoare, dar acurată”. Culorile primei ediții ale cărții au fost alese de Joyce însuși: albastrul și albul amintesc de drapelul Greciei, dar și de geografia elenă, cu insule albe răspândite pe fondul albastru-verzui al Mării Egee. Romanul se dorește a fi „epopeea a două etnii: israelită și irlandeză” și are în prim-plan trei personaje: pe tânărul scriitor Stephen Dedalus, pe Leopold Bloom (un evreu care lucrează în afacerile de publicitate) și pe Molly Bloom (o cântăreață de operă impresariată de propriul amant).
Ulise a stârnit reacții foarte diverse în rândul publicului. Yeats a remarcat caracterul insolit, inovator al lucrării: ea nu este „nici ceea ce ochiul vede, nici ceea ce urechea aude, este ceea ce mintea hoinară gândește și își imaginează dintr-un moment într-altul”. În eseul Ulise, ordine și mit (Ulysses, Order and Myth, 1923), T. S. Eliot afirma:
„Consider această carte cea mai importantă expresie pe care a găsit-o epoca prezentă; este o carte căreia îi suntem cu toții îndatorați și de care nimeni nu poate scăpa.”—T. S. Eliot, Ulise, ordine și mit, 1923
În The New Republic, Edmund Wilson numește romanul „probabil cea mai fidelă radiografie luată vreodată conștiinței umane de zi cu zi”, în timp ce, într-o scrisoare, Hemingway califică simplu lucrarea: „cea mai minunată, dată dracului carte”. Lui D. H. Lawrence, Ulise i se pare „mai dezgustător decât Casanova”, iar Virginia Woolf consemnează în jurnal că experiența lecturii a lăsat-o „confuză, plictisită, iritată și deziluzionată”, ca și cum ar fi urmărit „un student grețos care își stoarce coșurile”. Contrariată de gratuitatea materialului vulgar și frust, Woolf se întreabă: „Dacă există carne gătită, de ce și-ar dori cineva carne crudă?” În Dublin Review, Shane Leslie descrie romanul prin termeni depreciativi ca „Odiseea canalelor”, „bolșevism literar”, „anticreștinism”, „complet amoral”, „de necitit”, „de necitat” etc..
Din cauza caracterului controversat, Ulise a rămas o carte interzisă în țările anglofone până în anii 30. Statele Unite au devenit din 1934 prima țară vorbitoare de limbă engleză (după Irlanda) unde romanul lui Joyce se putea comercializa liber, mulțumită deciziei judecătorului federal John M. Woolsey, care a respins acuzațiile de obscenitate în cadrul procesului United States v. One Book Called Ulysses (Statele Unite versus o carte cu numele Ulise). Printre admiratorii cărții nu s-a numărat și Nora Barnacle, despre care se spune că nu a citit niciodată Ulise sau, dacă a încercat să o facă, nu i-a plăcut și a rămas cu lectura undeva „la pagina 27, numărând și coperta”. De altfel, relația dintre cei doi concubini devine din nou tensionată, iar în 1923 Nora întreprinde o călătorie în Irlanda, împreună cu copiii, sfidând sfaturile lui Joyce. Experiența devine traumatizantă, când, pe fondul Războiului Civil Irlandez, trenul care unește Galway de Dublin este atacat cu rafale de gloanțe, iar Nora și Lucia se culcă la podea speriate. Nici sănătatea lui Joyce nu este îmbucurătoare: problemelor de vedere li se adaugă durerile de dinți, din cauza cărora Joyce suferă numeroase extracții dentare. La 28 aprilie 1923, Dr. Louis Borsch îi efectuează lui Joyce o sfincterotomie a ochiului stâng, adică o lărgire a pupilei prin îndepărtarea unui segment din iris. Ca metode paliative, lui Joyce i se aplică gheață și lipitori în zona ochilor și i se prescrie dionină, un analgezic pe bază de morfină. Scriitorul ar fi consumat și cocaină, cu scopul de a reduce durerea provocată de inflamațiile oculare, iar unele zvonuri ale vremii afirmă că el ar fi fost dependent de acest drog.
Scriitorul petrece vara anului 1923 în Londra și în stațiunea maritimă Bognor, locul unde începe să lucreze serios la Veghea lui Finnegan. În fapt, două pagini ale acestui roman, „primele scrise după Da-ul final din Ulise”, așa cum se lăuda Joyce, erau deja schițate încă din luna martie și îl înfățișau pe regele Roderick O'Connor. Lor li se adaugă probabil o versiune timpurie a fragmentului despre Tristan și Isolda, dictat Norei în aceeași lună, din cauza incapacitantelor probleme de vedere. În 1924, Joyce promovează romanul vechiului său prieten, Italo Svevo, Conștiința lui Zeno, reușind să stârnească interesul comunității literare pentru o capodoperă a modernismului ce părea să se stingă în anonimat.

### OOperă în lucru(1924-1932)

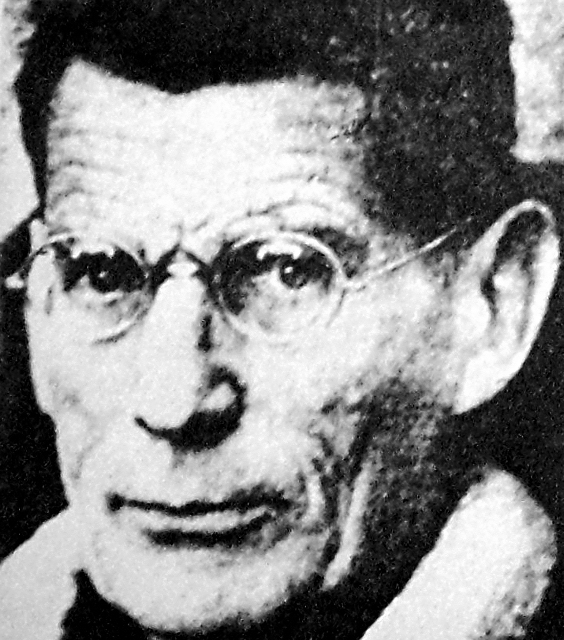
Samuel Beckett în 1970. Beckett l-a cunoscut pe Joyce în tinerețe, în toamna anului 1928, și a devenit discipolul acestuia, ajutându-l să termine Veghea lui Finnegan. A debutat cu eseul Dante... Bruno. Vico.. Joyce din cartea O exagminare a factificării pentru încaminarea „Operei în lucru” (1929), menită să protejeze romanul lui Joyce de valul de calomniatori.

James Joyce se dedică cu pasiune următorului său roman, Veghea lui Finnegan, la care lucrează asiduu, atât dimineața, de la 8 a.m. la 12:30 cât și după masă, între 2 și 8 p.m. Titlul a fost dezvăluit abia în 1939, anul publicării; până atunci, cartea era cunoscută, sub o denumire generică, ca Operă în lucru (Work in Progress). Dacă Ulise surprinde fluxul conștiinței umane de-a lungul unei zile, Veghea lui Finnegan este concepută ca o replică nocturnă, unde subconștientul și visele distorsionează convențiile narative. Harriet Weaver, cu care Joyce coresponda intens în acei ani, observă că noul roman nu are „un subiect în adevăratul sens al cuvântului”, ci este o „structură umbroasă, complexă, care emerge și se reproduce pe sine în mod aleatoriu [...] Feluritele personaje ale cărții sunt mai degrabă ca păpușile Jack-in-the-box, scoțând capetele afară din când în când, pentru a ne aminti că nu sunt niciodată prea departe, ci întotdeauna dispuse să apară imediat când sunt strigate.” Primul fragment al acestei complexe opere este publicat în The Transatlantic Review la 1 aprilie 1924. Alte secțiuni au continuat să apară în Transition, revista literară a scriitorului  Eugene Jolas și a soției sale, Maria McDonald. Cei doi l-au susținut și încurajat pe Joyce, în condițiile în care reacția publicului era mai degrabă negativă și publicația americană The Dial îi refuzase deja textele, făcându-l pe scriitorul irlandez să se simtă ca o „tânără débutante, la prima ei ieșire în societate”. Veghea lui Finnegan se conturează în jurul unei familii arhetipale: tatăl Humphrey Chimpden Earwicker (HCE), un barman, de origine scandinavică, la fel ca orașul Dublin (întemeiat de vikingi), pe care îl personifică; mama Anna Livia Plurabelle (ALP), o divinitate a apelor curgătoare, în special a râului Liffey; cei doi fii rivali, Shem the Penman (scriitorul) și Shaun the Post (poștașul), care reiterează mitul lui Cain și Abel; fiica mezină, Issy (Isolda), față de care HCE nutrește sentimente incestuoase și care a fost modelată după personalitatea Luciei Joyce. Lor li se alătură un personaj colectiv, „Mamalujo”, sau mai degrabă patru personaje nediferențiate, care evocă Analele celor patru maeștri (o cronică irlandeză medievală), pe cei patru evangheliști (în engleză, Matthew, Mark, Luke, John) sau cele patru provincii ale Irlandei. Caracterul ciclic al romanului, început și terminat la mijlocul aceleiași fraze (Harriet Weaver compară romanul cu un uroborus), a fost inspirat din teoria despre istoria repetitivă, a lui Giambattista Vico, din Noua Știință (La Scienza Nuova). O altă sursă de inspirație a fost manuscrisul Cartea din Kells, iar unii critici ai epocii au comparat tehnicile lingvistice folosite de Joyce cu opera lui Lewis Carroll, în special cu poemul fără sens Jabberwocky din Alice în țara oglinzilor. Joyce afirma că nu l-a citit pe Carroll, dar această asociere l-a determinat să studieze opera englezului.
Stilul dens și obscur al noului roman atrage numeroase critici, chiar și din partea unor oameni ca Ezra Pound și Stanislaus Joyce care înainte admirau opera irlandezului. Wyndham Lewis, devenit între timp un necruțător detractor al lui Joyce, îi desființează lucrările prin adjective ca „dement”, „gângav” și „perisabil”. Chiar și domnișoara Weaver, principalul finanțator al scriitorului, nutrește sentimente ambivalente față de acest nou experiment: deși adoră monologul Annei Livia Plurabelle (I.8), în ansamblu, romanul i se pare „o simplă curiozitate literară”. Aceste cuvinte l-au jignit cel mai mult pe Joyce, provocându-i o depresie incapacitantă pentru câteva luni. Considerând-o cititoarea lui preferată, Joyce îi trimite lui Weaver indicii privind semnificația romanului și glosare cu obscurele cuvinte utilizate. La 27 mai 1929, apare o carte de eseuri semnată de douăsprezece literați și prieteni apropiați ai lui Joyce (Samuel Beckett, Frank Budgen, Stuart Gilbert, William Carlos Williams etc.), cu scopul de a risipi perplexitatea cauzată de neobișnuita proză a Operei în lucru. Titlul colecției de eseuri, jocular, de o pompozitate parodică, a fost ales chiar de Joyce: O exagminare a factificării pentru încaminarea „Operei în lucru” (Our Exagmination Round His Factification For Incamination Of Work In Progress). În ciuda vederii slabe, Joyce nu renunță la micile plăceri intelectuale; nemaiputând citi cât își dorește, achiziționează un gramofon și niște înregistrări muzicale sau își roagă prietenii (Mary Colum, Sylvia Beach etc.) să îi citească. Învață flamanda și, prin înregistrări audio, spaniola. Neobosită, mintea lui execută în mod constant jocuri de cuvinte, calambururi și experimente lingvistice pentru romanul Veghea lui Finnegan, o obsesie care, invadându-i viața de zi cu zi, l-a determinat pe un prieten al său, Frank O'Connor, să-l creadă suferind de o „manie a asocierii”. În noiembrie 1924 și august 1929, vocea lui Joyce este înregistrată în timp ce citește (sau poate recită din memorie) fragmente din capitolele Eol (Ulise), respectiv Anna Livia Plurabelle (Veghea lui Finnegan). Despre cea de-a doua înregistrare, efectuată în studioul lingvistului C. K. Ogden, Harold Nicolson va zice: „Trilul frumos al vocii lui curge încet ca apa Annei Livia Plurabelle. Are cea mai minunată voce pe care o știu, lichidă și delicată, cu mlădieri subacvatice de șopot.”. 
Pe lângă deficiențele vizuale și atitudinea ostilă a publicului, o serie întreagă de evenimente neplăcute a distrus ritmul firesc în care romanul Veghea lui Finnegan se dezvolta la sfârșitul anilor 20. În revistele americane Two Worlds și Two Worlds Monthly, editorul Samuel Roth distribuie, spre oroarea lui Joyce, ediții piratate ale lucrărilor sale (Ulise și fragmente din Veghea lui Finnegan), fără a onora în vreun fel drepturile de autor. Un apel internațional lansat de scriitor pentru a stopa nedreptatea adună 167 de semnături de la personalități importante ca Albert Einstein, Benedetto Croce, Giovanni Gentile, Hugo von Hofmannsthal, Luigi Pirandello, dar și critici ai scriitorului ca Virginia Woolf, Wyndham Lewis și D. H. Lawrence. Lui Joyce i se face dreptate în instanță abia la sfârșitul anului 1928. În primăvara anului 1927, o scurtă vacanță a lui Joyce pe coasta olandeză este ruinată de vremea rea și de un moment terifiant, când scriitorul este atacat pe plajă, ca în copilărie, de un câine. În același an, al doilea volum de poeme al lui Joyce, Poezii de doi bani fiecare (Pomes Penyeach) este primit cu indiferență de critici. Frantisek Schaurek, soțul surorii Eileen, se sinucide în noiembrie 1926 din cauza problemelor financiare, iar în septembrie 1928, moare Italo Svevo, după un atac de inimă. Mai mult, tot în 1928, Nora Barnacle este internată în spital și operată, fiindcă se suspecta că ar avea cancer. Cea mai grea lovitură însă a fost, cu siguranță, moartea tatălui (29 decembrie 1931), care i-a declanșat lui Joyce un acut sentiment de vinovăție, pentru că nu și-a mai vizitat părintele de aproape douăzeci de ani. Într-o stare de stranie depresie, Joyce redenumea zilele săptămânii, folosind cuvinte ca geamăt (moan), bocet (wail) etc.: „Moansday, Tearsday, Wailsday, Thumpsday, Frightday, Shatterday”. Pe fondul acestor supărări și impedimente, Joyce credea că nu va termina niciodată Opera în lucru și chiar lua în considerare ideea de a-i ceda unui alt scriitor romanul spre continuare, anume lui James Stephens, pe care îl cunoștea destul de vag. Această soluție ciudată, la care nu s-a mai apelat până la urmă, părea motivată strict de niște coincidențe „providențiale”: numele lui James Stephens îl unea parcă pe eroul joycian Stephen Dedalus de „creatorul” lui, ba mai mult, Stephens s-ar fi născut (credea în mod greșit Joyce) în aceeași zi de 2 februarie, ca cel a cărui operă trebuia să o continue.

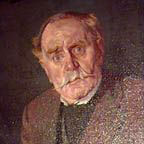
John Stanislaus Joyce, tatăl lui James Joyce. Portret de Patrick Tuohy (1923).

Din „motive testamentare”, pentru a asigura statutul legitim al celor doi copii, Joyce se căsătorește oficial cu Nora Barnacle la 4 iulie 1931, la un registru de stare civilă din Londra. Deși la începutul verii intenționa să se stabilească definitiv în capitala britanică, Joyce părăsește în toamna aceluiași an cartierul londonez Kensington, simțindu-se din nou atras de lumea pariziană. Fiul său, Giorgio, își întemeiază propria familie: se căsătorește la 10 decembrie 1930 cu Helen Kastor Fleischman, o americancă divorțată, de etnie evreiască, iar la 15 februarie 1932 i se naște primul (și singurul) copil - Stephen James Joyce. Aceste două episoade majore din viața lui James Joyce - moartea tatălui și nașterea unui nepot - au fost imortalizate în poemul Ecce Puer (1932), unde, cu o mâhnire inconsolabilă, scriitorul exclamă:
| A child is sleeping: An old man gone. O, father forsaken, Forgive your son! | Un prunc ațipește, Un bătrân a plecat. O, bietule părinte, Iart-al tău băiat! |
| Ecce Puer (1932)                                                            | Ecce Puer (1932)                                                              |

Ca o coincidență, ultimele cuvinte ale lui John Stanislaus ar fi fost „Jim nu mă iartă niciodată”, ceea ce arată că iertarea era o despovărare pe care nu doar fiul, ci și tatăl și-ar fi dorit-o.
În acest timp, Lucia Joyce, aflată mereu sub presiunea de a ieși din umbra unui tată faimos, este înfrântă de dificila tranziție a adolescentului spre maturitate. În 1929, după o „lună de plâns”, ea hotărăște să renunțe la dans în ciuda unui succes de scenă remarcabil la concursul Bal Bullier, când sala întreagă ar fi vrut ca juriul să o desemneze câștigătoare. Pasionată de artele plastice, participă la niște cursuri de desen, grație cărora va deveni mai târziu autoarea unor delicate lettrines (inițiale stilizate) pentru cărțile de poezii A Chaucer A.B.C. de Geoffrey Chaucer și Poezii de doi bani fiecare. Concomitent, ea este atrasă în mod obsesiv de tânărul Samuel Beckett; cei doi încep să se întâlnească în 1930, dar comportamentul ei bizar, anxios, nesigur, precum și intervențiile Norei, nu fac decât să-l îndepărteze pe Beckett. Lucia s-a simțit respinsă când Beckett i-a dat de înțeles că interesul lui pentru familia Joyce se datorează în principal tatălui. Furia fetei se abate asupra lui James Joyce, titanul a cărui monumentalitate îi zădărnicește șansa afirmării artistice și sociale, sau asupra Norei, percepută ca o mamă prea restrictivă. La 2 februarie 1932, chiar de ziua scriitorului, Lucia aruncă, într-un acces de mânie, un scaun spre propria mamă, dând astfel primul semn clar al unei sănătăți mentale zdruncinate. Este internată, la inițiativa lui Giorgio, pentru o săptămână, într-o instituție specializată. În următorii trei ani, pe măsură ce problemele ei psihice se accentuau, a fost transportată în repetate rânduri de acasă la diferite clinici și sanatorii din Franța și Elveția, unde s-a stabilit că boala ei este o formă de hebefrenie, adică schizofrenie. A suferit două crize de nervi în public, la Gare de Nord și Zürich Bahnhof, o transă catatonică ce a durat câteva zile, precum și numeroase momente de isterie sau depresie, practicile psihiatrice ale vremii (izolarea forțată și imobilizarea cu o cămașă de forță) accentuându-i mai mult psihoza și starea de insecuritate. A locuit o perioadă în Londra cu Harriet Weaver, apoi în Irlanda cu niște rude, remarcându-se în special printr-un comportament deviant, tentative piromane și suicidale sau fugi neanunțate pentru care a fost nevoie de intervenția poliției. În 1934, a fost pacienta lui Carl Jung, cel care, după o lectură a romanului Ulise a concluzionat că și Joyce suferă de schizofrenie. Potrivit lui, tatăl și fiica ar fi doi oameni care se îndreaptă spre fundul unui râu, dar, în timp ce fiica se scufundă fără speranță, tatăl execută plonjeuri abile. Joyce a încercat în zadar să o reintegreze pe Lucia în societate, regizând o logodnă cu un anume domn Alex Ponisovsky sau încăpățânându-se să transforme pasiunea ei pentru lettrines într-o profesie din care se poate trăi. În cele din urmă, la insistențele rudelor și prietenilor care o considerau irecuperabilă, Lucia a fost internată permanent, în aprilie 1936, la azilul din Ivry-sur-Seine, instituție pe care nu a mai părăsit-o timp de aproape 15 ani. În 1951, la zece ani după moartea lui James Joyce, a fost transferată la St Andrew's, Northampton, unde a fost vizitată de Samuel Beckett o singură dată.
Boala psihică a Luciei Joyce rămâne o temă sensibilă și controversată mai ales în lumina noilor interpretări oferite de biograful Carol Loeb Shloss, în a ei carte, Lucia Joyce, dansând la priveghi (Lucia Joyce: To Dance in the Wake, 2003). Shloss insistă pe autenticitatea talentului Luciei, considerând-o un adevărat copil al modernismului, un fel de Icar ce s-a apropiat prea mult de soare, un artist „dionisiac” și în niciun caz schizofrenic. Conform ei, Lucia Joyce și-ar fi ajutat tatăl să scrie Veghea lui Finnegan: o rudă apropiată, Bozena Schaurek, ar fi văzut-o cum dansa în tăcere, în aceeași cameră în care Joyce își redacta manuscrisele. Între cele două acte artistice, aparent paralele, dansul și scrisul, s-ar fi stabilit un dialog profund, din care Joyce a extras inspirația pentru ultimul său roman. Caracterul abstract și încifrat al cărții Veghea lui Finnegan este așadar, în opinia lui Carol Loeb Shloss, o transpunere în cuvinte a unui „alfabet al inexprimabilului”, specific dansului. Chiar și la ospiciu, când își vopsea fața cu negru sau trimite telegrame morților, Lucia se străduia să găsească noi surse de inspirație pentru tatăl ei. „Locul unde ea [Lucia] își întâlnește tatăl nu este în conștient, ci în lumea mult mai primitivă a preconștientului” conchide Shloss. Într-un mod poate exagerat, același biograf numește relația dintre Lucia și James Joyce „una din marile povești de dragoste ale secolului al douăzecilea”. Mai mult, ea îi acuză pe Richard Ellmann și pe Brenda Maddox, biografii lui James Joyce, respectiv Nora Barnacle, pentru faptul că au stăruit fără milă pe ideea că Lucia ar fi fost nebună. Lor li s-ar fi adăugat și rudele sau prietenii lui Joyce care doreau să șteargă orice urme ale excentricei Lucia, considerată a fi o pată supărătoare din biografia scriitorului. În mod revoltător, în 1988, Stephen James Joyce a distrus o colecție de aproape o mie de scrisori adresate de Lucia tatălui ei sau Luciei de către Samuel Beckett. În anul următor, tot el a fost responsabil pentru suprimarea unui epilog dedicat Luciei din cartea Nora, adevărata viață a lui Molly Bloom de Brenda Maddox.

### Ultimii ani (1932-1941)
În octombrie 1932, Joyce declină invitația lui Yeats de a deveni membru al nou-fondatei Academii a Literelor Irlandeze, o organizație menită să apere drepturile scriitorilor din Irlanda de cenzura tot mai apăsătoare a Statului Liber, ultra-conservator și catolic. Motivația refuzului, destul de criptic formulată, invocă faptul că desprinderea de patria-mamă, produsă în urmă cu aproape treizeci de ani, s-a vrut a fi totală.
Din cauza psihicului instabil al Luciei, 1933 a reprezentat pentru James Joyce un an de grea încercare, sănătatea sa fiind în continuare prejudiciată. În luna mai, călătorește la Zürich pentru a-și vizita oftalmologul, pe Dr. Vogt, și pentru a-i găsi un tratament fiicei sale. Poposește câteva zile în stațiunea balneară Évian-les-Bains, unde încearcă fără succes să scape de niște crampe stomacale care îl vor chinui pentru tot restul vieții. Ceea ce medicii diagnosticau ca „dureri de stomac cauzate de nervi” era de fapt un ulcer ce îi va fi fatal scriitorului. Noi probleme de familie intervin, pe măsură ce Helen, soția lui Giorgio, cedează depresiei și căderilor psihice, fiind internată în diverse sanatorii și urmând un destin similar Luciei. Privat de prezența mamei, copilul Stephen rămâne în grija bunicilor; la 18 decembrie 1940, înaintea ultimului Crăciun din viața lui Joyce, scriitorul și micul său nepot se aventurau într-un Zürich învăluit în zăpadă, pentru a căuta o ediție franțuzească a epopeilor grecești.
Un oponent intransigent al autoritarismului, Joyce privește cu neîncredere instalările triumfale ale unor dictatori precum Mussolini sau Hitler, iar temele politice ca Războiul Civil Spaniol îl plictisesc. În 1938, după anexarea Austriei de către Germania nazistă, el înlesnește migrarea unui număr de cincisprezece sau șaisprezece evrei spre Anglia și America. Cel mai cunoscut beneficiar al ajutorului lui Joyce este scriitorul vienez Hermann Broch, eliberat, printr-un fericit concurs de împrejurări, de autoritățile naziste care îl încarceraseră.
Dezbinarea iremediabilă a vechilor prietenii cu Sylvia Beach și Adrienne Monnier, cauzată în special din cauza unor neînțelegi financiare asupra romanului Ulise, îl determină pe Joyce să își găsească un nou protector și manager, în persoana lui Paul Léon, un prosper imigrant rus de etnie evreiască. Ultimii ani îl transformă în maestrul unor ample regizări: cu talentul unui ventriloc, se înconjura de o suită de exegeți (Beckett, Budgen, Gilbert etc.) care să explice operele sale publicului larg, conform propriilor lui indicații, în timp ce imaginea lui rămânea impenetrabilă și misterioasă celor neinițiați. Joyce îl controla cu pricepere și pe Herbert Gorman, biograful său (de altfel singurul pe care îl lăsa să-i scrie biografia), obligându-l să elimine pasaje indezirabile din James Joyce, o biografie definitivă (James Joyce, a definitive biography). Un alt defect al scriitorului era o ușoară manie a persecuției, prin prisma căreia unele accidente neintenționate deveneau, în ochii lui Joyce, ample acțiuni de denigrare îndreptate împotrivă-i: de exemplu, în 1931, se încăpățânează fără succes să obțină despăgubiri în instanță de la Frankfurter Zeitung, care publicase din greșeală sub numele lui un text ce nu îi aparținea. Deși se împotrivește ideii de a ecraniza Ulise, urmărește cu mult interes procesul de traducere a operelor sale în limbile străine. Versiunea franceză a capitolului Anna Livia Plurabelle (1 mai 1931, Nouvelle Revue Française), la care Joyce însuși a lucrat, alături de alți șapte scriitori, a fost considerată de el „una din capodoperele traducerii”, demonstrându-i că „nu există nimic care nu poate fi tradus”. La versiunea italiană a lucrat în 1937 alături de Nino Frank, surprinzându-l pe acesta cu lejeritatea cu care trăda textul original pentru muzicalitatea unor noi jocuri lingvistice. Odată cu eliminarea interdicțiilor aplicate romanului Ulise în America (dec. 1933) și în Marea Britanie (1936), apar primele ediții americane, la editura lui Bennett Cerf, Random House (2 feb. 1934), respectiv engleze, la The Bodley Head (1936) a lui Allen Lane.

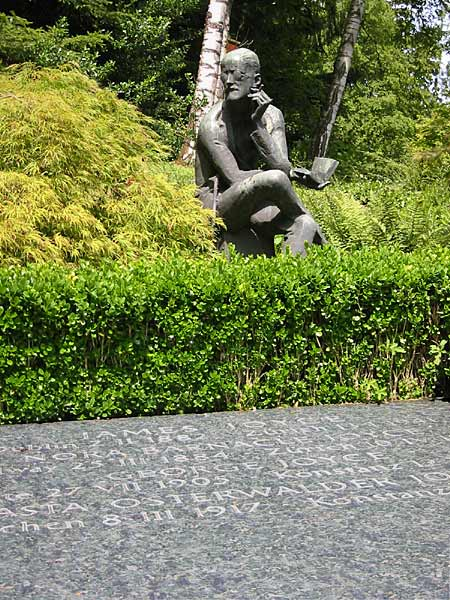
Mormântul lui James Joyce din Zürich, Cimitirul Fluntern.

Joyce lucrează din nou cu stăruință la cartea sa, Operă în lucru, care devenise încă din 1922, după cum el însuși afirma, „mai reală [pentru el] decât realitatea însăși”. Prin efortul susținut al lui Joyce și al asistenților săi, Veghea lui Finnegan apare astfel la 4 mai 1939 la Faber and Faber. După cum intuia Paul Léon, în contextul iminentului război, cartea părea irelevantă și de neînțeles cititorului de rând, însă:
„[...] este imposibil să negăm că [Joyce] a acționat conform propriei conștiințe și că și-a consumat aproape toată substanța, fizică și spirituală, morală și materială prin scrierea unei cărți ce va fi, foarte probabil, primită cu deriziune de detractori și cu un zâmbet forțat de prieteni. Iar prin această atitudine, el a rămas fidel sieși”—scrisoare de la Paul Léon către Harriet Weaver
Reacțiile stârnite în 1939 de Veghea lui Finnegan oscilau între perplexitatea neputincioasă și disprețul virulent. Sunday Times considera cartea „irelevantă literar”, iar prietenul de odinioară Oliver Gogarty o numea „cea mai colosală luare peste picior din literatură de la Ossian de Macpherson încoace”. În ciuda vânzării, până la sfârșitul lunii iunie, a 4000 de volume în America, Joyce însuși își considera cartea un „fiasco”.
Izbucnirea războiului și ocuparea Franței de către naziști l-au determinat pe Joyce să caute un nou exil în Elveția. Procesul birocratic (obținerea permisului de ieșire din Franța și a unei vize pentru Elveția, precum și prelungirea pașaportului britanic) este anevoios, dar la 14 decembrie 1940, James și Nora, fiul lor Giorgio și nepotul Stephen părăsesc Franța prin Saint-Germain-des-Fossés (aproape de Vichy). Efortul lui Joyce de a o extrage și pe Lucia din acest mediu tumultos eșuează: la sfârșitul lunii noiembrie, când credea că toate formalitățile se rezolvaseră, naziștii au revocat permisul fetei și ea a rămas la sanatoriul francez. Joyce credea că îi va fi mai ușor să o transfere în Elveția, odată ajuns în Zürich, dar moartea sa, survenită pe neașteptate în următoarea lună, a spulberat aceste planuri. Nora și Giorgio nu se arătau oricum interesați de soarta Luciei.
La 10 ianuarie 1941, la ora 4:30 a.m. Joyce se trezește cu dureri de stomac insuportabile. După o radiografie, află că are un ulcer perforat și o hemoragie internă. La 11 ianuarie, este supus unei operații și, cu toate că la început părea că își revine cu succes, după câteva ore intră în comă și este supus unor transfuzii. La ora 1 a.m., 13 ianuarie, Joyce își recapătă cunoștința și le cere asistentelor să îi cheme pe Nora și Giorgio, dar moare înainte ca aceștia să îl mai poată vedea. Cauza decesului, conform autopsiei, era peritonita. Masca mortuară a scriitorului, modelată de sculptorul Paul Speck, surprinde chipul lui Joyce într-o ipostază melancolică, extenuată, împăcată cu sine și demnă. Joyce a fost înmormântat la 15 ianuarie, fără ritual religios, la Cimitirul Fluntern din Zürich. Când i s-a propus ca soțul ei să fie înhumat conform datinilor catolice, Nora ar fi răspuns „Nu aș putea să-i fac așa ceva”. Mai târziu, ea ar fi vrut să transfere mormântul lui Joyce în Irlanda, dar s-a confruntat cu ostilitatea clerului catolic. Ca o răzbunare, a convenit cu Harriet Weaver ca manuscrisele cărții Veghea lui Finnegan să fie cedate nu Bibliotecii Naționale din Dublin, ci Bibliotecii Britanice. Nora Barnacle a murit zece ani mai târziu, la 10 aprilie 1951, fiind înmormântată în același cimitir. În 1966, cei doi au fost reînhumați împreună într-un Ehrengrab (mormânt de onoare), deasupra căruia tronează o statuie meditativă a scriitorului.

## Opera

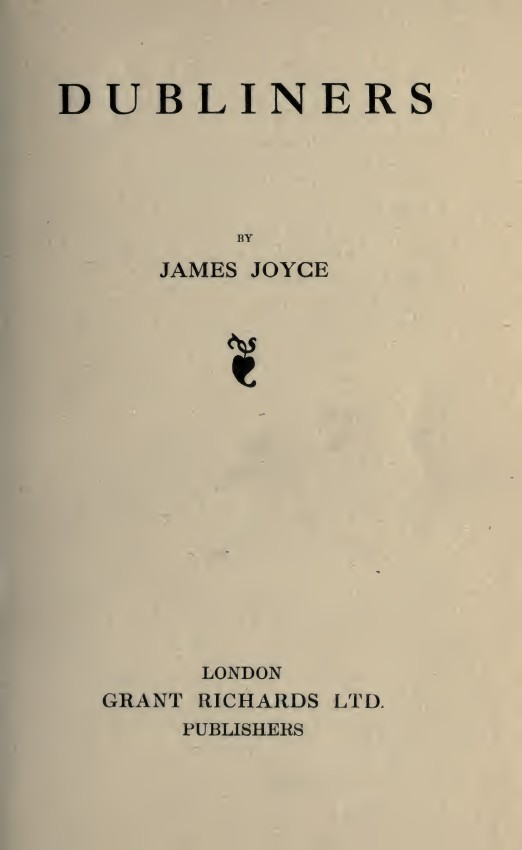
Dubliners, 1914

### Listă cronologică
- Muzică de cameră (Chamber Music, poeme, 1907)
- Oameni din Dublin (Dubliners, 1914)
- Portret al artistului în tinerețe (A Portrait of the Artist as a Young Man, 1916)
- Exilați (Exiles, 1918)
- Ulise (Ulysses, 1922)
- Poezii de doi bani fiecare (Pomes Penyeach, 1927)
- Veghea lui Finnegan (Finnegans Wake, 1939)
- Stephen erou (Stephen Hero, 1944)
- Giacomo Joyce (1968)

### Opere majore

#### Ulise

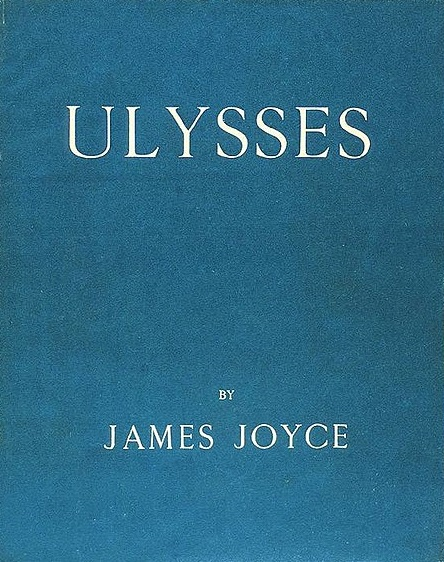
Prima ediție a romanului Ulise, 1922.

Ulise este cel mai important roman al lui Joyce și unul din cele mai apreciate romane din literatura engleză modernă. Având o lungime de 267 000 de cuvinte (între 600 și 1000 de pagini, în funcție de ediție și traducere) și un vocabular foarte bogat, cu peste 30 000 de termeni distincți, cartea constituie o adevărată enciclopedie a tehnicilor literare, construită în jurul unui mit clasic, epopeea Odiseea de Homer. Fiecare capitol, din cele optsprezece, reprezintă o replică demitologizată, contemporană și parodică, dată unui episod din Odiseea, iar cele trei personaje principale, Leopold Bloom, Stephen Dedalus și Molly Bloom, se identifică cu eroii Ulise, Telemah, respectiv, Penelopa. Romanul este structurat în trei părți: Telemahiada (Telemah, Nestor, Proteu), Peregrinările lui Ulise (Calypso, Lotofagii, Hades, Eol, Lestrigonii, Scila și Caribda, Stâncile rătăcitoare, Sirenele, Ciclopii, Nausicaa, Boii Soarelui, Circe) și Nostos sau Întoarcerea în Itaca (Eumeu, Itaca, Penelopa). Titlurile capitolelor, adesea suprimate în ediția engleză a romanului, trebuiau să rămână secrete, conform voinței lui Joyce, însă criticul Stuart Gilbert, un prieten al autorului, le-a aflat și le-a inclus într-o schemă de interpretare numită Schema Gilbert. Conform ei, fiecare capitol ar celebra o anumită artă sau disciplină (de exemplu, Nestor ar corespunde istoriei, Eol retoricii, Scila și Caribda literaturii, Sirenele muzicii și Nausicaa picturii) sau, asemenea zodiilor din tradiția medievală, ar patrona un organ al omului (Eol plămânii, Ciclopii mușchii, Nausicaa ochiul, Boii Soarelui uterul, Penelopa carnea sau grăsimea corpului etc.). Timpul acțiunii se limitează la ziua de 16 iunie 1904, între orele 8 a.m. și 2 a.m.

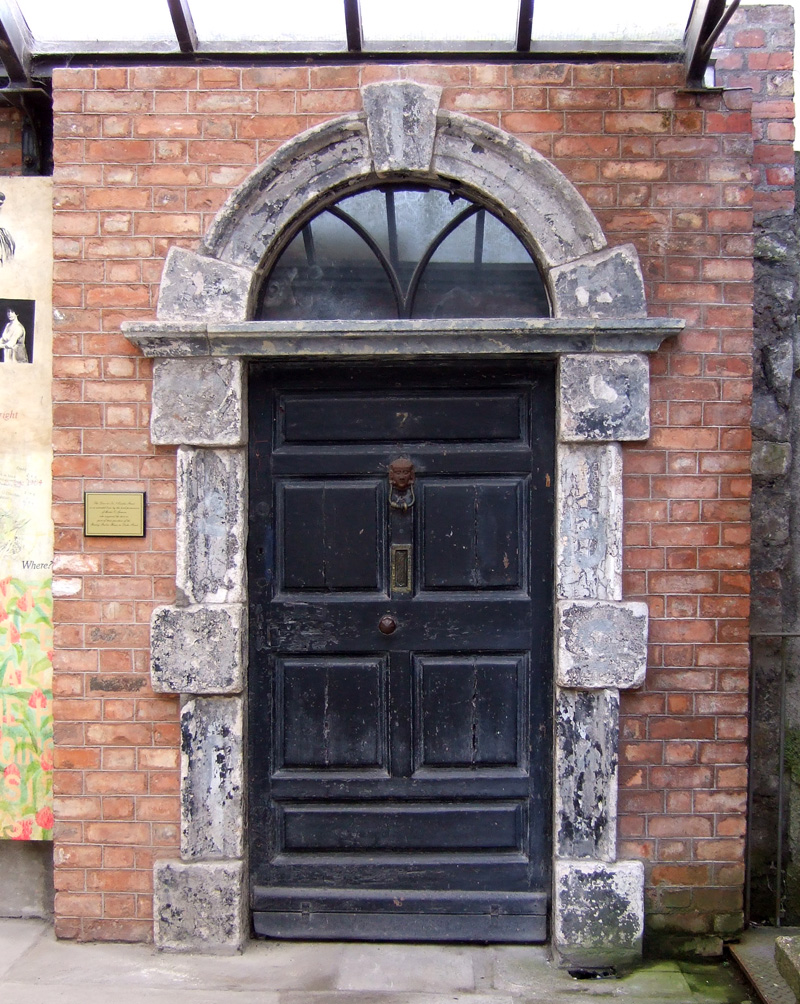
Fațada casei 7 Eccles Street, adresa fictivă a personajului Leopold Bloom, a fost salvată de la demolare și se află acum la James Joyce Centre, Dublin. În Veghea lui Finnegan, Joyce supranumește romanul Ulise „Cartea Albastră inutilă, de necitit, din Eccles”

Primele trei capitole se concentrează asupra tânărului Stephen Dedalus, scriitor aspirant, cunoscut cititorilor încă din Portret al artistului în tinerețe. Revenit din Paris, unde se autoexilase într-un exces de rebeliune intelectuală, Dedalus locuiește acum în turnul Martello alături de Malachi „Buck” Mulligan, un hedonist jovial, cinic și ateu, dar și un iubitor al culturii clasice, care crede că singura salvare a Irlandei ar fi „elenizarea” ei (Telemah). După micul dejun, Dedalus predă la școală o lecție de istorie despre victoriile lui Pyrrhus, folosind metoda catehismului, și interacționează cu directorul, domnul Deasy, un antisemit declarat, care susține că Irlanda este singura țară care nu i-a persecutat niciodată pe evrei, doar pentru că nu i-a lăsat niciodată să imigreze (Nestor). Dedalus își reculege gândurile pe plaja Sandymount, unde este invadat de meditații filozofice, regrete legate de moartea mamei sau incertitudini privind viitorul său artistic (Proteu). Firul epic se întrerupe brusc pentru a-l introduce pe Leopold Bloom, un evreu de vârstă mijlocie din Dublin, care, angrenat într-o mundană rutină matinală, îi servește soției sale, Molly, mic-dejunul la pat și își pregătește sieși un rinichi de porc, ca semn al abandonului tradiției iudaice (Calypso). Purtând în buzunar un cartof cu rol de talisman împotriva Marii Foamete Irlandeze, evreul Bloom pare, în mediul dublinez, un personaj deopotrivă local și exotic. În capitolul Lotofagii, Bloom vizitează băile turcești, un adevărat templu al răsfățului trupesc, iar în Hades, la o înmormântare, conștiința protagonistului este bântuită de multiplele avataruri ale morții: suicidul tatălui și dispariția propriului fiului, Rudy. În redacția ziarului Freeman's Journal, Bloom încearcă fără succes să vândă o idee pentru o reclamă, într-o atmosferă dominată de zgomotul tiparnițelor și repeziciunea productivității jurnalistice (Eol). După masa de prânz, apariția neașteptată a lui Blazes Boylan, impresarul lui Molly, îi provoacă noi suspiciuni legate de infidelitatea soției sale (Lestrigonii). Drumurile lui Leopold Bloom și Stephen Dedalus se intersectează pentru prima oară la Biblioteca Națională, unde cel din urmă susține o prelegere informală despre viața și opera lui William Shakespeare (Scila și Caribda). Conform lui Dedalus, piesa Hamlet oglindește biografia dramaturgului: stafia tatălui ar fi chiar Bardul din Avon, infidela Gertrude -- Anne Hathaway (soția lui Shakespeare), iar prințul Danemarcei -- Hamnet, copilul celor doi, mort la unsprezece ani. Teoria tânărului scriitor este puternic dezavuată de auditori, tentativa lui de a se face înțeles de un public cu sensibilități atât de disparate identificându-se cu încercarea lui Ulise de a-și manevra corabia prin culoarul îngust dintre Scila și Caribda. Următorul capitol, Stâncile rătăcitoare, plonjează în lumea eterogenă a străzilor dublineze, concentrându-se succesiv, ca într-un album de viniete, pe diverse personaje mai mult sau mai puțin importante ale romanului. Bloom cinează la Hotelul Ormond, unde realitatea pare transfigurată de muzica seducătoare și farmecul celor două chelnerițe, Miss Douce și Miss Kennedy (Sirenele). Mai târziu, vizitează niște prieteni la taverna Barney Kiernan, dar se confruntă cu un personaj grobian și violent, intitulat „Cetățeanul”, un exponent al fenianismului și al antisemitismului (Ciclopii). Pe plaja Sandymount, Bloom o observă în secret pe Gerty MacDowell, o tânără domnișoară care îi stârnește apetitul sexual în timp ce se joacă cu apa mării și contemplă absentă perspectiva mariajului și a iubirii (Nausicaa). Împreună cu un grup de cunoscuți, printre care și Stephen Dedalus, Bloom o vizitează pe Mina Purefoy la maternitate, dar taina nașterii este pângărită de superficialitatea petrecăreților, adepți ai umorului ieftin și ai libațiilor interminabile (Boii Soarelui). Turmentați, membrii grupului pășesc în lumea hipnotizantă a bordelului Bellei Cohen, unde bărbații sunt transformați în „porci” conform unor convenții sadomasochiste și unde, în învălmășeala halucinantă a dezmățului, Stephen Dedalus întrezărește stafia acuzatoare a mamei (Circe). Bloom îl salvează pe Dedalus din acest infern și, pentru a-i acorda primele îngrijiri, îl transportă într-o gheretă a vizitiilor, unde cei doi îl întâlnesc pe D. B. Murphy, un marinar bețiv (Eumeu). În cele din urmă, Dedalus și Bloom ajung la casa celui din urmă, dar tânărul scriitor refuză să rămână peste noapte, ratând astfel ocazia de a identifica în noul său ocrotitor o figură paternă, care să-l salveze din abisul exilului și al dezrădăcinării (Itaca). Ultimul cuvânt îi revine lui Molly Bloom, întruparea eternului feminin, care, în reveriile ei nocturne despre copilăria din Gibraltar, amanți din trecut sau prezent, nevoi zilnice etc., reafirmă cu hotărâre supremația forțelor vitale ale naturii: Dumnezeu, femeia și soarele (Penelopa).

### Temele
Conform lui Harry Levin, opera lui Joyce gravitează în jurul a două teme ce revin obsesiv: artistul și orașul. Metropolă modernă arhetipală, Dublinul manifestă o lipsă acută a frumosului, în timp ce artistul, misionarul estetic, este înfierat de opinia publică pentru erezie și nu se poate integra cu succes într-o comunitate. Singura soluționare a conflictului rămâne exilul.

#### Artistul: tema estetică
Cele mai importante teorii joyciene despre artă, teoria estetică și condiția artistului figurează în capitolul al cincilea din Portret al artistului în tinerețe și capitolele Proteu și Scila și Caribda din Ulise. Opiniile exprimate în Portret, ancorate puternic în doctrina tomistă și aristotelică despre ordine și cosmos, par a fi contrazise de evoluțiile ulterioare ale prozei joyciene, care migrează spre dezordine și haos. În Veghea lui Finnegan, Joyce concatenează cei doi termeni, formând chaosmos (haos-cosmos), o uniune a contrariilor care îi caracterizează cu acuratețe opera. Umberto Eco susține că „Portret nu pretinde a fi un manifest estetic al lui Joyce, ci un portret al lui Joyce care deja nu mai exista când autorul a terminat acea schiță ironică, autobiografică și a început Ulise”.
În Portret al artistului în tinerețe
În ciuda desprinderii de religie, artistul rămâne pentru Joyce un „preot al eternei imaginații, care preschimbă pâinea de toate zilele a experienței în radiosul trup al vieții veșnic vii”. Transfigurarea realității prin intermediul artei este astfel comparată cu procesul de transsubstanțiere; Joyce laicizează actul religios, păstrează doar solemnitatea ritualică și disciplina de tip iezuit. Conform lui Stephen Dedalus, trei precepte, introduse de Sf. Toma de Aquino, stau la baza creației estetice: integritas (integritate), consonantia (armonie) și claritas (luminozitate). Prin integritas, Dedalus înțelege separarea obiectului artistic de restul universului și perceperea lui ca pe un tot unitar. Consonantia înseamnă conștientizarea complexității și divizibilității obiectului, armonizarea elementelor constitutive. Claritas, asociat de Dedalus cu un alt concept scolastic, quidditas (esența), constituie momentul suprem al revelației artistice. O epifanie, în termenii lui Joyce, experiența mai este descrisă și ca o „suspendare estetică” ("aesthetic arrest"), concept promovat în special de Joseph Campbell, sau ca stasis (stază sau stare). Eroul romanului distinge două tipuri de artă: proprie și improprie. Arta improprie stârnește sentimente „cinetice” (dorință și repulsie), în timp ce arta proprie constă tocmai în revelația „statică” a frumosului și a tragicului (mila sau groaza). 
„Frumusețea exprimată de artist nu poate trezi în noi o emoție de ordin cinetic sau o senzație care să fie pur fizică. Ea trezește [...] o stare estetică, o milă ideală sau o groază ideală, o stare deșteptată, prelungită și în cele din urmă dizolvată de ceea ce numesc eu ritmul frumuseții.”—James Joyce, Portret al artistului în tinerețe, traducere de Frida Papadache
Artistul este astfel cel care, într-un moment de grație (epifanie), descoperă un sens profund al lumii și reușește să îl exprime prin verbul poetic, redefinind, în același timp realitatea prin intermediul discursului.
În Ulise

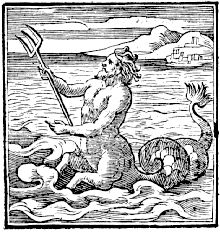
Proteu, zeul marin al metamorfozelor, un simbol folosit de James Joyce pentru transfigurarea artistică a realității.

În capitolul Proteu, Stephen Dedalus își continuă meditațiile despre artă pe plaja Sandymount. Pornind de la tratatele aristotelice Despre simțuri și sensibile (Sense and Sensibilia) și Despre suflet (De Anima), care definesc cunoașterea umană strict prin mijlocirea simțurilor (a percepției), eroul postulează ideea că ochiul uman nu poate înregistra esența obiectelor, ci doar culori iluzorii aflate la periferia unui univers în continuă mișcare. Percepția umană, limitativă, inexactă și înșelătoare, este, în același timp:
„Ineluctabilă modalitate a vizibilului: cel puțin asta dacă nu și mai mult, gândul prin ochii mei. Semnături ale tuturor lucrurilor sînt chemat aici să le citesc, zămisliri ale mării și lepădări ale mării [...]”—James Joyce, Ulise, Proteu, traducere de Mircea Ivănescu
De asemenea, Dedalus rezonează cu eseul lui Lessing, Laocoon sau despre granițele picturii și poeziei (Laokoon oder über die Grenzen der Mahlerey und Poesie), care susține că artele vizuale (pictura, sculptura etc.) și literatura sunt două modalități estetice complet distincte și de aceea nu ar trebui să se imite. În timp ce pictura, o artă spațială, se bazează pe prezentarea unor elemente unul lângă altul (nebeneinander) pentru a stârni o emoție, literatura este temporală pentru că înlănțuie componentele succesiv, unul după altul (nacheinander), la fel ca muzica. Proteu devine însă un capitol-cheie pentru Ulise prin faptul că, pornind de la principiile filozofiei tradiționale, reușește să efectueze un salt spre modernism, o metamorfoză spectaculoasă care demolează vechile convenții artistice. Terenul filozofic, pregătit de cele două capitole care îl preced (Telemah, o parodie liturgică, și Nestor, o înfierare a prejudecăților sociale), este în Proteu liber experimentului. Capitolul dizolvă, conform lui Umberto Eco, „filozofia aristotelică în muzică marină” prin tehnica monologului interior. Enigmaticul Proteu, zeul apelor schimbătoare, un sfinx al transformărilor multiple, reprezintă astfel simbolul inovației artistice și al cugetului uman, care preschimbă realitatea brută în forme superioare. Ulise rămâne însă o operă bicefală, la fel ca Ianus, privind simultan spre tradiționalism (clasicism, realism) și modernism. Omniprezența dihotomiilor este evidențiată în special în capitolul Scila și Caribda, unde principala dispută este cea dintre materialismul lui Aristotel și idealismul lui Platon.

#### Erezia: tema religioasă
James Joyce nu a negat niciodată faptul că sufletul său „s-a călit la școala bătrânului de Aquino”, însă atracția sa pentru literatură a fost mai puternică decât chemarea divină. Pentru el, arta însemna, înainte de toate, libertatea gândirii și revolta împotriva șabloanelor împământenite, manifestări ale independenței individuale pe care Biserica, exagerând, le putea oricând interpreta ca erezie și luciferism. Identificându-se cu Giordano Bruno, celebrul „eretic” condamnat de Biserica Catolică, Joyce ar fi vrut chiar să-i adopte numele, sub o formă anglicizată, ca pseudonim: Gordon Brown. Scriitorul și-a păstrat însă atașamentul pentru unele simboluri creștine; spre exemplu, a comparat sacrificiul lui Iisus cu modul în care Parnell a fost trădat și abandonat de vechii aliați politici, iar figura Fecioarei Maria a rămas, în imaginația lui, inseparabilă de cea a feminității. În Portret, lui Eileen, fata de care naratorul se îndrăgostește în copilărie, îi sunt asociate cele două epitete mariene, „turn de ivoriu” și „zidire de aur”. Umberto Eco îl compară pe Joyce cu episcopii rătăcitori (episcopi vagantes) din Evul Mediu, care au părăsit canonul Bisericii, dar nu și patrimoniul ei cultural sau modul ei de gândire.
Condiția luciferică a artistului este exprimată de Stephen Dedalus prin cuvintele: „N-am să slujesc ceva în care nu mai cred — fie că se cheamă căminul meu, patria mea sau biserica mea.” în care „Non serviam” constituie emblema apostaziei. Falimentul religiei devine o temă principală în două povestiri din Oameni din Dublin: Surorile și Grație. În Surorile, inabilitatea părintelui Flynn de a mai ține în mâini potirul sacru marchează pierderea credinței și paralizia spirituală. Ca o coincidență, în Arabia, același simbol al potirului îi servește naratorului pentru a descrie secretul primei atracții sexuale și așadar, pierderea inocenței copilărești: „Îmi imaginam că îmi purtam ferit potirul printr-o lume de dușmani.”. Pentru Hélène Cixous, potirul din mâinile copilului semnifică mai mult de atât, este un simbol al Cuvântului și al valențelor lui artistice nelimitate; spre deosebire de potirul „secătuit” al religiei, de zădărnicia rugăciunilor către un Dumnezeu absent, potirul artei se umple de sens fără încetare, precum un „corn al abundenței”. Povestirea Grație parodiază tema redempțiunii și atenționează că învățăturile Bisericii nu sunt corect receptate de oamenii de rând: sunt ridiculizate, vulgarizate sau reduse la simple superstiții. Despre doamna Kernan, soția protagonistului, naratorul dezvăluie următoarele: „Pentru ea, religia devenise o obișnuință [...] Dacă i s-ar fi spus însă, ar fi crezut și în iele, cât credea în Duhul Sfânt”.
În semn de frondă sau dintr-o nevoie constantă de a polemiza cu trecutul catolic, Joyce integrează în lucrările sale o serie de elemente blasfematoare, eretice sau păgâne. În capitolul Telemah, Buck Mulligan își începe „ritualul” bărbieririi prin intonarea zeflemitoare a unui cântec religios, Introibo ad altare Dei, apoi împărțind omleta în trei (pentru el, Stephen și Haines) rostește formula In nomine Patris et Filii et Spiritus Sancti. Dumnezeu este numit în mod peiorativ „colecționar de prepuțuri” de Buck Mulligan și „Vârcolac! Mestecător de stârvuri!” de Stephen Dedalus. În Circe, Mulligan și Haines regizează o mesă neagră unde însăși Mina Purefoy, „zeița nerațiunii, zace întinsă goală, înlănțuită”, urmând să fie sacrificată. De altfel întregul capitol reprezintă o răsturnare flagrantă a normelor religioase, morale, raționale sau de conduită, fiind o incursiune psihanalitică în cele mai întunecate zone ale subconștientului. În ceea ce privește elementele neopăgâne, ele trebuie asociate cu mișcarea culturală a Renașterii Celtice din Irlanda de la începutul secolului al XX-lea și cu filozofia lui Nietzsche pe care atât Stephen Dedalus, cât și Buck Mulligan și-o asumă deschis. Termenul omphalos este de mai multe ori evocat în Ulise (în Telemah) ca un centru regenerator al spiritualității păgâne; Mulligan chiar asociază locuința lor din turnul Martello cu un astfel de simbol, de la care elenizarea Irlandei, credea el, trebuia să înceapă. Capitolul Boii Soarelui începe cu o incantație adresată unei divinități solare a fertilității, incantație formată din cuvinte irlandeze, latine, englezești sau din simple interjecții folosite de moașe când aruncă în sus pruncii nou-născuți pentru a le activa respirația:
| "Deshil Holles Eamus. Deshil Holles Eamus. Deshil Holles Eamus. Send us bright one, light one, Horhorn, quickening and wombfruit. Send us bright one, light one, Horhorn, quickening and wombfruit. Send us bright one, light one, Horhorn, quickening and wombfruit. Hoopsa boyaboy hoopsa! Hoopsa boyaboy hoopsa! Hoopsa boyaboy hoopsa!" | „Deshila Hollesb Eamusc. Deshil Holles Eamus. Deshil Holles Eamus. Sloboade întru noi, strălucitorule, luminatule, Horhorn, înroditor și rod al pântecului, sloboade întru noi, strălucitorule, luminatule, Horhorn, înroditor și rol al pântecului, sloboade întru noi strălucitor, luminatule, Horhorn, înroditor și rod al pântecului. Hopșașa, băiat e băiat, hopșașa ! Hopșașa, băiat e băiat, hopșașa ! Hopșașa, băiat e băiat, hopșașa.” |
| Ulysses, Oxen of the Sun | Ulise, Boii Soarelui (traducere de Mircea Ivănescu) |
| | a Deshil = (ir.) a merge în cerc, în sensul acelor de ceasornic b Holles = numele străzii unde se află maternitatea în care se petrece acțiunea c Eamus = (lat.) Să mergem |

#### Orașul: tema socială
În portretizarea orașului modern, James Joyce refuză să cosmetizeze realitatea dezolantă și apăsătoare: volumul Oameni din Dublin se concentrează pe destine nefericite, strivite de banalitatea frustă. Vorbind despre unele opere irlandeze învăluite într-o aură idealizată, Joyce afirmă: „Mă dezgustă trăncănelile lor mincinoase despre bărbați puri și femei pure și iubire spirituală eternă: o minciună crasă în fața adevărului”. Motive precum alcoolismul și violența domestică (Dubluri, Grație, Eveline), singurătatea și iubirea neîmpărtășită (Un caz dureros, Arabia, Cei morți), înșelăciunea și trădarea (Doi tineri galantoni, Pensiunea, Ziua Iederei în sala comisiei) sunt oglindite în Oameni din Dublin. Alte subiecte mai sinistre ca simonia (Surorile) sau pedofilia (O întâlnire) nu sunt enunțate direct, deși spectrul lor se poate intui. Hélène Cixous compară cartea cu cercul al optulea al infernului dantesc. Ea observă că volumul începe cu moartea unui om și sfârșește cu o povestire intitulată Cei morți, semn că întreaga Irlandă trăiește în trecut, este bântuită de vestigiile unei lumi apuse. Ideea este reluată și în Ulise, în capitolul Hades sau în Circe, unde fantoma mamei i se arată lui Stephen Dedalus, „cu fața mâncată și fără nas, verde de putreziciunea mormântului”, ca o banshee. Mai presus de atât însă, laitmotivul volumului Oameni din Dublin este paralizia, interpretată în sens literal în Surorile și având o semnificație mai abstractă în celelalte povestiri: frică, reticență, imobilitate, retragere pasivă. Joyce însuși afirma într-o scrisoare: „Voi numi seria Oameni din Dublin ca să trădez sufletul [...] acelei paralizii pe care mulți o consideră un oraș”. Personajele volumului sunt angrenate, mai mult sau mai puțin, într-o formă de sedentarism dezumanizant, par condamnate la inacțiune chiar în momentele care le-ar fi putut aduce fericirea. În Eveline, eroina își privește nehotărâtă și neputincioasă iubitul, neștiind dacă să emigreze cu el în America sau să rămână în Irlanda, alături de familie. În port, chiar în ultimele momente ale îmbarcării, indecizia ei se transformă în stupoare și paralizie, confiscându-i orice șansă de a răspunde chemării insistente a celui ce o iubea:  
„Tensiunea îi trezi o stare de greață în tot corpul, iar ea continuă să își miște buzele în tăcere într-o rugăciune ferventă [...] Își întoarse fața palidă spre el, pasivă, ca un animal neajutorat. Ochii ei nu arătau nici un semn de iubire, de adio sau de recunoaștere.”—James Joyce, Oameni din Dublin, Eveline
Într-o manieră similară, în Arabia, protagonistul rămâne paralizat în fața unui stand al bazarului, un loc care, departe de a fi o emanație a „farmecelor orientale”, așa cum își imagina înainte să-l vadă, i se pare dezolant și neprimitor. În Cei morți, Gabriel povestește o anecdotă despre calul lui Patrick Morkan, care, înhămat câțiva ani la râșniță, s-a învățat să se miște doar în cerc și nu se mai putea deplasa altfel. Această imagine a fost interpretată ca un simbol al pasivității irlandeze, condamnate de Joyce.
Frank Budgen apreciază caracterul dezinvolt, nepretențios, comun al personajelor lui Joyce, ceea ce le conferă, crede el, universalitatea:
„Văd o mare umanitate în lucrările lui Joyce. Niciunul din contemporanii săi nu este atât de eliberat de snobismul elitist și de complexele de superioritate. Personajele din „Ulise” se găsesc cu ușurință în media umană. Joyce nu i-a găsit la petreceri de vânătoare, la dineuri de la reședințe rurale sau în Studiourile Chelsea ale milionarilor diletanți, ci în tramvaie, cârciumi, magazine, pe străzile și în casele obișnuite, unde cei mai mulți oameni își petrec viața. „Ulise” reprezintă o singură zi într-un oraș anume, dar Aventurile corpului care trăiește și gândește sunt la fel de inteligibile peste tot și oricând, la fel ca muzica și desenul.”—Frank Budgen, „Opera în lucru” a lui James Joyce și vechea poezie nordică, din vol. O exagminare a factificării pentru încaminarea „Operei în lucru”''
Conform lui Harold Bloom, tema romanului Ulise este simplă: victoria bunătății necondiționate asupra violenței și a puterii exercitate în mod ticălos. Alianța dintre Stephen Dedalus și Leopold Bloom este echivalentă cu cea dintre rațiunea cizelată de educația artistică (Dedalus) și bunul simț, o trăsătură inerentă și spontană a omului (Bloom). Fiecare din cei doi protagoniști se confruntă la un moment dat cu personaje antitetice: lui Stephen i se opune brutalul și crudul Mulligan, iar Bloom își apără principiile pașnice în fața „Cetățeanului” orbit de naționalism. Chiar și Molly Bloom găsește forța de a se opune senzualității lipsite de simțăminte a lui Boylan, întorcându-se astfel cu gândul la soțul ei și la momentul cererii în căsătorie. Din acest punct de vedere, cartea poate fi considerată un manifest împotriva șovinismului și a brutalității.
O altă temă importantă din opera lui Joyce este familia, văzută la început, conform lui Hélène Cixous, ca un microcosmos al Dublinului, ce reproduce la o scară mai mică relațiile sociale ale orașului. Portret al artistului în tinerețe se concentrează pe conflictul dintre Stephen, fiul rebel, și părinții săi, o mamă a cărei religiozitate îi repugnă și un tată, pe care îl disprețuiește pentru viața plină de insuccese. În Veghea lui Finnegan, familia pare mai degrabă un grup organic, în care individualitatea membrilor este mai puțin importantă, personajele devenind arhetipuri într-un proces continuu al dezvoltării umane. Familia nu mai este definită ca o structură a societății, ci are o existență de sine stătătoare, funcționând ca un principiu regenerator al istoriei. Cixous observă că, până la Veghea lui Finnegan, nu exista o unitate familială în universul lui Joyce, ci doar un „aranjament haotic centrat în jurul tatălui, un aranjament amenințat în mod permanent cu posibilitatea destrămării”. Figura paternă din Portret, Ulise sau Oameni din Dublin este adesea decredibilizată: tatăl este fie alcoolic și violent, abrutizat de sărăcie și de propriile eșecuri (ca, de exemplu, în Eveline), fie un „încornorat” simpatic care nu reușește să își impună autoritatea (ca Leopold Bloom). În Scila și Caribda, Stephen Dedalus afirmă că „Paternitatea ar putea fi o ficțiune legală”, simțindu-se liber să își abandoneze tatăl biologic (dar și Biserica Catolică pe care o resimte ca pe o autoritate patriarhală) și să caute un model patern mai adecvat. Prin acești termeni, „ficțiune legală”, eroul pune la îndoială autenticitatea familiei, „tatăl” fiind astfel un produs al imaginației, al limbajului și nu o realitate a naturii. „Paternitatea, în sensul zămislirii conștiente, îi este necunoscută bărbatului. E o fundație mistică, o succesiune apostolică, de la singurul zămislitor la singurul zămislit.” mai declară Dedalus.

### Stilul și limbajul
Opera lui James Joyce este greu încadrabilă, corespunzând în mare parte modernismului (Ulise este considerat o capodoperă a acestui curent), dar și unor mișcări ca realismul și naturalismul (în special prin povestirile din Oameni din Dublin). Cristopher Buttler crede că lucrările lui Joyce, de la Stephen erou până la Veghea lui Finnegan marchează niște pași esențiali ai evoluției literare de la epoca simbolistă la postmodernism. Harry Levin afirmă că Portret al artistului în tinerețe aparține naturalismului, iar Veghea lui Finnegan experimentului simbolist. Stuart Gilbert compară sincretismul stilistic al lui Joyce cu maniera poantilistă a unor artiști plastici ca Seurat: „combinația aceea de naturalism, simbolism și precizie tectonică pe care o vedem, de exemplu, în arta lui Seurat, își are omologul literar în Ulise și, mai ales, în Veghea lui Finnegan; într-adevăr, urzeala acestei din urmă lucrări (precum și metoda compoziției) este complet poantilistă.” Realismul lui Joyce are, înainte de toate, o sorginte ibseniană, prezentând distrugerea iluziilor și idealurilor umane în fața realității implacabile:
„Ceea ce face viețile oamenilor nefericite este un romantism descurajat, un ideal preconceput și irealizabil. De fapt, am putea spune că idealismul este dezastrul fiecărui om și că, dacă am trăi precum omul primitiv în relație nemijlocită cu realitatea, am fi mai fericiți. Pentru asta am fost făcuți. Natura este prea puțin romantică. Noi suntem cei care o încărcăm de romantism, o atitudine falsă, un egotism absurd ca toate formele de egotism. În „Ulise” am încercat să îi fiu fidel realității”—James Joyce
Această nevoie de a prezenta nemijlocit realitatea l-a condus pe Joyce spre noi forme de expresie care au redefinit relația dintre textul literar și conținut. Limbajul din Portret al artistului în tinerețe evoluează și se maturizezază în tandem cu personajul principal. Primul capitol prezintă universul copilului printr-un vocabular naiv, aflat în continuă expansiune și în strânsă relație cu jargonul adulților, față de care se raportează în permanență, dar cu care nu se poate identifica. Conform lui Hélène Cixous, acest captiol este format dintr-o serie de scene „în stare pură”, juxtapuse, care se imprimă în memoria copilului înainte ca acesta să fie destul de mare încât să le înțeleagă. În Surorile, cuvintele obscure ale celor mari, precum „paralizie”, „gnomon” și „simonie”, sunt încărcate de mister și prefigurează distrugerea inocenței copilărești de către realitatea coruptă și dezolantă a adulților. Pe măsură ce Stephen Dedalus se maturizează, limbajul din Portret împrumută mai mulți termeni filozofici și se interiorizează, devine mai puțin sensibil stimulilor externi și mai predispus meditației, semnalând independența psihologică, dar și înstrăinarea. În acest stadiu, raportarea lui Dedalus la Cuvânt este ambivalentă: cuvântul este atât un instrument indispensabil al artei, cât și semnul ancorării într-o tradiție în care eroul nu se regăsește: cultura Imperiului Britanic. În timpul unei discuții cu decanul facultății, Dedalus constată:
„Limba pe care o vorbim este a lui înainte de a fi a mea. Cât sunt de deosebite cuvintele: casă, Hristos, bere, învățător, în gura lui și într-a mea. Eu nu pot rosti sau scrie cuvintele astea fără o neliniște a spiritului. Limba lui, atât de familiară și atât de străină, va fi totdeauna pentru mine o limbă dobândită. Nu eu i-am alcătuit cuvintele, nu eu le-am acceptat. Glasul meu le opune rezistență. Sufletul meu se frământă exasperat în umbra limbii sale.”—James Joyce, Portret al artistului în tinerețe, traducere de Frida Papadache
Încă din copilărie, Stephen Dedalus a realizat caracterul imperfect și dezbinător al limbii: cuvintele „God” și „Dieu” îl semnifică pe același Dumnezeu. Mai târziu, în Scila și Caribda, cuvintele i se par imprecise și reducționiste, iar „pumnalele definițiilor” mutilează sensul. Poate în acest autoportret al lui Joyce, Stephen Dedalus, trebuie căutată motivația scriitorului de a căuta o nouă limbă și un nou limbaj și de a crea în Veghea lui Finnegan ceea ce Robert McAlmon a numit „un esperanto al subconștientului”. John P. Anderson spunea despre Veghea lui Finnegan: „Este ca Turnul Babel. Mai mult, dacă într-un vis cineva îți vorbește norvegiana, nu ești surprins că o poți înțelege.”
Într-un mod similar celui din Portret, limbajul se pliază perfect peste situațiile descrise în fiecare din capitolele romanului Ulise, însă de această dată cititorul nu se mai confruntă cu o singură conștiință, ci cu un grup de voci și personaje care își revendică narațiunea. Pluriperspectivismul îi plasează în centru pe rând pe cei trei protagoniști (Stephen Dedalus, Leopold Bloom și Molly), dar și pe unele personaje secundare ca Gerty MacDowell în Nausicaa, naratorul din Ciclopii sau diverși locuitori ai Dublinului în Stâncile rătăcitoare. Metodele predilecte ale introspecției psihologice sunt monologul interior (fluxul conștiinței) în Proteu și Penelopa, când gândurile personajului se manifestă nemijlocit, sau stilul indirect liber în Hades, Telemah, Lotofagii sau Calypso, când perspectiva subiectivă a protagonistului se îmbină, nesemnalată, cu cea a naratorului la persoana a treia. De multe ori, mai ales în a doua parte, romanul Ulise se detașează de optica unui personaj anume și explorează o conștiință colectivă a orașului sau a culturii în genere. Conform lui Harry Levin, „Joyce așează personificarea orașului alături de portretul artistului. Niciunul nu este complet fără celălalt: Stephen începe ca o individualitate și devine un tip. Bloom este un tip și se individualizează”. Katie Wales îi consideră atât pe Stephen Dedalus cât și pe Leopold Bloom reprezentanți, în sens enciclopedic, ai culturii umane: în timp ce primul întrupează cultura înaltă (filozofia, logica, dialectica etc.), celălalt este un exponent al culturii populare. Interesul lui Joyce pentru evoluția culturii se manifestă mai ales prin mimetismul prozei sale, prin modul cum integrează și imită stiluri funcționare și moduri de comunicare, de la juisarea argotică la rigiditatea termenilor specializați. Un exemplu elocvent este capitolul Boii soarelui, unde Joyce pastișează și parodiază toate stilurile literaturii engleze din epoca medievală până în secolul al XIX-lea, construind o paralelă între evoluția fetusului în pântecele matern și devenirile limbii literare. Capitolul ar putea fi un omagiu adus tradițiilor trecutului, dar și o distanțare de ele, pentru că, așa cum afirma T. S. Eliot, Boii soarelui denunță „futilitatea tuturor stilurilor din limba engleză”. Eol este un adevărat compendiu de figuri retorice, unde întâlnim metafora, sinecdoca, prolepsa, epifora („Dau zor, se destramă de zor”), epimona („Falduri grase în ceafă, grase, ceafă, grase, ceafă.”), chiasmul, diereza, onomatopeea („Sllt. Aproape ca un om sllt să-ți atragă atenția.”), aliterația, hipotipoza, antanaclaza („Mai irlandez decît irlandezul de rînd.”), epizeuxis etc.. Textul Sirenelor constituie un amalgam de onomatopee, cuvinte retezate, fragmente reluate ca laitmotive, propoziții formulate într-o topică neobișnuintă, procedee care amintesc, conform lui Stuart Gilbert de muzicalitatea unei fugi. Capitolul Ciclopii este relatat dintr-o perspectivă unică, limitată, a unui narator intradiegetic anonim care tranșează cu cinism realitatea folosindu-se de un limbaj zeflemitor, licențios și de o mentalitate plină de prejudecăți. Întrerupt adesea de pasaje emfatice preluate din registrul legal, epopeic, jurnalistic, senzaționalist sau sentimental, Ciclopii dezvoltă un stil „gargantuesc”, al exagerărilor și al „gigantismului” și parodiază în ultimă instanță egoismul și îngustimea minții. Nausicaa reproduce la început universul neprihănit al lui Gerty MacDowell printr-un stil sentimental, siropos, preluat din revistele pentru femei ale epocii sau prin apelul la imagistica mariolatriei catolice, însă când atenția narativă se îndreaptă spre monologul interior al lui Leopold Bloom, proza devine concupiscentă, culminând orgasmic cu niște celebre focuri de artificii. Circe este o punere în scenă a unei piese expresioniste unde cuvintele capătă o nouă putere, aceea de a genera realități paralele și vedenii. Limbajul din Eumeu este pretențios, prolix și clișeizat, cultivă fraze lungi și întortocheate, apelând deseori fără justificare la aluzii livrești (de exemplu, aerul de după ploaie este purificat de „recenta trecere a lui Jupiter Pluvius”). Pe lângă oboseala psihică a protagoniștilor și atmosfera soporifică, verbozitatea excesivă a capitolului ar putea fi o condamnare a culturii alexandrine, de anticariat. Karen Lawrence consideră Eumeu un sabotaj intenționat al lui Joyce îndreptat împotriva a ceea ce ar fi putut fi punctul culminant al romanului. Aici, limbajul prozei confiscă discursul personajelor, inversând tehnicile capitolelor anterioare, unde dimpotrivă, conștiința unor protagoniști ca Leopold Bloom sau Stephen Dedalus deforma structura textului. Pasaje precum: 
„Domnul Bloom, împins de reacțiuni de discreție inerentă, întrucât el fusese totdeauna credincios dictonului că trebuie să-ți vezi de treaba ta, se îndepărtă puțin, dar rămase totuși cum ar veni sur le qui-vive, cu o umbra de anxietate dar câtuși de puțin înfricoșat.”—James Joyce, Ulise, Eumeu, traducere de Mircea Ivănescu
par încercări disperate, dar futile, de a captura o semnificație cu ajutorul cuvântului, „numesc procesele emoționale și psihologice în loc să le prezinte” așa cum spune Karen Lawrence. Procedeul depersonificării este continuat și amplificat în Itaca, unde personajele par să dispară într-un ocean de detalii. Structura textului, un șir de întrebări și răspunsuri foarte precise, formulate într-un limbaj rigid și tehnic, sugerează, conform lui Wolfgang Iser, că răspunsurile nu îmbogățesc cunoașterea, ci arată cât este ea de limitată și cât de greu se poate obține adevărul. Joyce spunea că Ulise se încheie cu Itaca, pentru că ultimul capitol, Penelopa nu are început sau sfârșit, este un text ciclic. Structurat în opt propoziții excesiv de lungi, lipsite de punctuație, monologul lui Molly Bloom din Penelopa constituie, după Wolfgang Iser, o eradicare completă a teleologiei sau determinismului și o perpetuă reactualizare a trecutului, ca sursă regeneratoare nesecată. Conform lui Harry Levin, Ulise „ignoră formalitățile unei narațiuni și ne invită să împărtășim un flux al experienței nediferențiate, eludând distincția dintre obiectele descrise și cuvintele folosite pentru a le descrie”. Anthony Burgess afirmă că, în opera irlandezului, „proza și subiectul au devenit o unitate inseparabilă [...] Cheia romanului Ulise este aici: pentru fiecare fază a sufletului există un limbaj propriu, special”.

### Personaje
Stephen Dedalus
„Cînd se naște sufletul unui om în această țară se zvârle cu mreje după el ca să fie împiedicat să zboare. Tu îmi vorbești   de naționalitate, limbă, religie. Eu am să încerc să zbor dincolo de aceste mreje.”—James Joyce, Portret al artistului în tinerețe, traducere de Frida Papadache

### Intertextualitate. Aluzii literare și mitologice

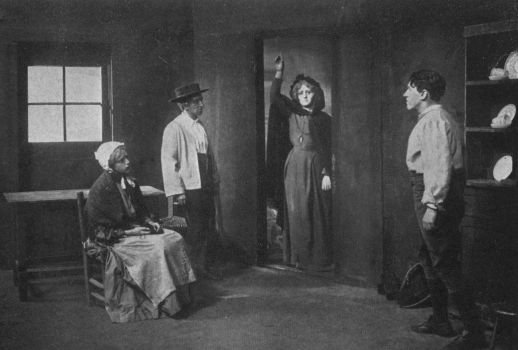
O scenă din piesa Cathleen ni Houlihan de Yeats și Lady Gregory. O mesageră ce îndeamnă la recuperarea identității naționale și o personificare a Irlandei, Kathleen Ní Houlihan își face misterioasă apariția și în capitolul Telemah din Ulise, unde se află sub deghizarea unei bătrâne lăptărese.

Romanul Ulise reprezintă unul din cele mai elaborate exemple de intertextualitate din istoria literară, deoarece dublează Odiseea lui Homer, raportându-se în mod constant la textul original și modificându-l. Căutarea propriului tată de către Telemah echivalează cu încercarea lui Stephen de a identifica în Leopold Bloom un părinte spiritual. Peregrinările pe mare ale lui Ulise sunt similare rătăcirilor lui Bloom în orașul Dublin, un „ocean al materiei” guvernat de un Poseidon la fel implacabil. Mai mult, rolul de soț îi este uzurpat protagonistului de o serie de „pețitori” (în principal Blazes Bolyan), care aspiră la iubirea Penelopei/a lui Molly Bloom. La fel ca Penelopa, Molly trăiește într-un spațiu domestic, limitat, departe de lumea „serioasă” și încordată a bărbaților, afirmând chiar „eu nu pot să sufăr să se vorbească de politică”. În iatacul ei, Molly țese și deșiră ițele iubirii, la fel ca Penelopa, cu toate că, spre deosebire de omoloaga ei din mitologia greacă, cedează avansurilor sexuale. Conform lui Edmund Wilson, la fel ca într-o versiune mai veche a Odiseei, Penelopa își ajută soțul să triumfe în fața pețitorilor, însă în romanul lui Joyce, acest triumf se produce la nivel mintal, când, prin fluxul conștiinței, Molly îl înlătură din gânduri pe Bolyan și revine la Bloom. Intertextualitatea este reluată chiar la nivelul detaliilor: în capitolul Ciclopii, țigara din mâna lui Bloom amintește de bușteanul în flăcări cu care Ulise l-a orbit pe Polifem; în Circe, Bella Cohen, patroana bordelului, este asemănată cu vrăjitoarea care îi transforma pe bărbați în porci. Joyce a fost foarte preocupat și de etimologia numelor din epopeea greacă. Cuvântul „Telemah”, provenind din „tele + machos”, „departe de război”, sugerează destinul lui Stephen Dedalus, care hotărăște să se izoleze într-un turn de fildeș al artei, departe de pasiunile mărunte și înverșunările anodine ale vulgului. Pentru „Odiseu”, Joyce a imaginat o etimologie destul de îndoielnică, „Outis + Zeus”, unde „Outis” („nimeni”), numele comunicat de Ulise ciclopului, pare să nege divinitatea zeului olimpian. „Odiseu” ar însemna așadar pentru Joyce un Dumnezeu care renunță la propriul sine și cade în mrejele materiei, o temă pe care o asocia chiar cu sacrificiul hristic. În mod vădit, cea mai explicită aluzie mitologică a lui Joyce este chiar numele personajului Stephen Dedalus, care, prin asociere cu arhitectul legendar Dedal, invocă destinul artistic, dar și labirintul sau pericolul zborului spre soare.
În afară de mitologia greacă, Joyce a folosit de asemenea multe imagini preluate din folclorul irlandez, legendele biblice, literatura clasică și medievală etc. În capitolul Telemah, apariția bătrânei lăptărese la ușa lui Dedalus și Mulligan în dimineața zilei de 16 iunie este echivalentă cu vizita pe care zeița Atena i-a făcut-o lui Telemah la începutul Odiseei, sub deghizarea unei alte măști a senectuții, bătrânul Mentor, însă conform altor interpretări, ea poate fi comparată și cu Kathleen Ní Houlihan, o emblemă a naționalismului irlandez, o femeie în vârstă și săracă care îi îndeamnă pe tineri să lupte pentru eliberarea Irlandei. „Emisară venind din tainica dimineață”, lăptăreasa este numită „fruntea mătăsoasă a turmelor” ("Silk of the kine") și „sărmană femeie bătrână” ("The poor old woman"), două epitete caracteristice Irlandei. Două personaje ale povestirii O mamă (Oameni din Dublin), care satirizează elanul agresiv al Renașterii Celtice, au preluat numele miticei Kathleen Ní Houlihan: tânăra pianistă Kathleen și impresarul ei nepriceput, Mr. Holohan.

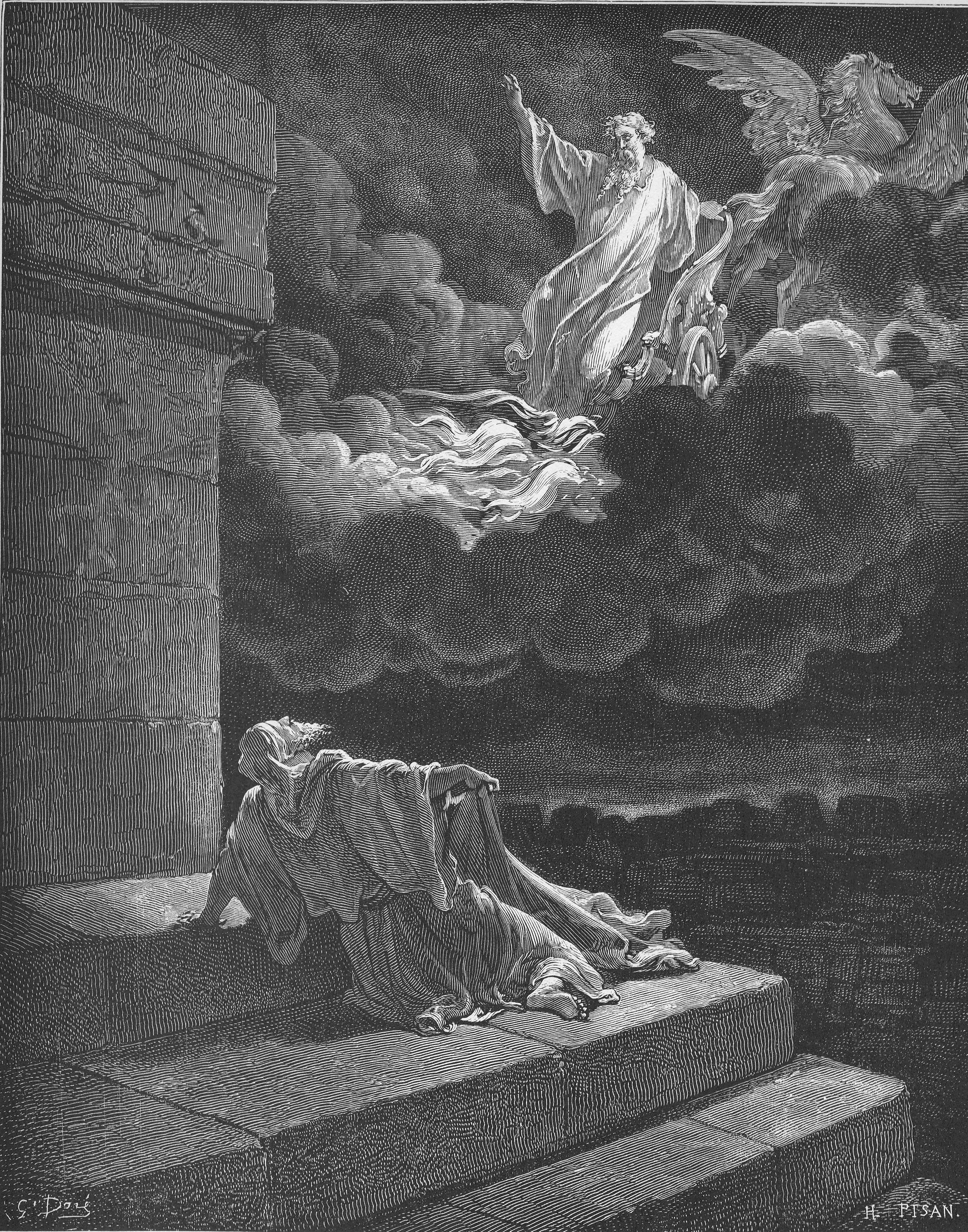
Sfântul Ilie urcă spre cer într-un car de foc, într-o ilustrație a Bibliei de către Gustave Doré. James Joyce parodiază episodul la finalul capitolului Ciclopii din romanul Ulise.

Evreul Leopold Bloom tinde să fie asociat mai ales cu personajele biblice. În Eumeu, el este asemeni bunului samaritean, când, ieșind din bordelul Bellei Cohen, „îl scutură pe Stephen de cea mai mare parte din scamele și gunoaiele de pe vestminte și-i înmânează pălăria și toiagul, îmbărbătându-l”. În Scila și Caribda, Buck Mulligan îl compară cu evreul rătăcitor, dar și cu bătrânul marinar din balada lui Coleridge. La finalul capitolului Ciclopii, încercând să evite furia dezlănțuită a „Cetățeanului”, Bloom iese din scenă într-o manieră suprarealistă, înălțându-se spre cer într-un car de foc, asemeni Sfântului Ilie, și, odată devenit „ben Bloom Elijah”, agasându-și inamicul antisemit printr-o reconfirmare apoteotică a originii sale iudaice. Episodul parodiază cu umor limbajul și grandoarea textului biblic:
„Și deodată a pogorât asupra lor o mare lumină și au văzut atunci carul în care era El suind la cer. Și îl văzură pe El în car învestmântat în gloria strălucirii, cu vestmintele lui ca soarele, frumos precum luna și cumplit că de groază nu se puteau uita la El. Și iată un glas din cer zicînd Ilie! Ilie! Și El răspunse cu strigăt mare: Abba! Adonai! Și îl văzură pe El, chiar pe El, ben Bloom Elijah, prin norii de îngeri înălțându-se în splendoarea strălucirii într-un unghi de patruzeci și cinci de grade peste stabilimentul lui Donohue în strada Little Green precum piatra dintr-o praștie.”—James Joyce, Ulise, Ciclopii, traducere de Mircea Ivănescu
Rudy, fiul lui Bloom care a murit la puțin timp de la naștere („în a unsprezecea zi a vieții”) este identificat cu mielul sacrificial din tradiția avraamică. În Boii Soarelui, ni se spune că trupul neînsuflețit al copilului a fost învelit într-o  „cămășuță de lână de miel”, iar în Circe, când Bloom halucinează și își vede băiatul viu, „îmbrăcat în costumaș Eton”, „un miel mic își scoate capul din buzunarul de la piept” al costumului. De asemenea, băiatul ține în mână o carte din care citește de la dreapta la stânga, o nouă aluzie iudaică. Aluziile sacrificiului continuă: data nașterii lui Rudy, 29 decembrie (așa cum se specifică în Itaca), este a doua zi de după Masacrul Inocenților. Conform unei legende pre-homerice, Ulise și-ar fi așezat pruncul, pe Telemah în fața plugului, arătând astfel că vrea să-l omoare și că a înnebunit, pentru a nu fi recrutat în războiul troian, pe care îl considera o vărsare de sânge inutilă. Pacifismul lui Ulise se identifică cu cel al lui Leopold Bloom, însă semnalează necesitatea sacrificiului unei ființe nevinovate - dacă Ulise și-ar fi ucis băiatul nu ar mai fi participat la ororile războiului. Conform lui José Lanters atât Stephen Dedalus cât și Rudy sunt ipostaze ale lui Telemah, deci fețe ale dilemei lui Ulise: Stephen este acel Telemah care nu a fost ucis de propriul tată, în timp ce Rudy este cel sacrificat într-o versiune ipotetică a mitului. O nouă identificare, sugerată în special de Scila și Caribda, se poate crea între Rudy și fiul lui Shakespeare, Hamnet: în timp ce primul a murit la 11 zile și ar fi avut 11 ani în 1904, cel de-al doilea a murit când avea 11 ani.
În Veghea lui Finnegan, Joyce pornește de la o baladă irlandeză despre Tim Finnegan, un meșter cărămidar care cade într-o zi de pe scară și moare. La priveghi, prietenii lui devin gălăgioși din cauza alcoolului și varsă din greșeală whiskey peste corpul neînsuflețit al lui Finnegan, readucându-l la viață, fiindcă whiskey-ul este „apa vieții” („uisce beatha” în irlandeză). Legenda pare o interpretare naivă a credinței creștine despre moarte și înviere, fiind folosită de Joyce ca pretext pentru romanul său despre ciclicitatea istoriei. O altă sursă de inspirațiea fost Cartea Morților și legenda egipteană legată de resurecția lui Osiris. Frank Budgen a identificat o asemănare cu poezia nordică veche, în special cu Edda, unde distrugerea universului de către forțele haosului este urmată de un proces de regenerare și creație. Joseph Campbell și Henry Morton Robinson afirmă:
„Căderea lui Finnegan de pe scară este un simbol uriaș: este căderea lui Lucifer, căderea lui Adam, apusul soarelui care va răsări din nou, căderea Romei sau un crah de pe Wall Street. Este căderea lui Humpty Dumpty și căderea mărului lui Newton. Este burnița care irigă, ploile de primăvară ce cad peste câmpurile însămânțate. Și este căderea de zi cu zi a fiecărui om în dizgrație.”
Aluziile literare din opera lui Joyce sunt tot atât abundente ca cele mitologice. La fel ca Dante și Virgiliu care, ieșind din Infern, văd din nou stelele cerului în Divina Comedie, Bloom și Stephen contemplă în Itaca „copacul ceresc al stelelor încărcat cu roade umede, noptatec albăstrii.”. Capitolul Circe a fost comparat cu scena intitulată Noaptea Valpurgiei din Faust, cu romanul Venus înveșmântată în blănuri de Sacher-Masoch sau cu Ispitirea Sfântului Anton de Gustave Flaubert. În Veghea lui Finnegan, Joyce rescrie fabula lui Esop Greierele și frunica sub titlul The Ondt and the Gracehoper, un joc de cuvinte aplicat denumirii în engleză a operei, The Ant and the Grasshopper, unde „ondt” provine din daneză și înseamnă „malefic” (sau exprima o interdicție, în stilul celor zece porunci, fiind o anagramă de la „don't” = „să nu”), iar „the Gracehoper” este „cel ce aspiră la starea de grație”. Așa cum explică Umberto Eco, în cadrul romanului, Shem scriitorul este greierele, „artistul îndreptat cu fața spre viitor, spre creștere și dezvoltare”, iar Shaun poștașul este furnica, ancorată într-o formă de tradiționalism stagnant. Criticul român C. George Sandulescu a inventariat sute de aluzii literare din Veghea lui Finnegan, care leagă textul joycian de autori ca Shakespeare (Hamlet, Macbeth, Othello, Iulius Cezar, Visul unei nopți de vară etc.), Ibsen, Dante, Rabelais sau Swift. De obicei, aceste aluzii se reduc la jocuri de cuvinte ce modifică citate sau titluri ale operelor autorilor vizați.

### Interpretări
Opera lui James Joyce a fost supusă unor sisteme de interpretare filozofice sau psihologice specifice secolului al XX-lea, precum structuralismul, poststructuralismul și deconstrucția, psihanaliza, feminismul și postcolonialismul. Lor li se adaugă interpretări legate de poziționarea lui Joyce față de teme ca naționalismul sau catolicismul. Principala arenă de dezbatere este publicația academică periodică James Joyce Quarterly înființată în 1963 de Universitatea din Tulsa. O contribuție importantă a avut și revista franceză de avangardă Tel Quel care a înaintat prima exegeză fățis structuralistă a operei lui Joyce. Din cauza complexității unor texte ca Veghea lui Finnegan, dar și Ulise, nu există un consens în ceea ce privește mesajul transmis, semnificația cuvintelor folosite sau chiar identitatea personajelor. Așa cum afirmă Richard Ellmann la începutul biografiei sale despre Joyce, „Încă învățăm să fim contemporanii lui James Joyce”.

#### Joyce și structuralismul
Structuralismul încearcă să conecteze opera lui Joyce de domenii mai largi precum lingvistica structurală, dezvoltată de Ferdinand de Saussure și antropologia structurală a lui Claude Lévi-Strauss. Cele două științe postulează că organizarea fenomenelor lingvistice, psihice și sociale este bazată pe niște legi subconștiente, astfel încât „structuri” precum limba, ceremoniile religioase, comunicarea, relațiile familiale preexistă individului și sunt într-o mare măsură izomorfice. Structuralismul pornește de la premisa că în spatele textului aparent haotic al lui Joyce (de exemplu în Veghea lui Finnegan) se ascunde o „structură”, o țesătură complexă de referințe și trimiteri culturale, lingvistice etc. Legile care guvernează această structură, relația dintre elementele constitutive și imaginea de ansamblu sunt mai importante așadar pentru structuraliști decât conținutul textului sau orice element individual, separat de context. Conform lui Clive Hart în Structură și motiv în Veghea lui Finnegan, „Modelele structurale din Veghea lui Finnegan nu pot fi respinse ca un eșafodaj estetic, folositor scriitorului, dar irelevant cititorului, pentru că aceste modele susțin o mare parte din încărcătura de semnificații a cărții”. În Poeticile lui Joyce, Umberto Eco observă că încă din capitolul Proteu, Ulise semnalează posibilitatea unei cărți „a cărei formă este principalul și cel mai explicit dintre mesaje”. Subjugarea conținutului de către formă devine mai evidentă în Boii soarelui, unde evoluția stilurilor narative din literatura engleză este principala temă, iar personajele și acțiunea par a avea rol decorativ. Despre Veghea lui Finnegan, Samuel Beckett spune:
„Aici forma este conținut, conținutul este formă [...] Scrierile lui nu sunt despre ceva, ci sunt chiar ele acel ceva [...] Când simțurile au ațipit, cuvintele adorm și ele [...] când simțurile dansează, cuvintele dansează.”
Margot Norris consideră că folosirea de către Joyce a diferitelor stiluri literare este, în cele din urmă, „un atac asupra conceptului tradițional de structură”; însușindu-și atât de multe modele structurale, Joyce demonstrează că e imposibil a fi fidel unei structuri stabile. Robert Scholes îl consideră pe Joyce un structuralist avant la lettre, pentru că a renunțat la personajul egocentric: deși au caracter autobiografic, Leopold Bloom și Humphrey Chimpden Earwicker sunt pătrunși de individualitățile unor oameni sau figuri diferite de Joyce (prieteni și cunoștințe din Dublin, personaje mitico-literare ca Ulise, Tim Finnegan etc.). Această universalizare (și implicit, anihilare) a propriului ego constituie o trăsătură necesară gândirii structuraliste, care respinge umanismul european. În interpretarea lui Scholes, revoluția structuralistă „a așezat un fel de Dumnezeu înapoi în univers, dar nu un Dumnezeu asemănător cu omul, debordând de individualism și supus unor accese de temperament când voința Lui este încălcată, ci un Dumnezeu care nu este în niciun fel ridiculizat pentru că El este planul universului, sistemul suprem care stabilește modelul tuturor lucrurilor.”

#### Joyce, poststructuralismul și deconstrucția
Jacques Derrida respinge structuralismul considerându-l o mistificare metafizică, la fel ca întreaga tradiție a filozofiei europene, pentru că impune o „viziune asupra lumii” (Weltanschauung) unică și determinată. Derrida demonstrează prin diferite exemple din Platon și Rousseau că gândirea filozofică s-a construit în jurul unei metafizici a prezenței, care privilegiază în mod arbitrar un anumit element dintr-o opoziție binară în detrimentul celuilalt, pentru că primul ar constitui manifestarea unei „prezențe” transcendente, iar celălalt ar reprezenta „absența” ei (spre exemplu, în cazul lui Rousseau, opoziția este cea între natură și civilizație). De multe ori, demonstrează Derrida, asemenea teorii pot fi inversate chiar de cititor printr-o lectură deconstructivistă, pentru că limbajul este, în mod inevitabil, ambiguu, astfel încât elementul care era înainte desconsiderat este scos la lumină. Pentru Derrida, Joyce reușește să se sustragă metafizicii prezenței cultivând o ambiguitate radicală, astfel încât textul oferă o libertate maximă interpretării și nu favorizează o anumită voce (este echivoc). Filozoful îi consideră pe Edmund Husserl și James Joyce „două mari modele, două paradigme ale gândirii, dar și [...] ale relației dintre limbă și istorie”: în timp ce Husserl a ales o univocitate completă a limbii, adică un limbaj pur, științific, matematic, ce nu permite deconstrucția, Joyce a optat pentru echivocarea completă, pentru „acumularea de metafore, ambiguități și tropi”. Derrida vorbește de un „proiect joycian” care „pornește de la un anumit anti-istoricism și de la o dorință de a se trezi din « coșmarul istoriei », de la o dorință de a stăpâni acest coșmar într-o reîncepere totală și prezentă”. Unii critici îl acuză pe Derrida de diletantism în ceea ce privește exegeza lui Joyce; în interpretările sale, Derrida se folosește foarte rar de textul efectiv al operei joyciene, pornind mai degrabă de la impresii generale sau surse secundare.

#### Joyce și psihanaliza

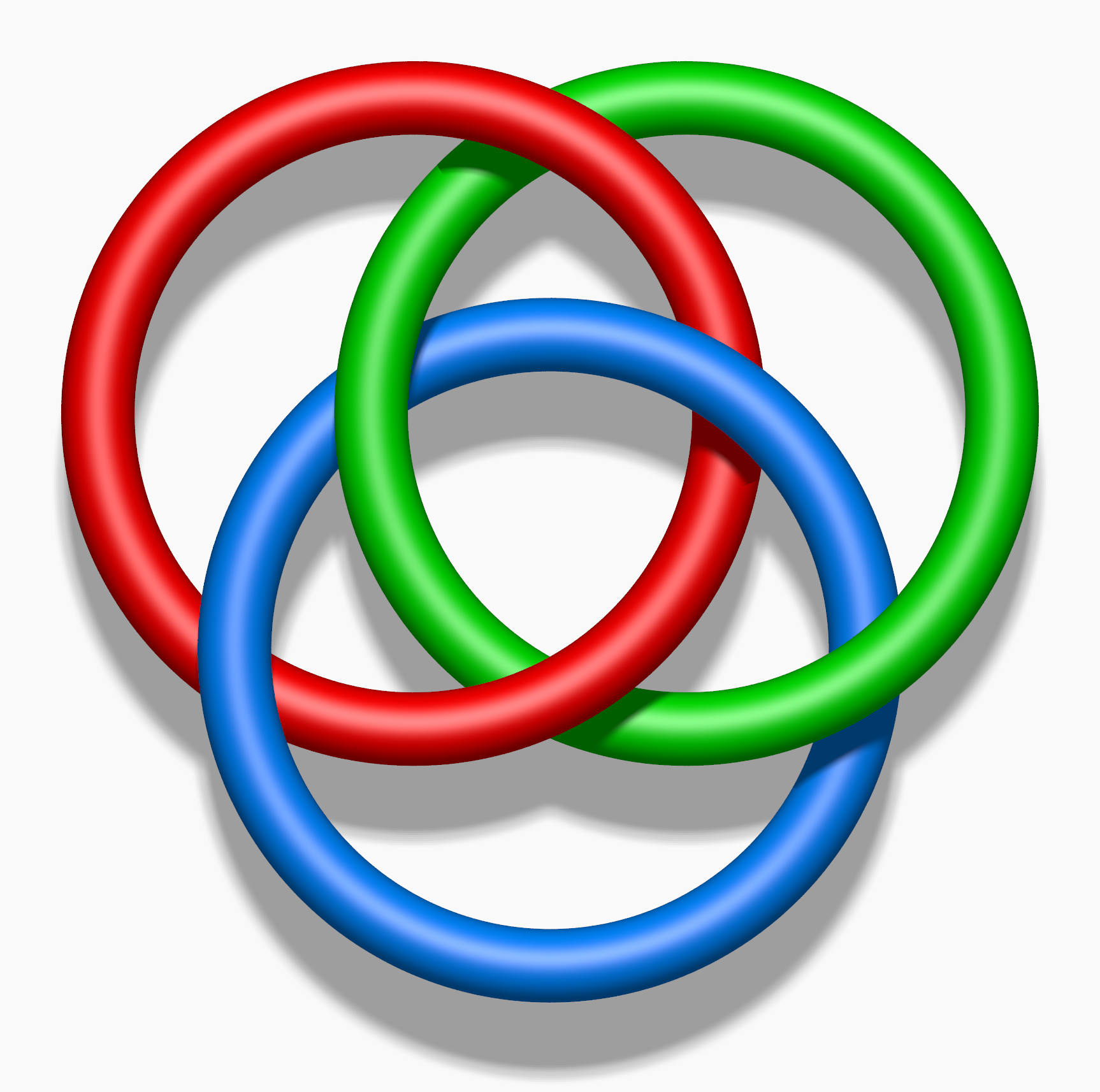
Jacques Lacan folosește imaginea nodului boromean pentru a descrie întrepătrunderea celor trei Ordini (Imaginarul, Simbolicul și Realul) din teoria sa psihanalitică. Conform lui, Joyce a recurs la arta scrisului pentru preveni desfacerea nodului și apariția psihozei.

În ciuda faptului că Joyce însuși se opunea tehnicilor psihanalitice, considerându-le „o formă de șantaj, nimic mai mult sau mai puțin”, unii critici au încercat să îi citească operele în această cheie. Jean Kimball descifrează în Portret și Ulise semne ale unei obsesii de tip oedipal a lui Stephen față de figura mamei, o obsesie pe care încearcă să o soluționeze fără succes în Circe. Eroul chiar afirmă la mijlocul romanului că „amor matris”, iubirea de mamă, este „poate singurul lucru adevărat în viață”. Un simbol interesant, vulturul, pe care doamna Dante îl invocă în Portret pentru a „scoate ochii” copilului neascultător, devine în viziunea lui Kimball emblema represiunii sexuale, impuse de educația catolică (vulturii imperiali sunt un simbol al Romei, deci ai Bisericii Catolice), amintind totodată de pedepsele unor eroi cuprinși de hybris, precum Prometeu și Oedip. Margot Norris crede că relațiile cauzale specifice narațiunii romanești sunt substituite în Veghea lui Finnegan cu asocieri libere de tip psihanalitic. Identificând teme precum rivalitatea fraternă, conflictul dintre tată și fiu, incestul, triunghiul amoros, ea arată că familia lui Humphrey Chimpden Earwicker este un prototip oedipal, guvernat de o lege patriarhală și măcinat de un sentiment penetrant al vinovăției (generat fie de Păcatul originar, fie de crimele freudiene refulate ale incestului și paricidului). Derek Attridge afirmă că narațiunea romanului se desfășoară într-o „modalitate caracteristică visului”, cu „irupții ale lumii dezorganizate a plăcerilor din copilărie și a dorințelor subconștiente”. Joyce ar fi folosit toate exemplele de „vise tipice” descrise de Freud în Interpretarea viselor ca motive în Veghea lui Finnegan și ar fi replicat mecanismele onirice, condensarea și deplasarea, prin reinventarea limbajului: deplasarea ar fi semnalată, conform lui Norris, de malapropisme și cuvintele cu sens dublu („dublul limbaj”), iar condensarea de cuvintele-valiză (portmanteau). Barbara MacMahon argumentează că extravaganțele limbajului lui Joyce sunt de fapt „acte ratate”, conform sensului oferit de Sigmund Freud, adică omisiuni ale cenzurii individuale, datorită cărora lumea refulată a subconștientului se manifestă involuntar. În conformitate cu această idee, Colin MacCabe afirmă că Veghea lui Finnegan este un „lapsus continuu”. Ipoteza lui MacMahon poate fi legată de teoriile formulate de Jacques Lacan și Julia Kristeva, conform cărora modernismul literar în general, prin limbajul lui inovator, reprezintă o astfel de perturbare a „Ordinii Simbolice”, o invazie a subconștientului. Cea mai faimoasă interpretare psihanalitică îi aparține însă lui Jacques Lacan, care îi dedică lui Joyce un seminar, Le sinthome, în 1975-76. Conform lui Lacan, pentru Joyce scrisul are funcția de preveni instaurarea unei psihoze, fiind „cordonul suplimentar” care unește, într-un nod boromean cele trei registre (sau „Ordini”) psihanalitice: Imaginarul, Simbolicul și Realul. Un astfel de cordon, denumit „sinthome”, este soluționarea unei traume generate de eșecul, absența sau carența instanței patriarhale a legii, „Nom-du-Père” („Numele tatălui” un fel de tată simbolic), necesare funcționării normale a oricărui psihic. Jean Guy Godin identifică în Portret episodul semi-autobiografic care a declanșat criza în copilăria scriitorului: îndreptându-se spre Cork pentru a vinde ultima proprietate a familiei, Stephen și tatăl său călătoresc cu trenul, dar Stephen este plictisit și dezgustat de sentimentalismul și eșecurile personale ale tatălui și încetează să mai identifice în el un model patern adecvat. Conform naratorului, în acel moment, Stephen se simte astfel:
„Până și creierul îi era sfârșit, lipsit de vigoare. Abia de putea tălmăci literele de pe firmele prăvăliilor. Prin felul său de viață monstruos părea să se fi așezat dincolo de limitele realității. Nimic din lumea reală nu-l mișca și nu-i spunea ceva, decât dacă-i reda vreun ecou al strigătelor furioase dinlăuntrul său. Nu era în stare a răspunde nici unei atracții pământene sau umane, mut și nesimțitor la chemarea verii și a voioșiei și a tovărășiei oamenilor, obosit și deprimat de glasul lui taică-său. Abia de-și recunoștea propriile gânduri drept gândurile sale, și-și repeta agale sie însuși:
— Sunt Stephen Dedalus. Merg alături de tatăl meu, pe care-l csheamă Simon Dedalus [...]”—James Joyce, Portret al artistului în tinerețe, traducere de Frida Papadache

#### Joyce și feminismul

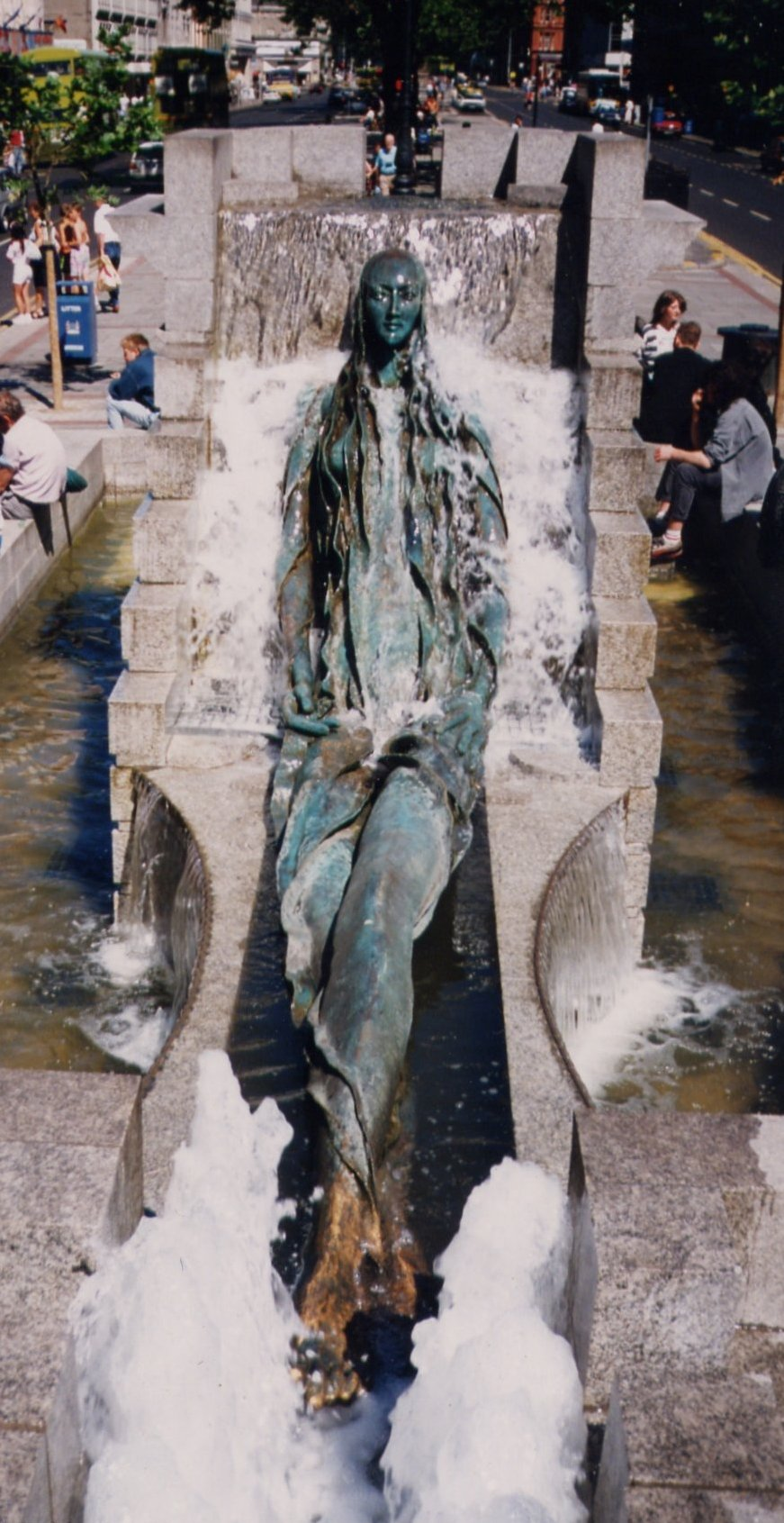
Fântână din Dublin, reprezentând-o pe Anna Livia Plurabelle, un personaj al romanului Veghea lui Finnegan

Lectura feministă a textelor lui Joyce încearcă să stabilească rolul unor personaje feminine ca Molly Bloom, Issy sau Anna Livia Plurabelle în universul scriitorului. Deși adesea a tratat feminitatea cu afecțiune, subtilitate, simpatie și umor,Joyce a fost criticat în numeroase rânduri pentru faptul că, în operele lui, femeile par limitate de propria corporalitate, preocupate fiind în mod obsesiv de sexualitatea lor și arătându-se mereu inferioare intelectual bărbaților. Molly Bloom dovedește carențe culturale în raport cu soțul ei când întreabă ce înseamnă cuvântul „metempsihoză” (Calypso), ba chiar exprimă tendințe anti-intelectuale: „nu mai pot eu de toată învățătura lor de ce nu se apucă ei să creeze ceva” (Penelopa). Discursul ei din Penelopa contrastează în mod evident cu monologul erudit al lui Stephen Dedalus din Proteu. Prezența femeilor intelectuale (spre exemplu Molly Ivors în Cei morți) este vagă și marginală. Pornind de la relația dintre Gabriel Conroy și Molly Ivors, Marian Eide intuiește teama personajului masculin, de asemenea intelectual, de a fi substituit funcțional de o femeie și de a-și vedea astfel masculinitatea uzurpată. Presupusul misoginism al lui Joyce s-ar transforma așadar într-o frică generată de expansiunea feminismului și redefinirea rolurilor de gen. Referindu-se la unele critici recente ale Gertrudei Stein, Joyce ar fi afirmat „Urăsc femeile intelectuale”, cu toate că multe astfel de femei (Sylvia Beach, Harriet Shaw Weaver, Margaret Anderson, Maria Jolas) au avut un rol crucial în susținerea carierei sale literare. Feminismul, perceput în mod subconștient ca uzurparea masculinității, este o temă ce pare a fi reluată în Ulise, unde, sub dominația Bellei Cohen, Leopold Bloom se transformă în femeie la fel ca mitologicul Tiresias (Circe), iar Molly, în delirul ei lubric, își spune: „n-aș zice nu să fiu și eu odată bărbat să mă sui peste o femeie frumoasă” (Penelopa). Joseph Campbell insistă în acest caz mai degrabă pe latura ezoterică: Circe reprezintă un ritual inițiatic, prin care Bloom revine la stadiul primordial al androginului. Într-un demers mitologic similar, Nor Hall încearcă să o conecteze pe Anna Livia Plurabelle de miturile pre-creștine ale unor zeițe matriarhale ca Demeter, Hecate sau Artemis.
Conform lui Margot Norris, în Veghea lui Finnegan familia are o structură ierarhică unde tatăl, aflat în vârf, reprezintă legea și asigură transmiterea ei pe linie masculină. Pentru Norris, Anna Livia Plurabelle nu este altceva decât reprezentarea unei femei de către mintea unui bărbat, în timpul visului. În opera lui Joyce, femeile sunt adesea tratate ca simple instrumente sau se definesc strict în raport cu personajele masculine: ele sunt fie muze sau nimfe involuntare (ca fata de pe plajă în Portret sau Gerty MacDowell în Ulise), fie mame, soții sau fiice, fie chelnerițe sau prostituate. Proza lui Joyce, crede Florence Howe, perpetuează ideea că femeia este „altceva” ("other"), în conformitate cu o întreagă tradiție literară axată în jurul bărbatului. Carolyn Heilburn susține că Joyce este incapabil să își imagineze „o femeie pe care convențiile nu i-o oferă” sau să vadă „femeia ca pe o paradigmă a umanității”.
Mary Ellmann identifică în capitolul Penelopa un vechi stereotip care asociază feminitatea cu iraționalismul:
„În solilocvia lui Molly Bloom, gândirea și menstruația sunt procese similare și concomitente [...] Ea nu îl poate controla pe primul, prin structurarea în propoziții sau punctuație, mai mult decât îl poate controla pe al doilea”
De altfel, unele femei cu sensibilități puritane s-au simțit scandalizate de modul cum Molly își exprimă liber fanteziile sexuale. Mary Collum îi caracterizează solilocvia ca pe un fel de „exhibiție extraordinară a minții, făcută de o gorilă femelă care a fost coruptă de contactul cu oamenii”, în orice caz, un capitol ce „ar putea prezenta mai mult interes unui laborator, decât oamenilor normali”. Hélène Cixous consideră capitolul, dimpotrivă, o cultivare benefică a pasiunii și a imaginației peripatetice, polimorfe, eliberate de convenții, un exemplu veritabil de „scriitură feminină” (écriture féminine), care se opune discursului patriarhal. Sub lumina acestei interpretări, Molly Bloom nu mai este femeia vulgară, lascivă, ci femeia care respinge clișeele patriarhale legate de castitate și virginitate. Maud Ellmann consideră că, departe de a se supune tradiționalei dihotomii literare bărbat/intelect - femeie/trup, romanul Ulise o inversează pentru că îl prezintă pe Leopold Bloom în toate ipostazele trupului, ospătându-se, defecând sau masturbându-se, în timp ce Molly este redată „prin intermediul gândirii ei pure, nemediate de un narator extern”. Chiar dacă atenția ei este îndreptată spre sex, spre contacte de ordin fizic, Molly rămâne, cel puțin în roman, „o ființă compusă în întregime din gândurile ei”; Maud Ellmann o numește „trupul devenit cuvânt”, asociind-o unor cuvinte pe care Stephen Dedalus le rostește profetic în capitolul Boii soarelui: 
„Băgați seamă la ce vă spun eu. în pântecele femeii cuvântul s-a făcut trup dar în spiritul alcătuitorului tot trupul ce trece se face cuvântul care nu se va trece niciodată. Asta e postcreația.”—James Joyce, Ulise, Boii soarelui

### Scrisori
- Letters of James Joyce, edited by Stuart Gilbert, The Viking Press Inc., 1957
- Pound/Joyce. The Letters of Ezra Pound to James Joyce, with Pound's Essays on Joyce, edited and with Commentary by Forrest Read, A New Directions Book, 1967

### Biografii
- Harold Bloom (ed.), Bloom's BioCritiques. James Joyce. Comprehensive Biography and Critical Analysis, Chelsea House Publishers, Philadelphia, 2003
- Gordon Bowker, James Joyce. A Biography, Weidenfeld & Nicolson, 2011
- Hélène Cixous, The Exile of James Joyce, translated from the French by Sally A. J. Purcell, John Calder, London, 1976
- Peter Costello, James Joyce. The Years of Growth 1882-1915, Kyle Cathie Limited, 1992
- Richard Ellmann, James Joyce Biography, New York - Oxford - Toronto, Oxford University Press, 1982
- A. Nicholas Fargnoli, Michael Patrick Gillespie, James Joyce A to Z: The Essential Reference to His Life and Writings, Oxford University Press, New York, 1996
- Conor Fennell, A Little Circle of Kindred Minds: Joyce in Paris, Green Lamp, Dublin, 2011
- Andrew Gibson, James Joyce, Reaktion Books Ltd., 2006
- Herbert Gorman, James Joyce, New York : Farrar and Rinehart, 1939
- Brenda Maddox, Nora: A Biography of Nora Joyce, Hamish Hamilton, London, 1988
- Brenda Maddox, Nora : The Real Life of Molly Bloom, Mariner Books, New York, 2000
- John McCourt, The years of Bloom: James Joyce in Trieste, 1904-1920, Madison: University of Wisconsin Press, 2000
- Willard Potts, Joyce and the Two Irelands, University of Texas Press, 2000
- Carol Loeb Shloss, Lucia Joyce: To Dance in the Wake, London: Bloomsbury Publishing, 2004.

### Critică literară
- John P. Anderson, Finding Joy in Joyce: A Readers Guide to Ulysses, Universal Publishers/uPublish.com, 2000
- Derek Attridge (ed.), The Cambridge Companion to James Joyce, Cambridge University Press, 1999
- Derek Attridge (ed.), The Cambridge Companion to James Joyce, Cambridge University Press, 2004
- Derek Attridge, Daniel Ferrer (ed.), Post-structuralist Joyce: Essays from the French, Cambridge University Press, 1984
- Samuel Beckett et al., Our Exagmination Round His Factification for Incamination of Work in Progress, Faber and Faber, London, 1929
- Bernard Benstock, James Joyce : the augmented ninth : proceedings of the Ninth International James Joyce Symposium, Frankfurt, 1984, Syracuse University Press, Syracuse, N.Y., 1988
- John Bishop, Joyce's Book of the Dark: Finnegans Wake, University of Wisconsin Press, 1986
- Harold Bloom (ed.), James Joyce, Chelsea House Publishers, Philadelphia, 1986
- Harold Bloom (ed.), James Joyce's Ulysses. Bloom's Modern Critical Interpretations, Chelsea House Publishers, Philadelphia, 2004
- Lucia Boldrini, Joyce, Dante, and the poetics of literary relations : language and meaning in Finnegans wake, Cambridge University Press, New York, 2001
- Richard Brown (ed.), A Companion to James Joyce, Wiley-Blackwell, 2013
- Frank Budgen, James Joyce and the Making of "Ulysses", Oxford University Press, London, 1972
- Anthony Burgess, Joysprick: An Introduction to the Language of James Joyce, Harcourt Brace Jovanovich, London, 1975
- Anthony Burgess, Re Joyce, W. W. Norton & Company, New York & London, 1965
- Joseph Campbell, Mythic worlds, modern words: on the art of James Joyce, New World Library, Novato (California), 2004.
- John Coyle (ed.), James Joyce, Ulysses; A portrait of the artist as a young man, Icon, Trumpington, 2000
- Robert H. Deming, James Joyce: the critical heritage, Routledge & K. Paul, London 1970
- Jacques Derrida, L'écriture et la différence, Éditions du Seuil, 1967
- Umberto Eco, The Aesthetics of Chaosmos. The Middle Ages of James Joyce, translated from the Italian (Le poetiche di Joyce) by Ellen Esrock, Harvard University Press, Cambridge, Massachusetts, 1989
- Umberto Eco, The Role of the Reader: Explorations in the Semiotics of Texts, Indiana Univ. Press, Bloomington, 1984
- Richard Ellmann, Ulysses on the Liffey, Faber and Faber, London, 1972
- A. Nicholas Fargnoli, Michael Patrick Gillespie, Critical Companion to James Joyce. A Literary Reference to His Life and His Work, 2006
- Andrew Gibson, Reading Joyce's "Circe", Amsterdam [u.a.] : Rodopi, 1994
- Don Gifford, Robert J. Seidman, "Ulysses" Annotated, University of California Press, London, 1988
- Suzette A. Henke, Joyce's Moraculous Sindbook. A Study of "Ulysses", Ohio State University Press, Columbus, 1978
- Maria Kager, Of Sirens Silent and Loud: The Language Wars of Joyce and Kafka, James Joyce Quarterly, Volume 49, Number 1, Fall 2011, pp. 41–55 (Article)
- Jacques Lacan, The Seminar of Jacques Lacan, Joyce and the Sinthome, part 1, part 2, 1975-1976
- Harry Levin, James Joyce: A Critical Introduction, Faber and Faber, London, 1960
- Margaret McBride, Ulysses and the Metamorphosis of Stephen Dedalus, Associated University Presses, London, 2001
- John McCourt (ed.), James Joyce in Context, Cambridge University Press, Cambridge, 2009
- Michael Bruce McDonald, The Strength and Sorrow of Young Stephen: Toward a Reading of the Dialectic of Harmony and Dissonance in Joyce's Portrait, Twentieth Century Literature, 1991, Vol.37(4), pp. 361–389
- Peter Mahon, Joyce. A Guide for the Perplexed, Continuum International Publishing Group, 2009
- Laurent Milesi, James Joyce and the Difference of Language, Cambridge University Press, 2003
- Andrew J. Mitchell, Sam Slote (ed.) Derrida and Joyce: Texts and Contexts, State University of New York Press, Albany, 2013
- Katherine Mullin, James Joyce, Sexuality and Social Purity, Cambridge University Press, 2003
- Robert D Newman, Weldon Thornton (ed.), Joyce's Ulysses: the larger perspective, University of Delaware Press, Newark, 1987
- Margot Norris (ed.), A Companion to James Joyce's Ulysses, Bedford Books, Boston, 1998
- Margot Norris, The decentered universe of Finnegans wake : a structuralist analysis, Johns Hopkins University Press, 1976
- Jean-Michel Rabaté, James Joyce and the Politics of Egoism, Cambridge University Press, 2001
- C. George Sandulescu, A Lexicon of Romanian in "Finnegans Wake", Contemporary Literature Press, București, 2011
- C. George Sandulescu (ed.), A Lexicon of Allusions and Motifs in "Finnegans Wake", Contemporary Literature Press, București, 2012
- C. George Sandulescu, Literary Allusions in Finnegans Wake, Contemporary Literature Press, București, 2012
- Robert Scholes, Ulysses: A Structuralist Perspective, James Joyce Quarterly, Vol. 10, No. 1, Ulysses 50th Anniversary Issue (Fall, 1972), pp. 161–171
- R. J. Schork, Greek and Hellenic culture in Joyce, University Press of Florida, Gainesville, 1998
- Bonnie Kim Scott, Joyce and Feminism, The Harvester Press Limited, Sussex, 1984
- Michael Seidel, James Joyce. A Short Introduction, Blackwell Publishers, 2002
- Sam Slote, Joyce's Nietzschean ethics, Palgrave Macmillan, New York, 2013
- Lee Spinks, James Joyce: A Critical Guide, Edinburgh University Press, Edinburgh, 2009
- Stanley Sultan, Eliot, Joyce, and Company, Oxford University Press, 1987
- William York Tindall, A reader's guide to James Joyce, N.Y. Syracuse Univ. Press, Syracuse, 2005
- Katie Wales, The Language of James Joyce, Macmillan, London, 1992
- Edmund Wilson, Axel's Castle. A Study in the Imaginative Literature of 1870-1930, Charles Scribner's Sons, New York, 1931

### Cărți audio și documentare
- Joseph Campbell, Wings of Art - Joseph Campbell on James Joyce, Highbridge Audio; Unabridged edition (1 martie 1995), audio-book
- Ian Graham, James Joyce: The Trials of Ulysses, 2000, documentar, 50 min.